# Iconografia della Crocifissione

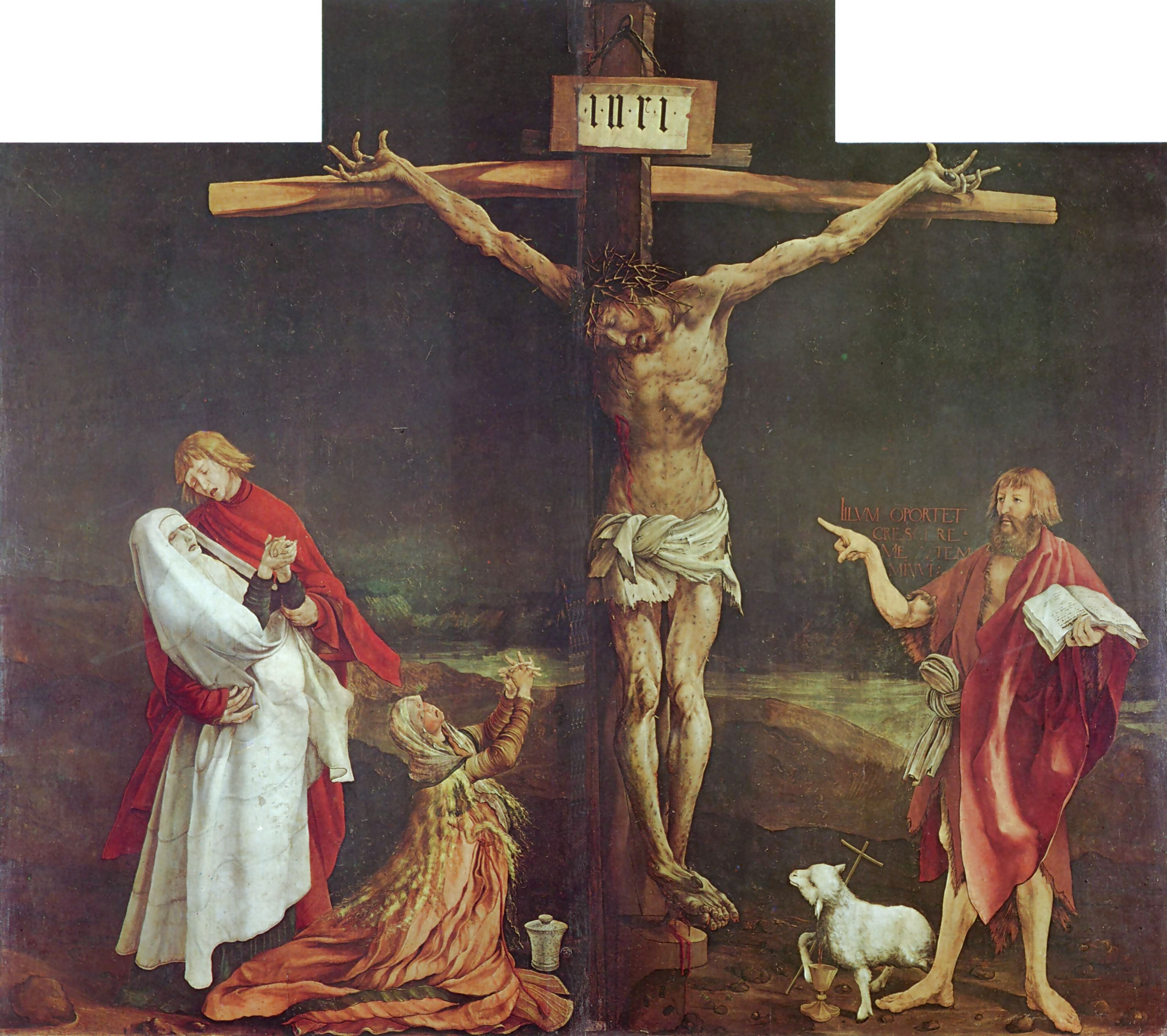
Matthias Grünewald, Crocifissione, Musée d'Unterlinden, Colmar

La Crocifissione rappresenta il simbolo per antonomasia della religione cristiana: essa occupa un posto centrale nella produzione dell'arte sacra. L'analisi della iconografia della Crocifissione mostra la varietà di sistemi di senso attribuiti alla sofferenza ed alla morte di Cristo ed alla promessa di salvezza per gli uomini.

## Il segno della Croce
Il materiale iconografico che ha per oggetto la Crocifissione va dalle prime incerte incisioni del segno della Croce che troviamo nelle catacombe, alle espressioni più alte della raffigurazioni della Crocifissione di Gesù che troviamo nell'arte sacra di tutti i secoli; spazia dalle opere di alto pregio destinate a ricchi e raffinati committenti, alle manifestazioni ingenue di espressività popolare che troviamo nelle cappelle votive, nelle feste religiose che celebrano la Passione di Cristo, ed altro ancora.
Nel primo periodo della cristianità – a giudicare dallo studio delle catacombe – il simbolo della croce, graffiato nel tufo o tracciato con il colore,- si trova abbastanza di rado; esso è certamente meno frequente degli altri simboli della Cristianità (come il pesce, i pani o l'ancora).
Più diffuso si ritiene esser stato l'uso della "crux dissimulata", ottenuta, ad esempio, interponendo la lettera "tau" maiuscola (T) al centro del nome del defunto.
Dopo il decreto di Costantino la diffusione del simbolo della croce si espande ed assume l'aspetto della "crux commissa" (T), o della "croce latina" (†) (detta anche "crux immissa") o della croce greca ({\displaystyle +}).
La croce diventa allora simbolo di culto che si inizia a trovare nelle chiese primitive: uno degli esempi più significativi è la croce gemmata realizzata a mosaico (fine del IV - inizio del V secolo), posta sopra il Calvario, nella basilica paleocristiana di Santa Pudenziana in Roma. Altri esempi, poco più tardi, sono quelli che troviamo nei mosaici che ornano l'arco trionfale di Santa Maria Maggiore a Roma ed in quelli del Mausoleo di Galla Placidia a Ravenna.

## Il Crocifisso

### Rappresentazioni tardo-antiche
Una rappresentazione della crocifissione risalente alla fine del II secolo o all'inizio del III, compare in un probabile amuleto (non necessariamente pagano) intagliato in eliotropio, oggi conservato al British Museum. Secondo Kotanski le parole accanto alla crocifissione contengono un'invocazione a Gesù redentore, figlio del Padre, mentre l'iscrizione sul retro, di diversa mano e aggiunta successivamente, contiene alcuni termini di significato sconosciuto, ma presenti in amuleti pagani. Già nel II secolo Giustino martire affermava che gli esorcismi erano effettuati "nel nome di Gesù Cristo, che fu crocefisso sotto Ponzio Pilato", come verosimile alla luce della narrazione della guarigione di uno storpio da parte di Pietro (Atti 3-4 e in particolare 4,9-10). L'uso apotropaico del nome di Gesù e della rappresentazione della sua crocifissione anche in un contesto forse pagano, si spiega con le parole di Origene: "il nome di Gesù è così potente contro i demoni che talvolta è efficace anche se pronunziato da uomini cattivi" (Contra Celsum 1.6). Questa gemma conferma l'antichità della devozione cristiana per Cristo crocefisso, evidenziata anche dalla rappresentazione satirica della croce presente già nel graffito di Alessameno (inizio del III secolo o anteriore).
Fra le più antiche rappresentazioni cristiane della crocifissione ve ne sono altre due incise su pietre dure e utilizzate come sigilli. Una venne ritrovata in Romania nei pressi di Costanza nel 1895 e oggi si trova al British Museum (PE 1895,1113.1). Una pietra molto simile era stata acquistata dal collezionista inglese George Frederick Nott (1767–1841) ma oggi è dispersa, anche se ne resta il calco in gesso. La pietra è citata da Raffaele Garrucci nella sua monumentale Storia dell’ arte cristiana nei primi otto secoli della chiesa (6 voll., Prato 1872-1881). Oggi entrambi i sigilli sono datati alla prima metà del IV secolo. In entrambe le gemme Cristo in croce è circondato dagli apostoli, sei per lato, una forma di rappresentazione contrastante con i racconti evangelici e che, perciò, sembra voler enfatizzare che il fondamento della Chiesa è Cristo crocefisso. Nel IV e V secolo la rappresentazione di Gesù al centro degli apostoli si diffuse in molteplici varianti, in un contesto apparentemente celeste, e il ricordo della passione venne proposto tramite l'immagine di un agnello sotto i piedi di Gesù come nel "Sarcofago di Stilicone" nella Basilica di Sant'Ambrogio a Milano oppure sostituendo alla figura di Cristo l'immagine della croce nuda ma incoronata, simbolo a un tempo della passione e della resurrezione.

### I passaggi iconografici nel Medioevo

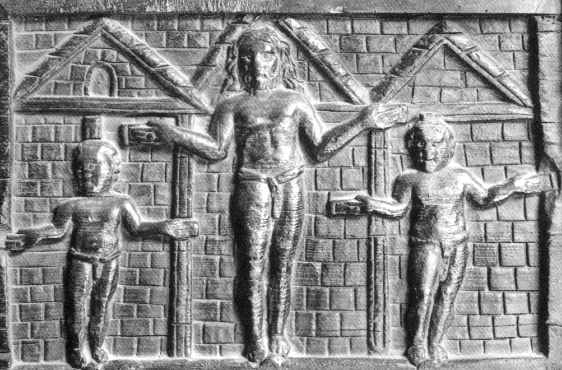
La Crocefissione di Santa Sabina

Nel V secolo è possibile vedere non solo il simbolo della croce, ma anche i primi esempi di rappresentazione della Crocifissione, con la figura del Redentore in mezzo ai ladroni, mostrata alla pietà dei fedeli. Esempio famoso di Crocifissione risalente a tale periodo è quella intagliata, assieme ad altre scene bibliche, nel legno dell'antica porta della basilica di Santa Sabina sull'Aventino, che mostra Gesù con le braccia distese, tra i due ladroni, con occhi aperti, senza nimbo e senza croce. C'era una certa prevenzione a rappresentare la crocifissione nel mondo tardo antico, poiché era ancora viva la memoria di come fosse la pena di morte inflitta agli schiavi.
Il Crocifisso si affermò in seguito sempre più come icona per antonomasia della fede in Cristo, sia che tale affermazione avvenga nei maestosi crocifissi lignei (che in antico erano dipinti) oppure nei grandi crocifissi in lamina di argento posti nelle cattedrali (come la Croce della badessa Raingarda, a Pavia ante 996, la Croce del vescovo Leone, nel Duomo di Vercelli ante 1026, la Croce del vescovo Ariberto nel Duomo di Milano post 1018), sia che essa passi attraverso i più modesti artefatti destinati alle chiese di campagna o alla popolare devozionalità dei fedeli, come "memento alla preghiera", posto lungo i sentieri da essi percorsi (si pensi, per fare un esempio, ai tanti crocifissi in legno che troviamo ancor oggi nelle montagne tirolesi).

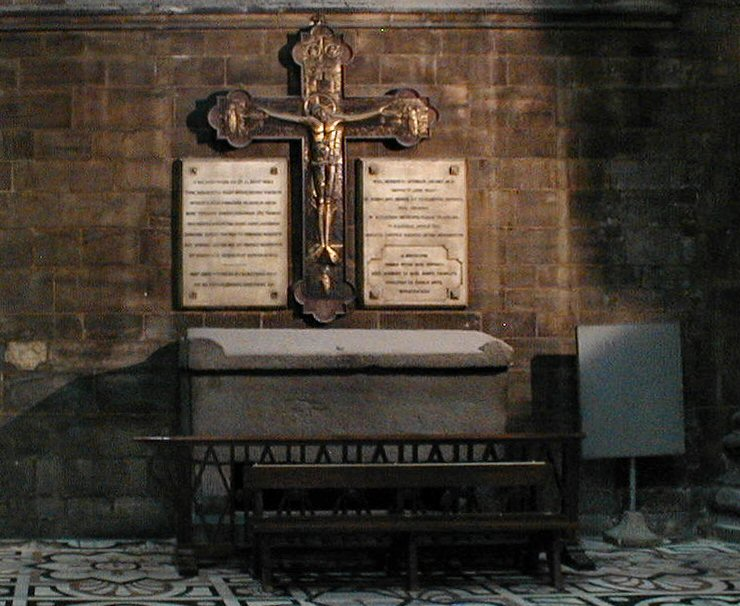
Copia della Croce di Ariberto nel Duomo di Milano (post 1018)

Nell'Italia centrale del XII secolo nacque la tradizione delle croci dipinte, destinate ad essere appese nell'arco trionfale delle chiese o al di sopra dell'iconostasi, ovvero la struttura che separava la navata adibita ai laici dal presbiterio adibito al clero; le tavole venivano dipinte direttamente su legno, oppure su fogli di pergamena o cuoio, successivamente incollati sul supporto ligneo sagomato a forma di croce. In esse il Cristo è in posizione frontale con la testa eretta e gli occhi aperti, vivo sulla croce e ritratto come trionfatore sulla morte (Christus triumphans), attorniato da scene tratte dalla Passione, e poteva presentare agli estremi dei bracci della croce figurine di contorno, che a partire dalla seconda metà del XIII secolo divennero le figure a mezzobusto della Vergine e San Giovanni evangelista in posizione di compianto. Talvolta si incontrano anche i simboli degli evangelisti e, nel braccio superiore (la cimasa), un Cristo in maestà. Tra gli esempi più antichi di Crocifisso triumphans si annoverano la croce firmata da Alberto Sotio nel Duomo di Spoleto, la Croce di Mastro Guglielmo nel Duomo di Sarzana, la croce di san Damiano nella chiesa di Santa Chiara ad Assisi, la croce di un anonimo maestro pisano nel Museo Nazionale di San Matteo a Pisa e il crocifisso della Cattedrale di Santa Croce a Forlì.
All'apice della croce si trova la cimasa, i due allargamenti laterali dei bracci orizzontali sono denominati terminali, lo scomparto è uno dei due allargamenti laterale del tabellone, infine il piedicroce (o calvario o chiusa) è l'allargamento posto all'estremo inferiore.

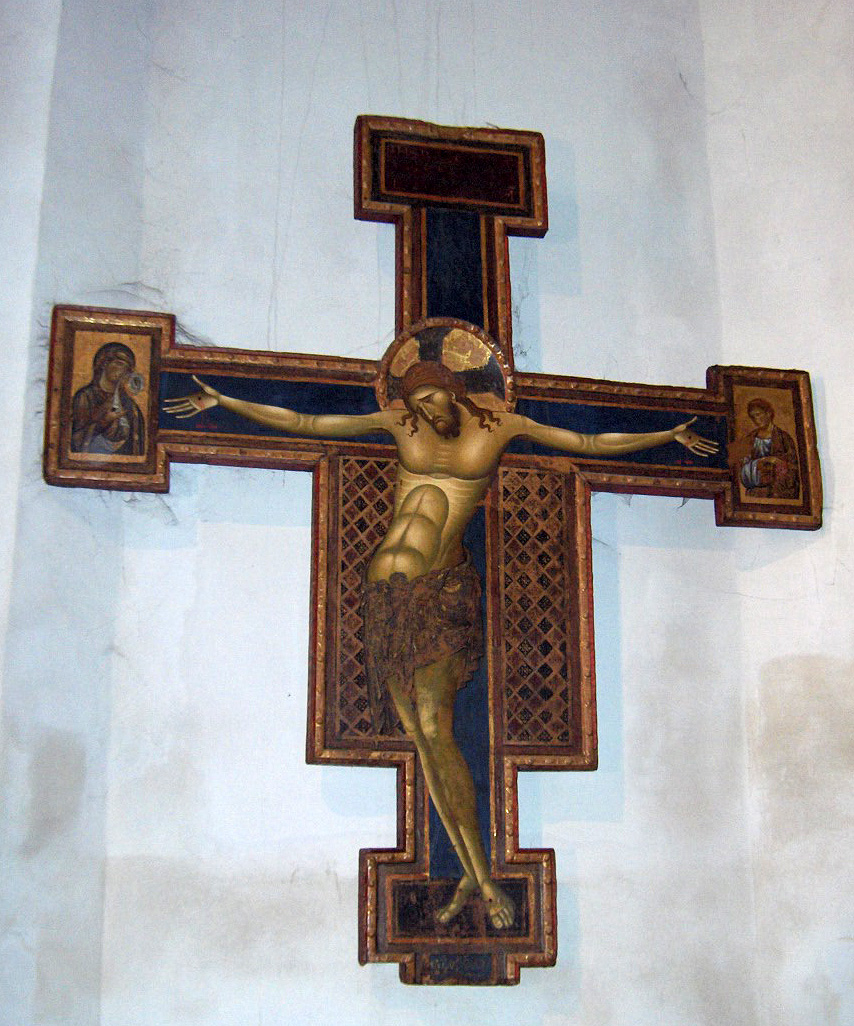
Crocifisso della basilica di San Domenico a Bologna, Giunta Pisano

Agli inizi del XIII secolo compare una nuova tipologia, quella del Christus patiens d'ispirazione bizantina, la cui diffusione fu facilitata dalla coeva predicazione francescana. Il Cristo sofferente ha la testa reclinata sulla spalla e gli occhi chiusi e il corpo incurvato in uno spasimo di dolore, coi fianchi cinti dal perizonium. La prima rappresentazione è quella della Croce n. 20 di Pisa (1210-1230) di un anonimo artista bizantino operante in Toscana. Uno dei primi a recepire questa novità iconografica fu Giunta Pisano, del quale restano tre crocifissi firmati e uno attribuitogli dalla critica, tra cui il Crocifisso della basilica di San Domenico a Bologna, dove il corpo del Cristo è inarcato sulla sinistra, invadendo il tabellone laterale, da cui spariscono quindi le scene della Passione. Tra Giunta e Cimabue irrompe Coppo di Marcovaldo, primo innovatore non solo dell'arte definita ancora grottesca da Longhi, ma primo vero pittore espressionista della storia. La recessione stilistica era già alle spalle, al contrario delle affermazioni di Longhi, Coppo non stava a Rouault, Rouault cercava un imbarbarimento del segno nel secolo scorso, Coppo al contrario una classicità, una forma di bellezza da qui l'importanza di Coppo come pittore di "frontiera", forme riprese da Cimabue nel Crocifisso di Arezzo del 1270 circa (che venne dipinto per la locale chiesa domenicana, quindi verosimilmente richiesto simile al Crocifisso della chiesa madre a Bologna) e sviluppate ulteriormente nel Crocifisso di Santa Croce del 1280 circa.
Nel braccio più alto si diffusero nuove immagini tra cui quella del Padre Eterno, altre volte il simbolo del pellicano, che si sacrifica per nutrire i suoi figli, o altre immagini cristologiche; una analoga varietà di icone può essere posta ai piedi di Cristo, nel soppedaneo (la Maddalena, il teschio di Adamo, un santo protettore, o il committente).
Giotto fu il primo a rinnovare questa iconografia in pittura nell'ultimo decennio del XIII secolo, prendendo spunto dai traguardi nel frattempo raggiunti dalla scultura gotica, in particolare da Nicola Pisano, già dal 1260. Egli compose il Cristo come realmente doveva mostrarsi sotto il peso del corpo, abolendo l'inarcatura e piegando le gambe, che venivano fermate da un unico chiodo (come nella lunetta del portale sinistro del Duomo di Lucca scolpita da Nicola Pisano).

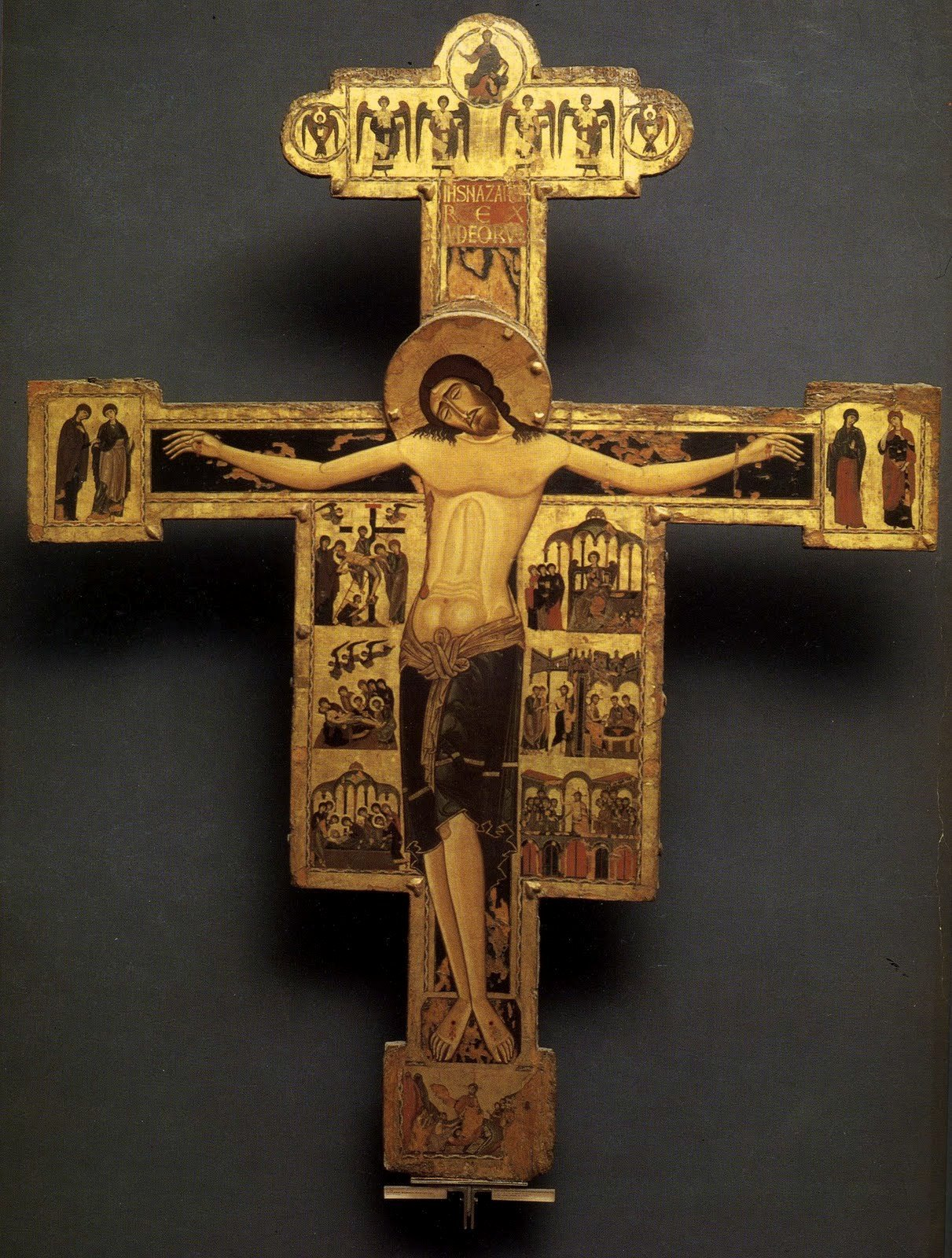
Maestro greco-bizantino, Crocifisso n. 20, Museo Nazionale di San Matteo, Pisa, 1230 circa
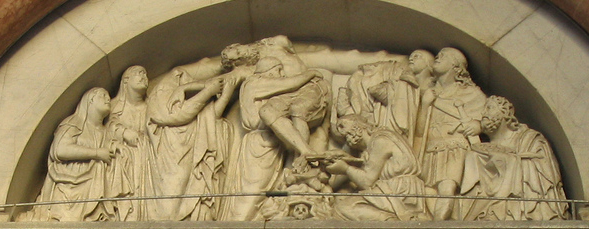
Nicola Pisano, Deposizione del portale del Duomo di Lucca, 1260 circa
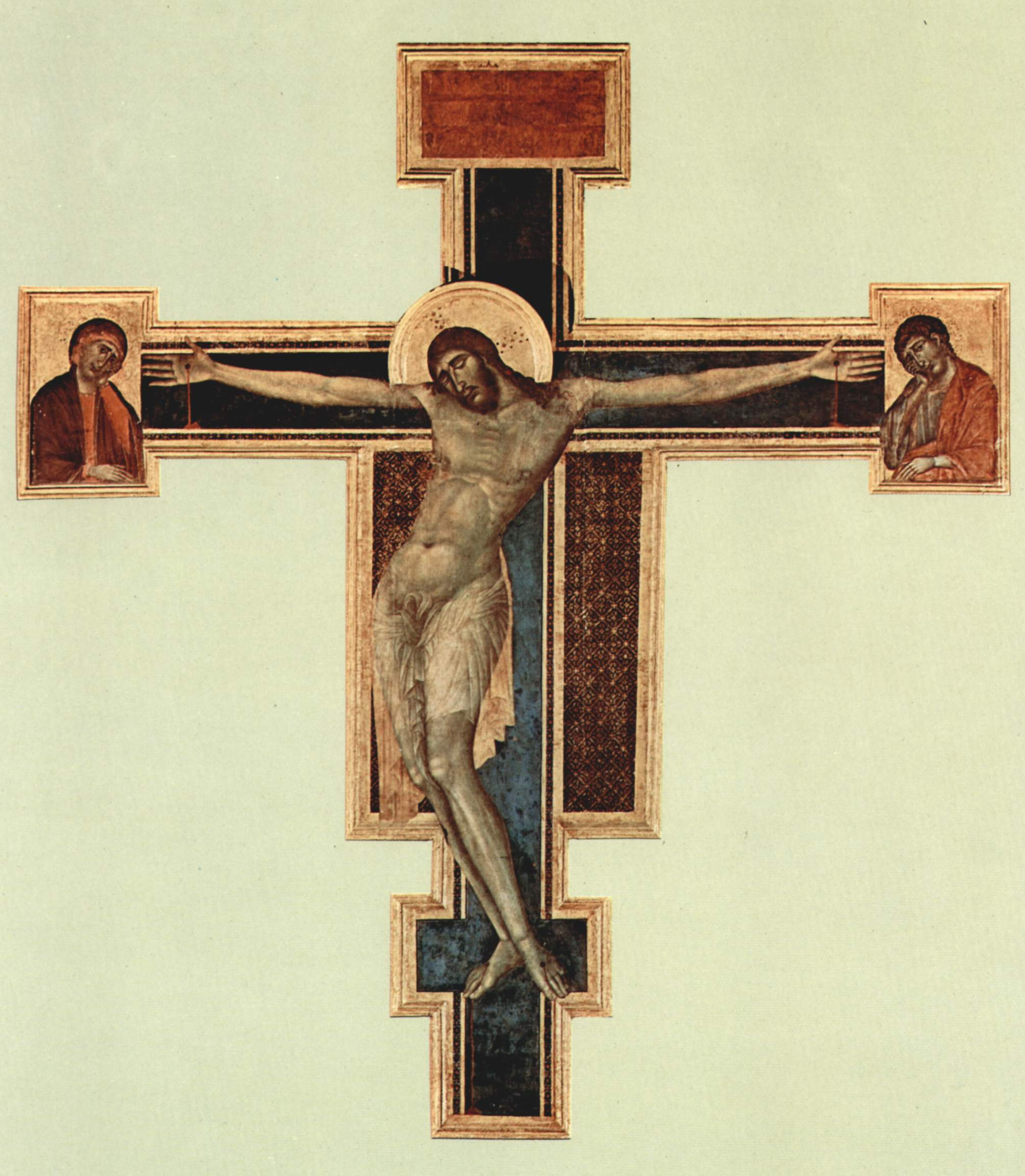
Cimabue, Crocifisso di Santa Croce, Museo di Santa Croce, Firenze, 1275 circa
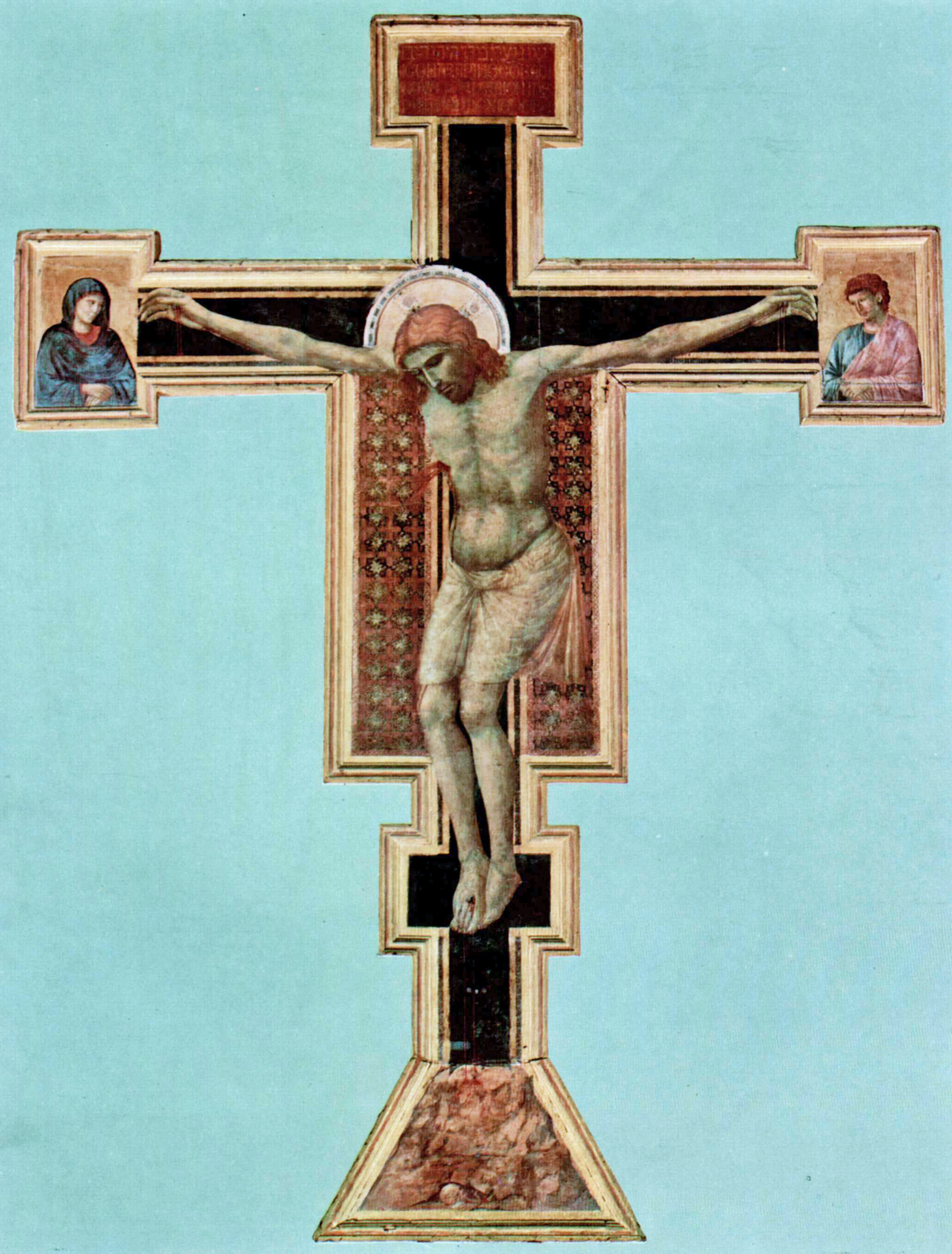
Giotto, Croce di Santa Maria Novella, Firenze, 1290-1300 circa

### Iconografia successiva

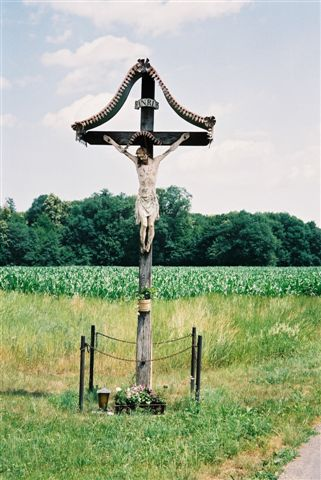
Crocifisso nei campi della Stiria, Austria

Pur restando fisse, dal medioevo in poi, le connotazioni figurative essenziali del Crocifisso (le braccia stirate a forza sulla croce, le gambe che si incrociano sui due piedi trafitti da un solo chiodo, il capo, reclinato e sofferente, coronato da spine, la presenza del perizonium più o meno elaborato a seconda degli stili), le interpretazioni stilistiche che ne vengono date differiscono a seconda della tecnica di esecuzione adottata, delle invenzioni artistiche e delle espressioni di devozione legate a specifici territori.
Va anche aggiunto che la iconografia del Crocifisso può assumere connotazioni specifiche in rapporto alla cultura che accoglie, in tempi storici differenti, la fede in Gesù.
Nei paesi in cui la diffusione della cristianesimo è avvenuta a seguito di guerre di conquista o di azione missionaria troviamo, sul piano iconografico, elementi di originalità che possono affondare le loro radici nella precedente cultura. A quest'ultimo riguardo colpisce, per fare un esempio, la crudezza delle statue di Gesù crocefisso o del suo corpo morto calato dalla croce, che si trovano in tutte le chiese messicane. A tale proposito Octavio Paz afferma che: "Il messicano venera il Cristo sanguinante e umiliato, colpito dai soldati, condannato dai giudici, perché vede in lui l'immagine trasfigurata del proprio destino. La stessa cosa lo spinge a riconoscersi in Cuauhtémoc, il giovane imperatore azteco detronizzato, torturato e assassinato da Cortès" (da "II labirinto della solitudine").

## Iconografia del Calvario

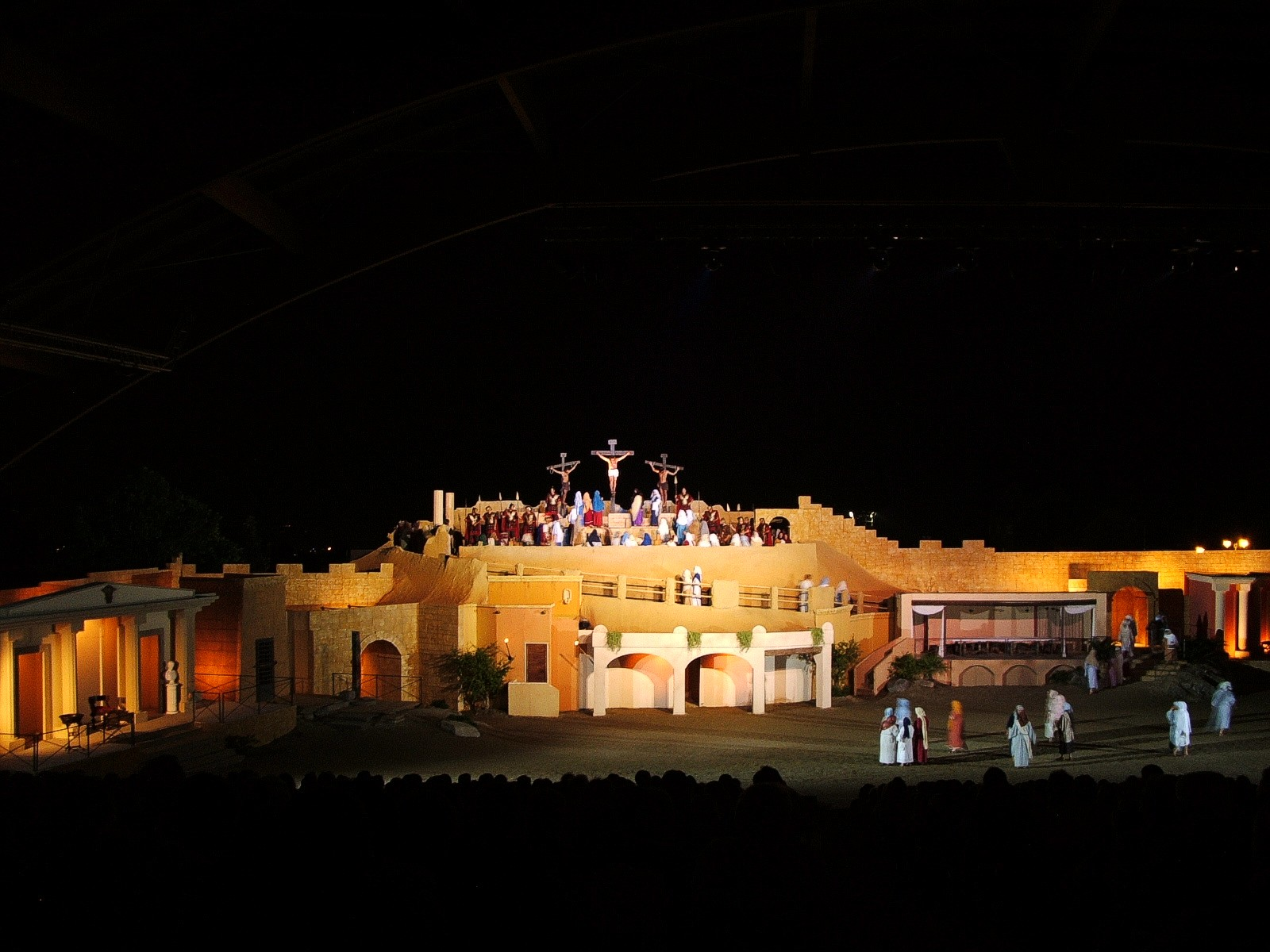
Cristo crocefisso sul Calvario nella rappresentazione de La Passione di Sordevolo (Biella)

Il discorso sulla iconografia della Crocifissione di Gesù si fa ancora più ampio e diversificato quando essa riguardi la rappresentazione figurativa del racconto evangelico. La straordinaria diversificazione delle raffigurazioni del Calvario che troviamo nella storia dell'arte deve essere spiegata in rapporto alla diversa attribuzione di significato religioso data all'evento a cui possono giungere differenti sensibilità e differenti letture dei testi evangelici. Ma va spiegata anche (e forse soprattutto) in rapporto alla creatività degli artisti ed alla destinazione d'uso delle opere pensata dai committenti.
Senza esaminare le decine di diverse rappresentazioni alle quali fa riferimento la classificazione iconografica del Warburg Institute, basti considerare come la scena del Calvario possa essere raffigurata attraverso il linguaggio essenziale suggerito dal Vangelo secondo Giovanni nel dialogo tra Cristo morente, la Madonna sua madre e "l'apostolo prediletto", mettendo in scena queste tre sole figure dolenti (come avviene ad esempio nella drammatica Crocifissione di Matthias Grünewald, nella Kunsthalle di Karlsruhe); oppure come si possa far uso di un linguaggio quasi altrettanto essenziale in cui si inserisce nella scena una Maddalena che abbraccia disperata la croce, in un cordoglio nel quale è evidente il retaggio del rito mediterraneo del pianto funebre (citiamo emblematicamente la Crocefissione di Masaccio al museo nazionale di Capodimonte).
Sul versante opposto troviamo invece i grandiosi affreschi nei quali l'evento è descritto con grande teatralità: Gesù crocifisso tra i due ladroni, gli angeli che piangono l'orrore del crimine o che raccolgono, pietosi, il sangue sgorgato dalle piaghe di Cristo, i soldati a cavallo con le loro terribili lance, la Madonna che vien meno, la pie donne che la soccorrono, la Maddalena che abbraccia la croce, i soldati che si giocano ai dadi la veste di Gesù.
Altrettanto, se non ancor più teatrali e dense di pathos, sono le rappresentazioni della Crocifissione che, nei Sacro Monti tra Piemonte e Lombardia, troviamo nella cappella dedicata alla Passione di Cristo, con la scena, popolata da un formidabile complesso di statue in terracotta, che si dilata negli affreschi delle pareti (si pensi in particolare al Sacro Monte di Varallo).
Sempre sul piano iconografico va osservato almeno ancora un dettaglio: compare assai spesso sotto la croce (o ai suoi piedi) un teschio con due tibie incrociate. Il simbolismo così richiamato è quello della interpretazione di Cristo come Adamo novello, che porta l'umanità a nuova vita, ma si collega anche alla credenza, diffusa a partire dal medioevo, che la Croce fosse stata piantata proprio sopra la tomba del capostipite del genere umano, a significare il riscatto del peccato originale.

## La Crocifissione nella scultura

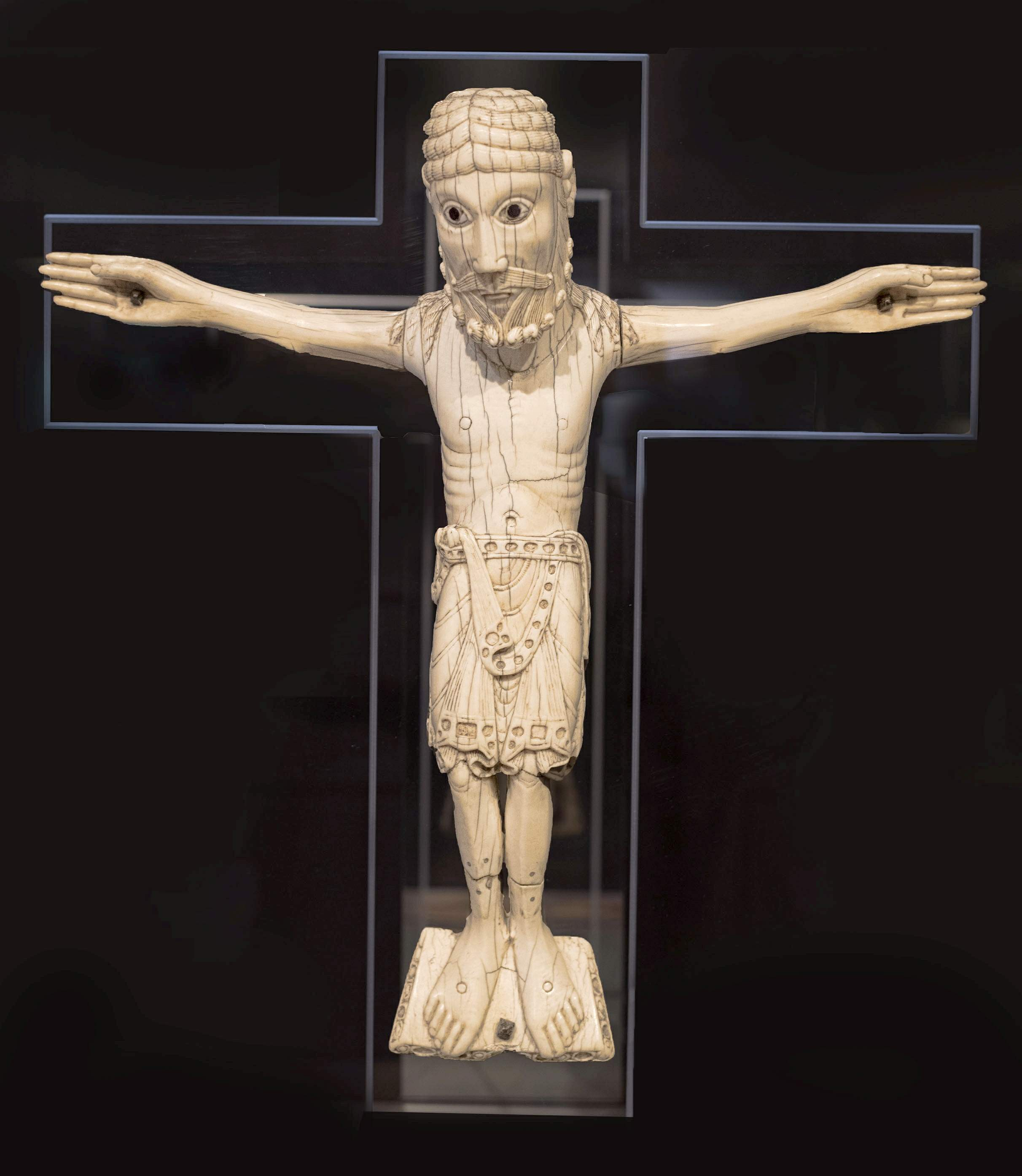
Crocifisso di Carrizo, XI secolo, (Museo di León)
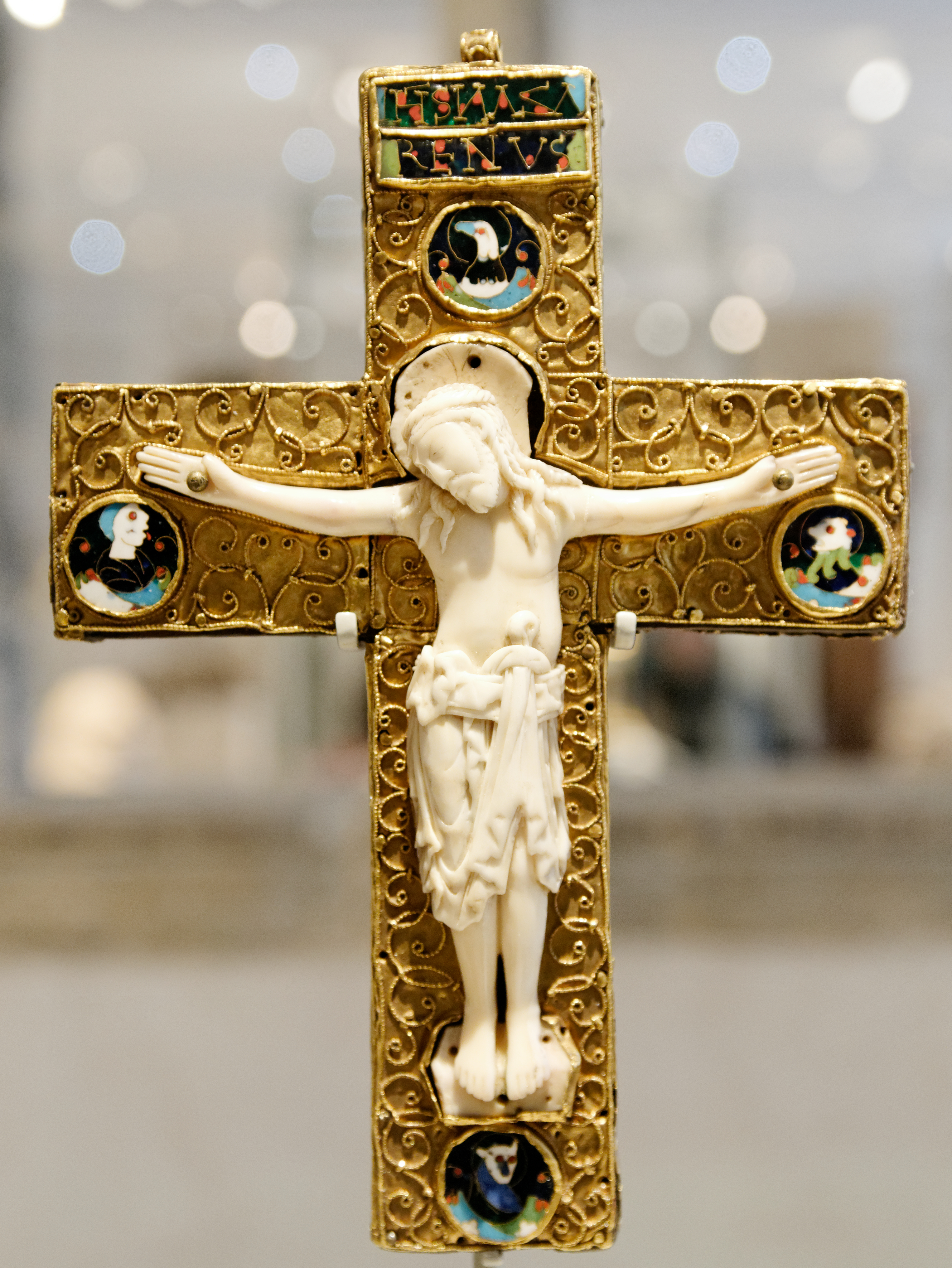
Crocifisso. Winchester
Majestat Batlló, XII secolo
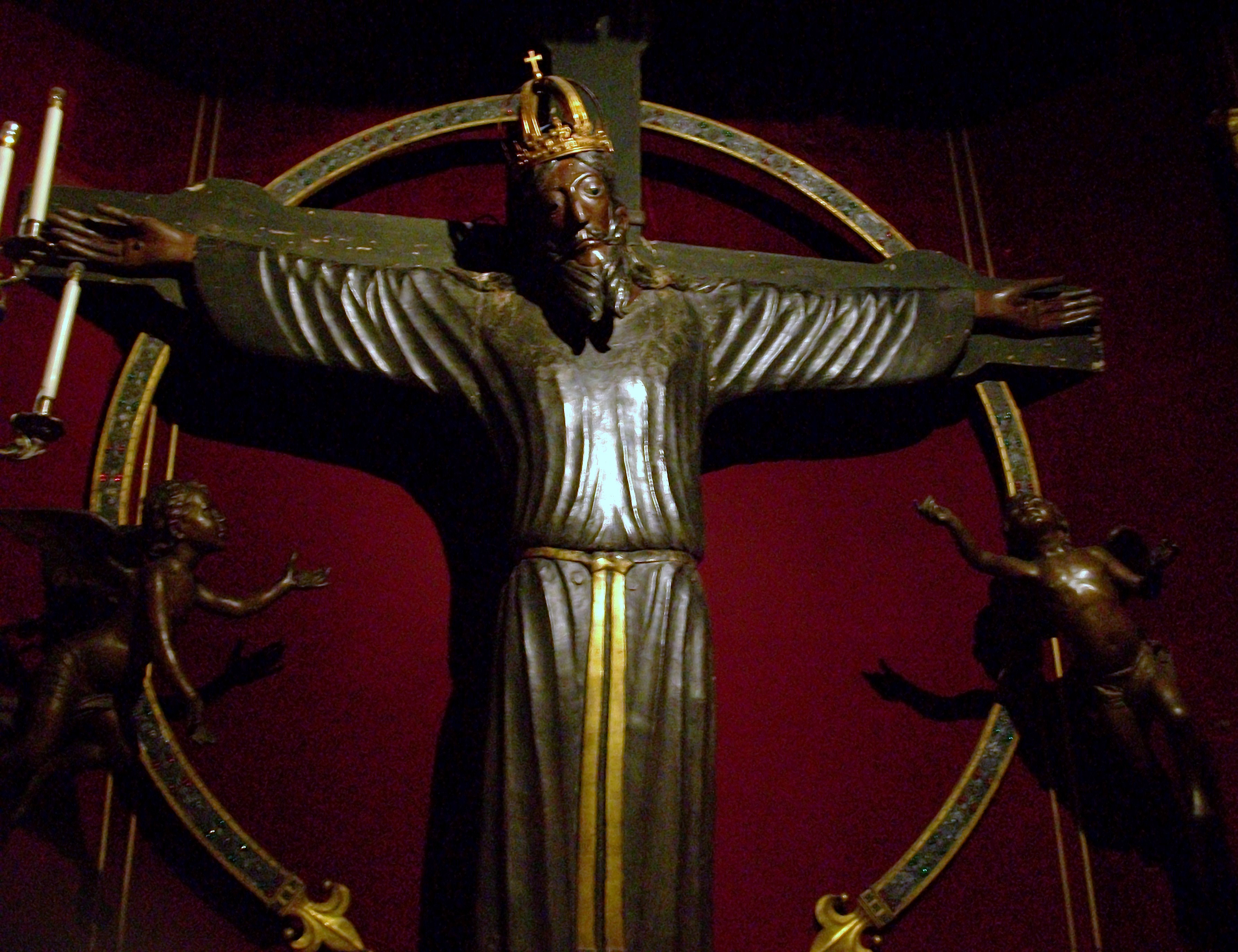
Volto Santo di Lucca
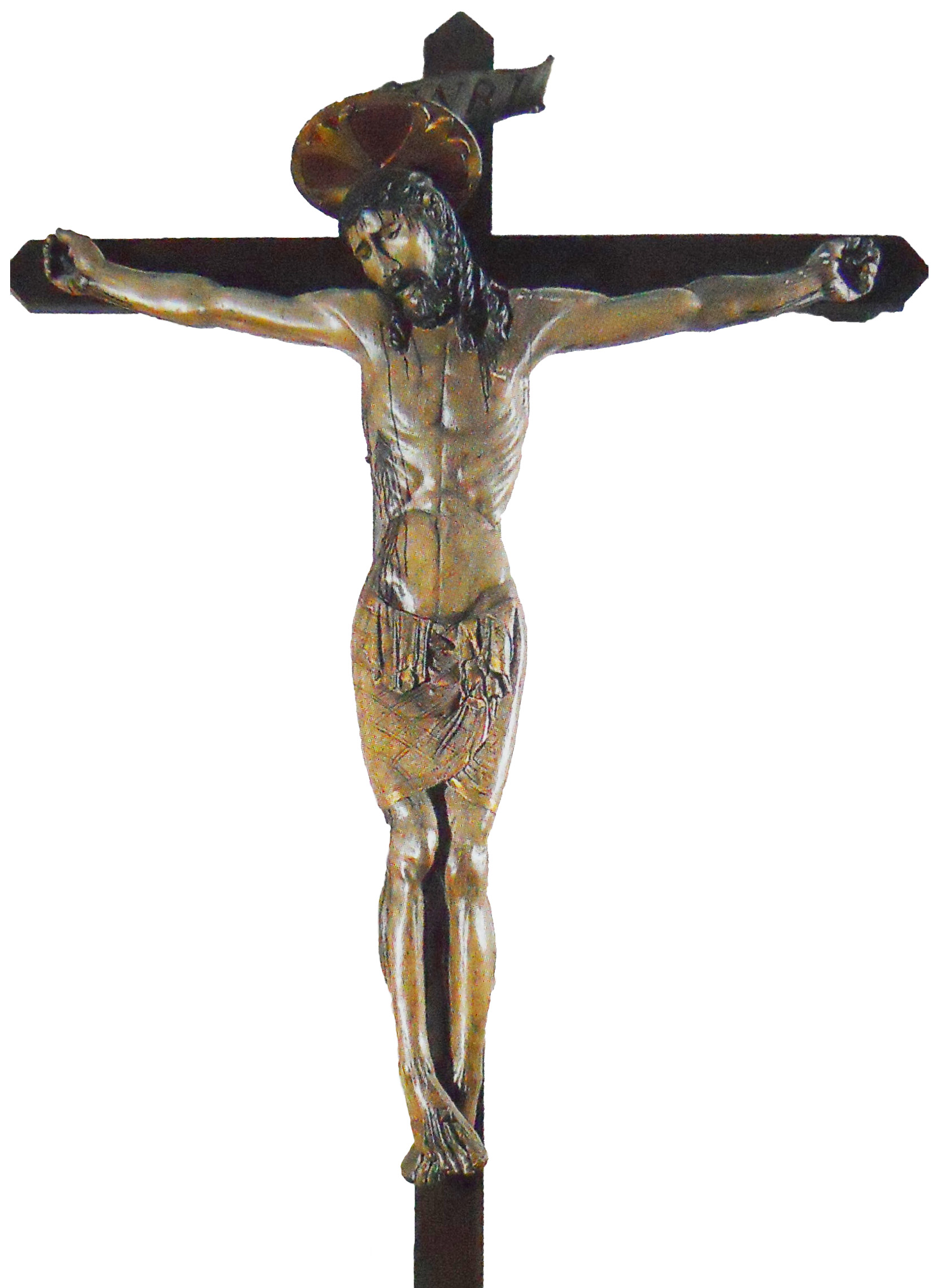
Crocifisso di San Faustino, XV secolo, Brescia
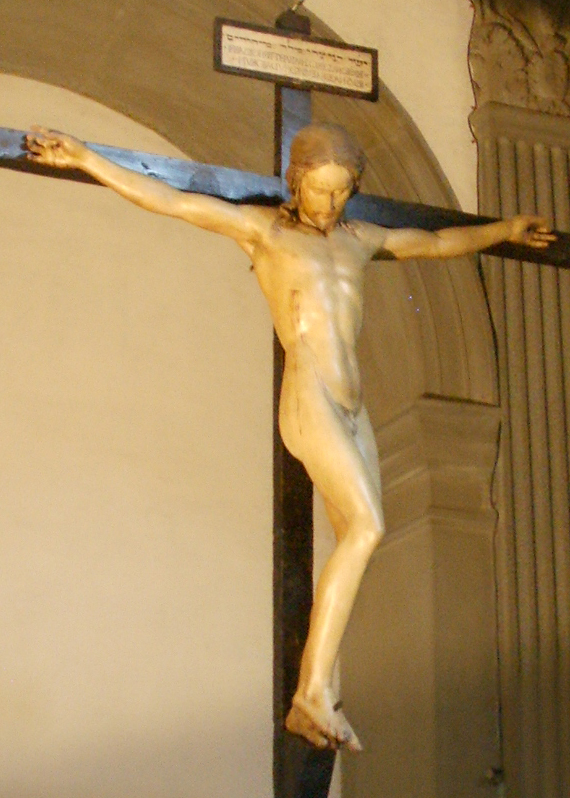
Santo Spirito, Crocifisso di Michelangelo
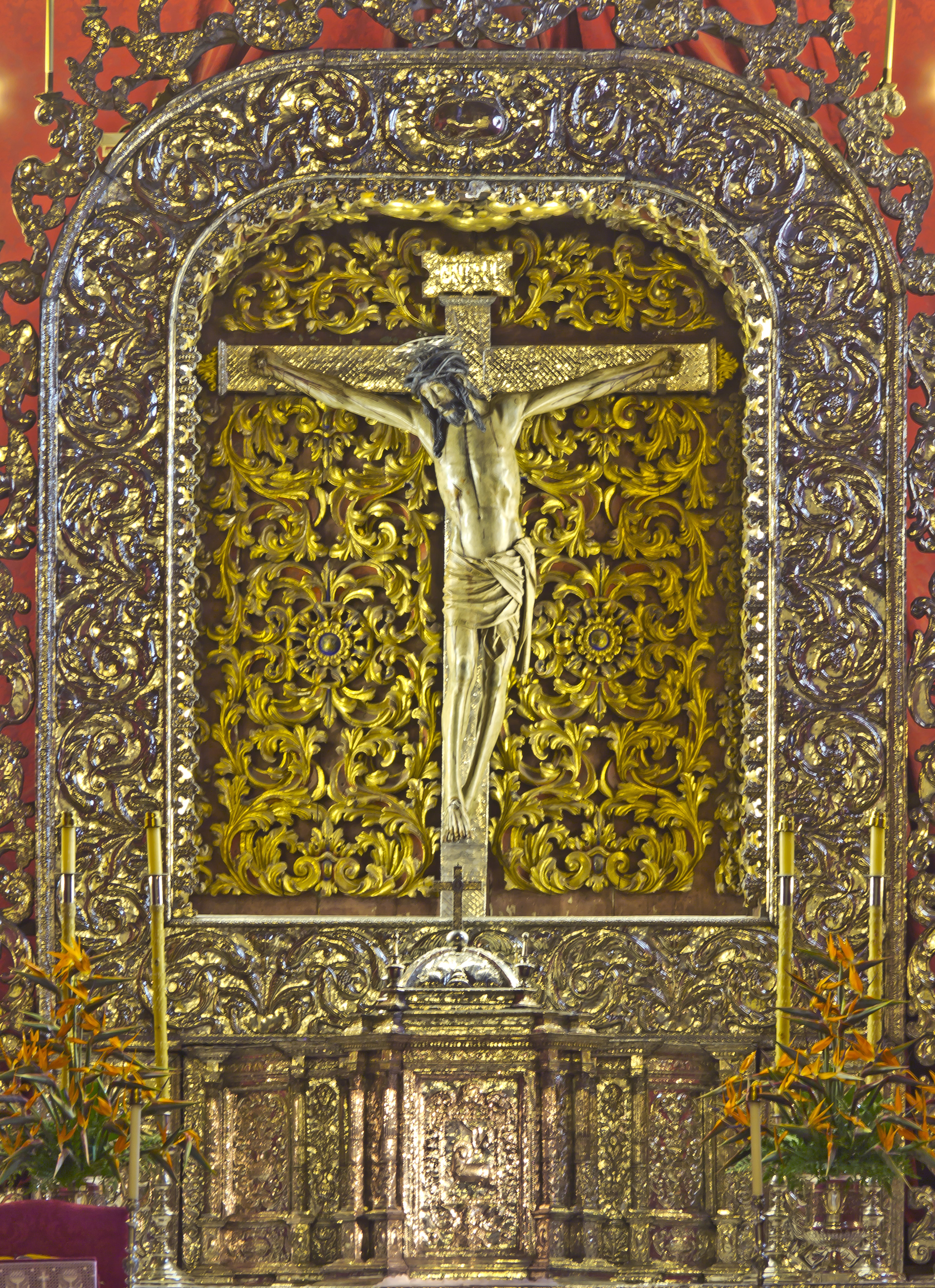
Cristo de La Laguna, 1510–14. San Cristóbal de La Laguna.
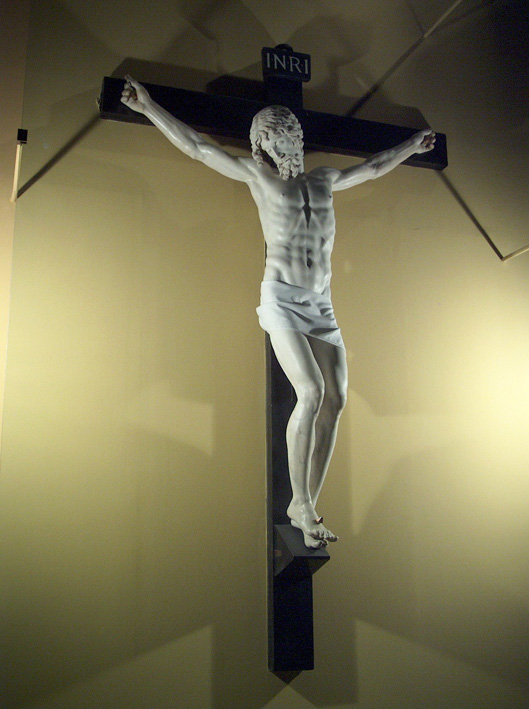
Crocifisso di Cellini, 1556 ca.
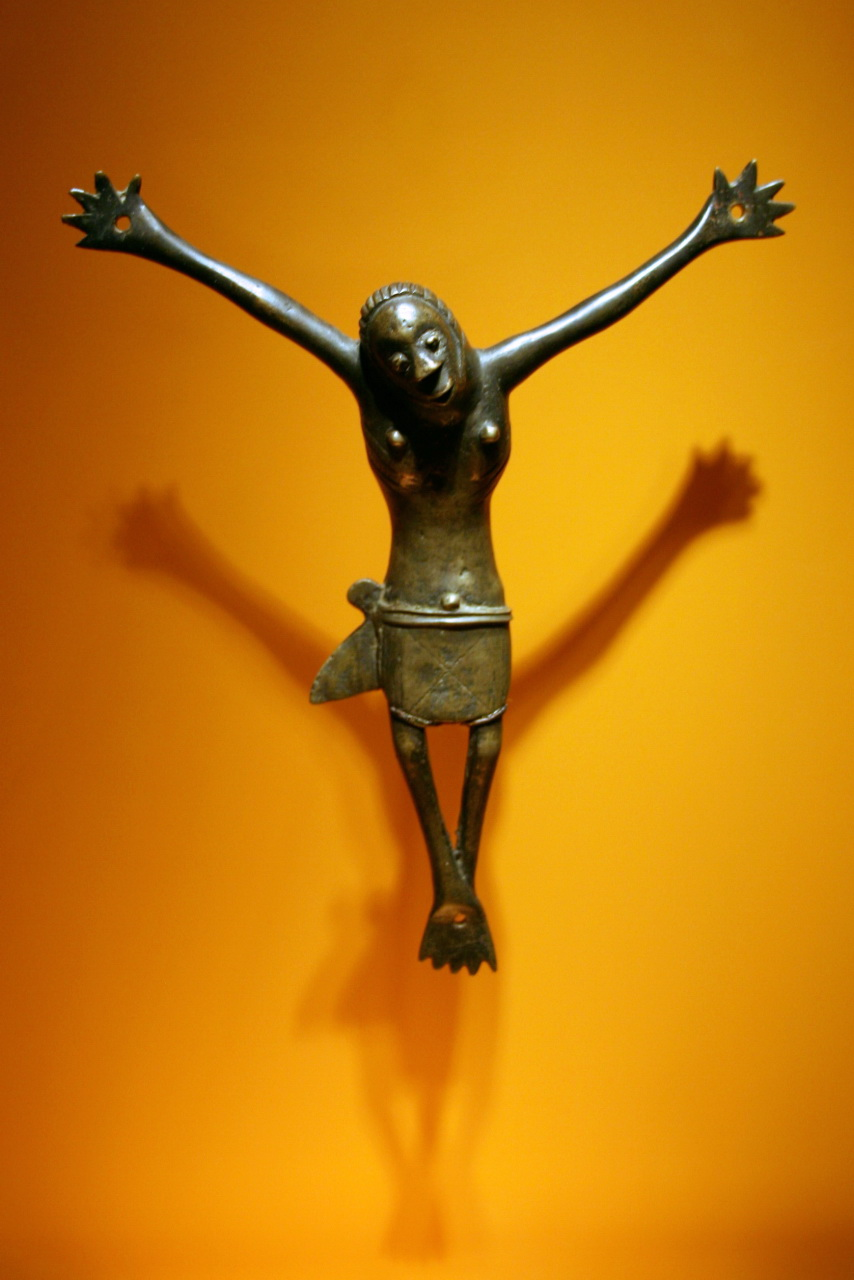
Crocifisso. Congo. XVII secolo
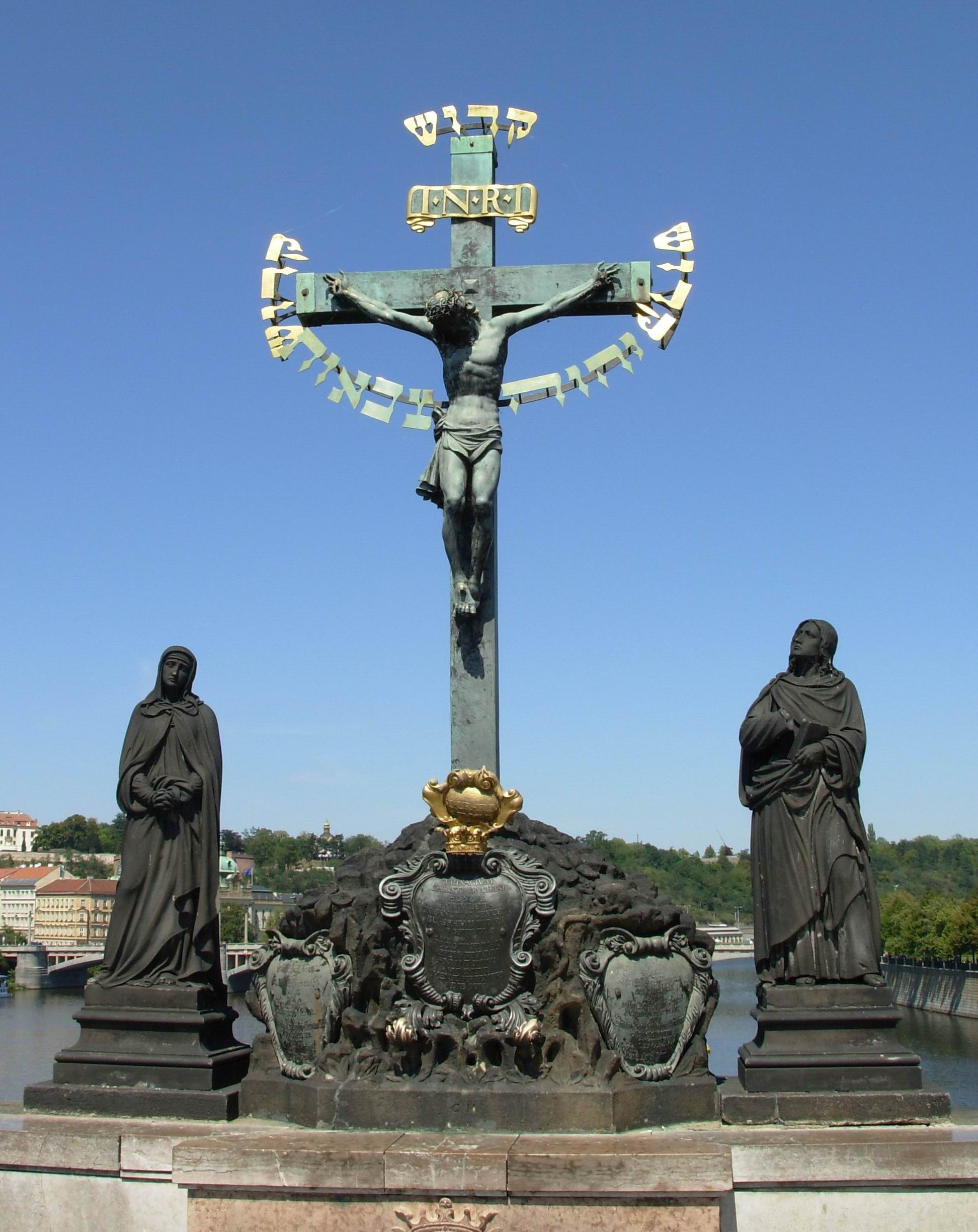
Ponte Carlo, Praga
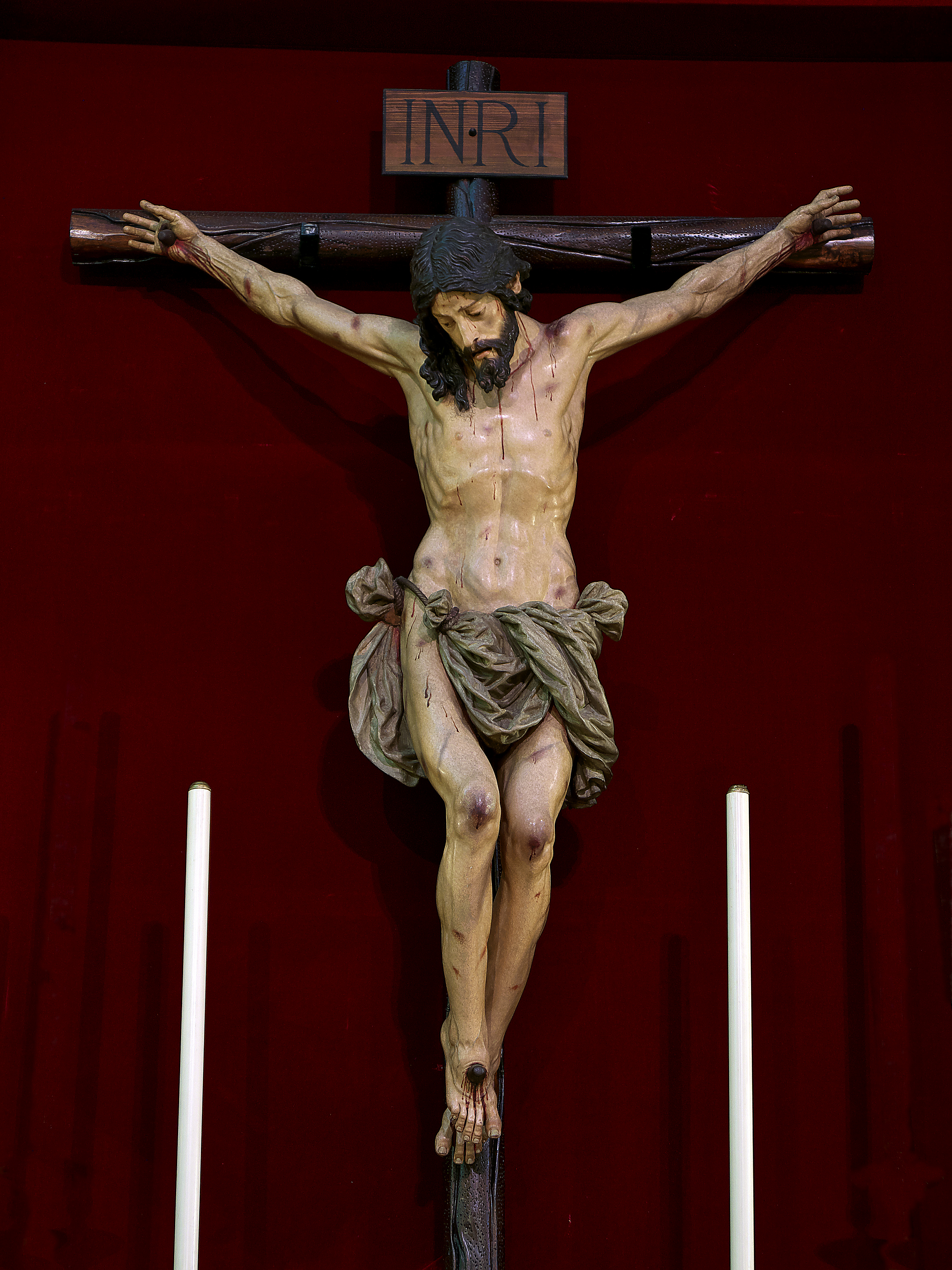
Crocifissione, Juan de Mesa, 1622 ca.
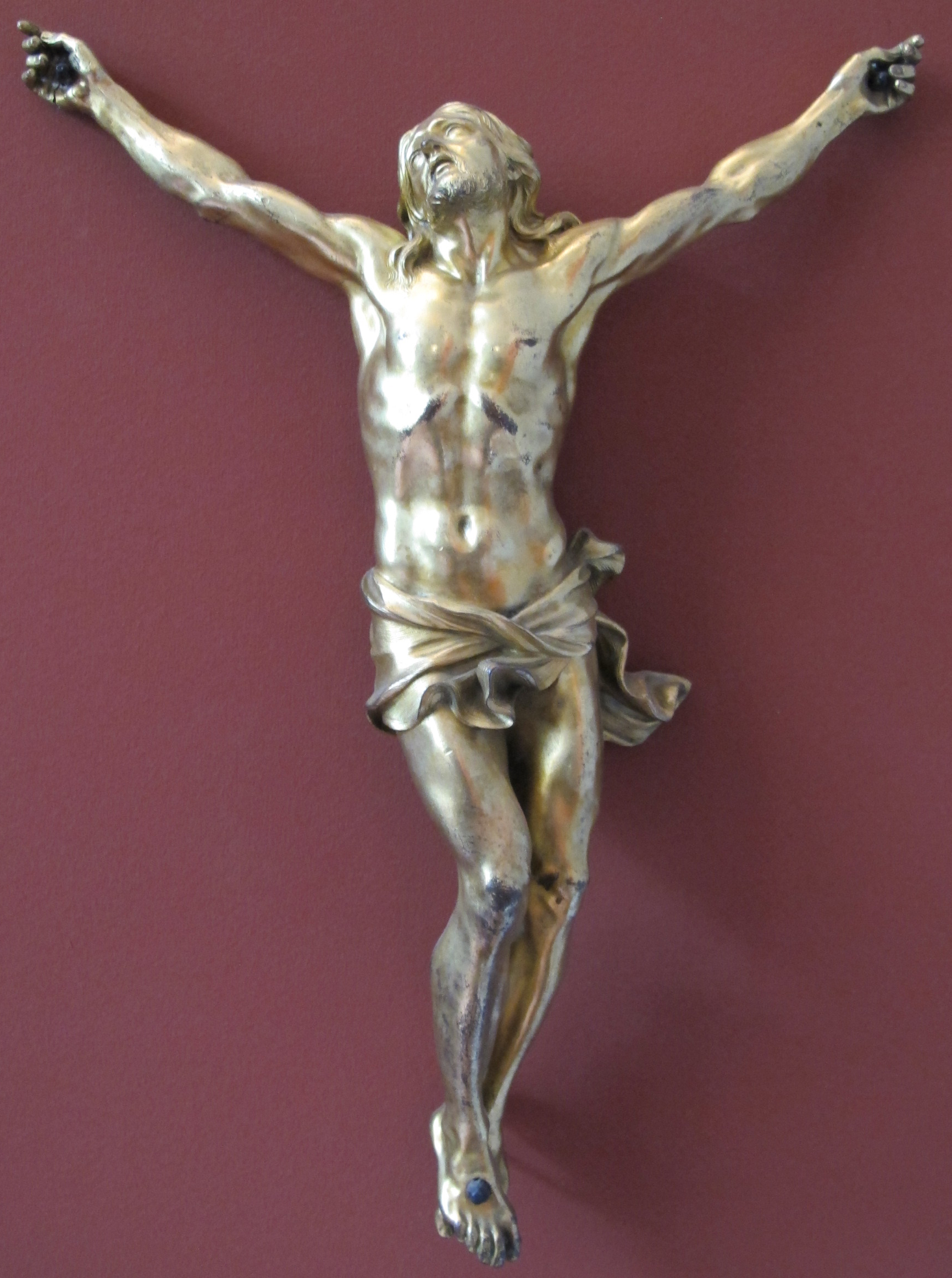
Gian Lorenzo Bernini, Crocifisso, Roma, 1660 ca.
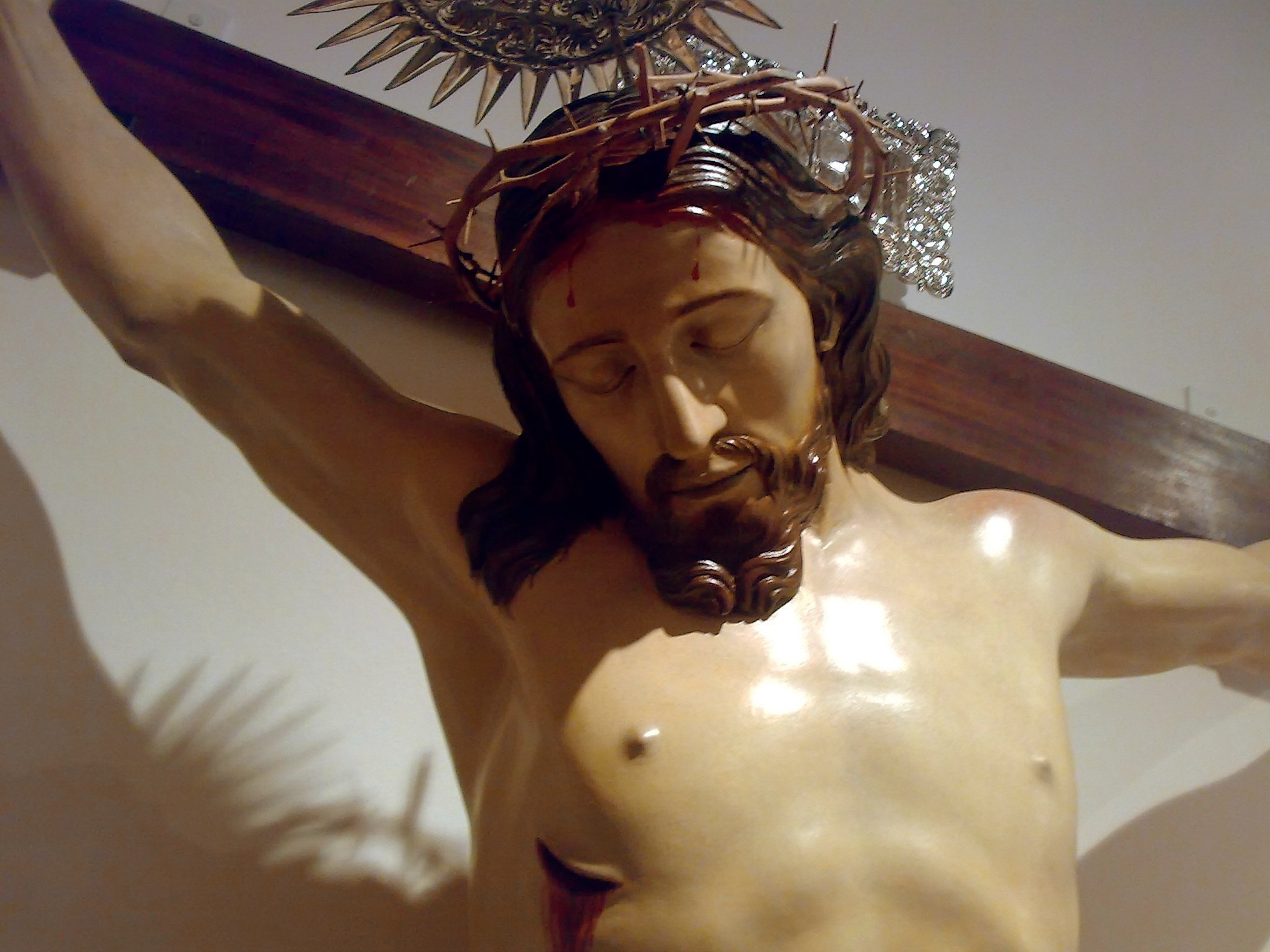
Volto di Cristo appena morto, lavoro di José Luján Pérez, 1793.
Chiesa Santo Stefano Crocifisso di Luce, opera di Filippo Biagioli[7][8]

## La Crocifissione nella pittura

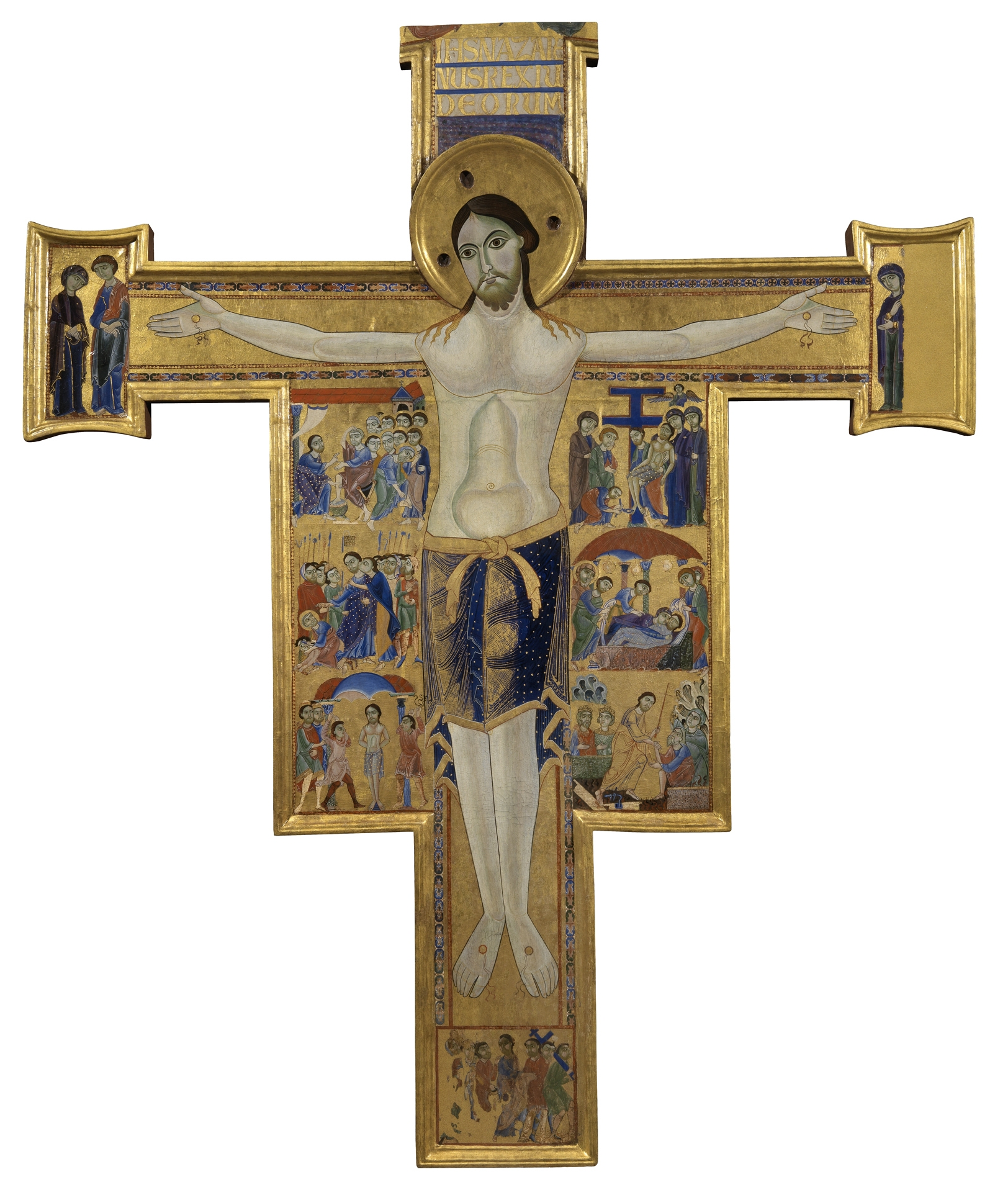
Croce n.432, 1200 circa, Firenze, Galleria degli Uffizi
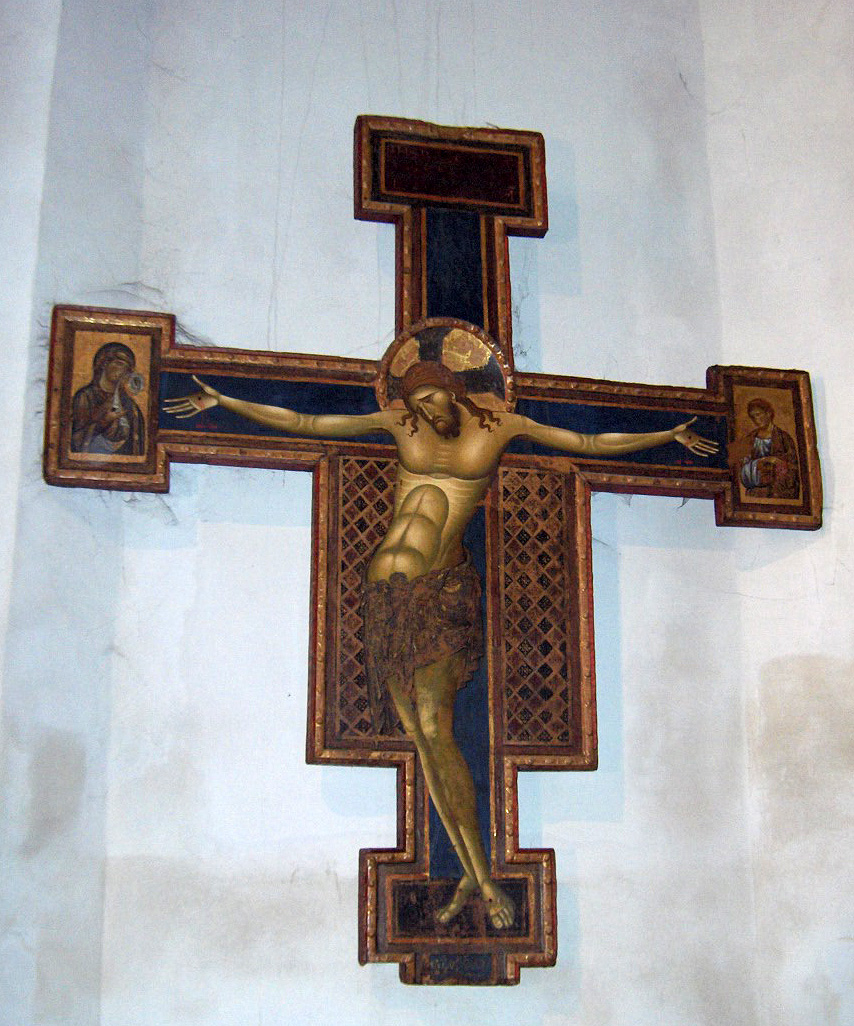
Giunta Pisano, Crocifisso della basilica di San Domenico a Bologna, 1250 circa
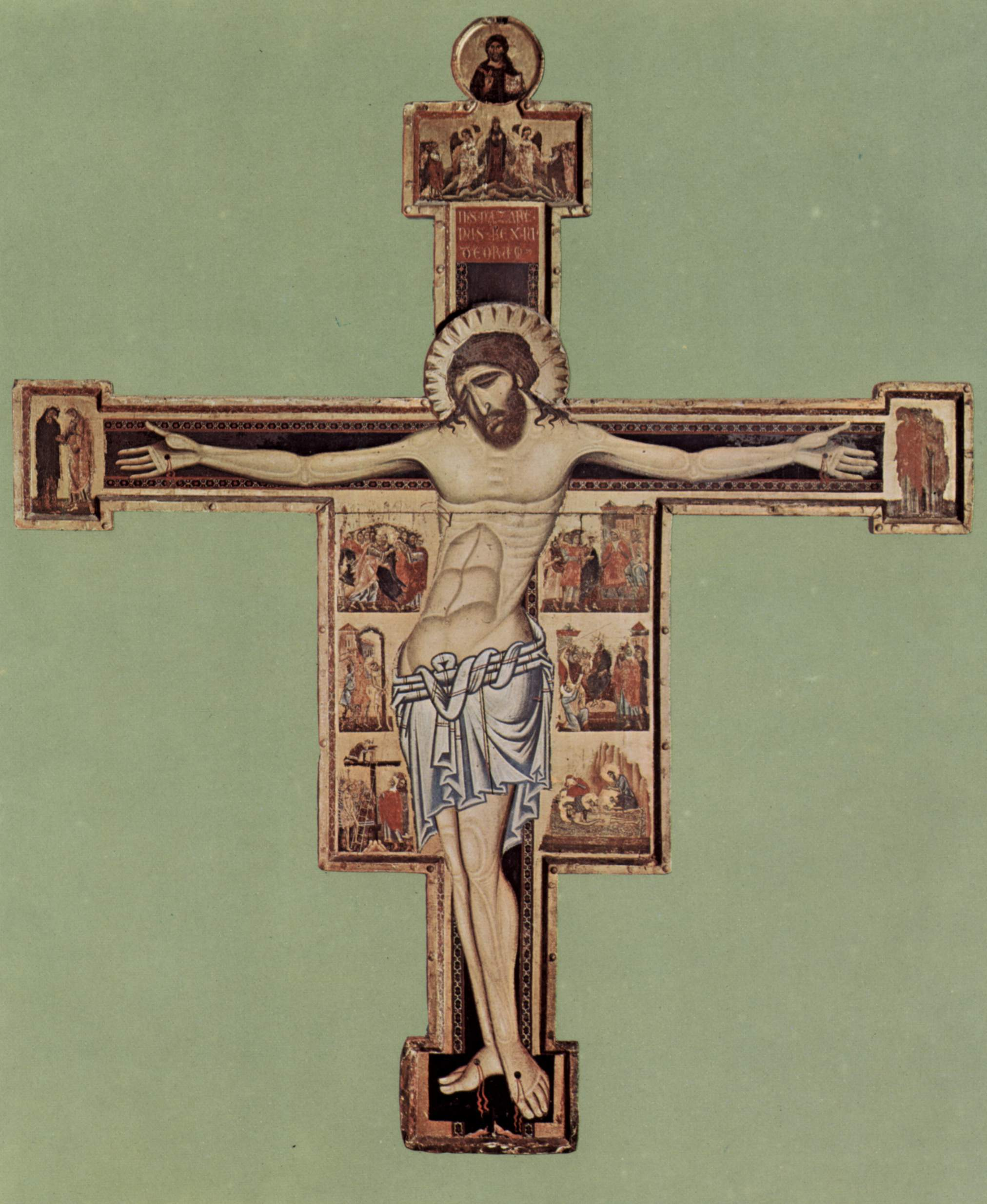
Coppo di Marcovaldo, Crocifisso, 1261, San Gimignano, Museo Civico
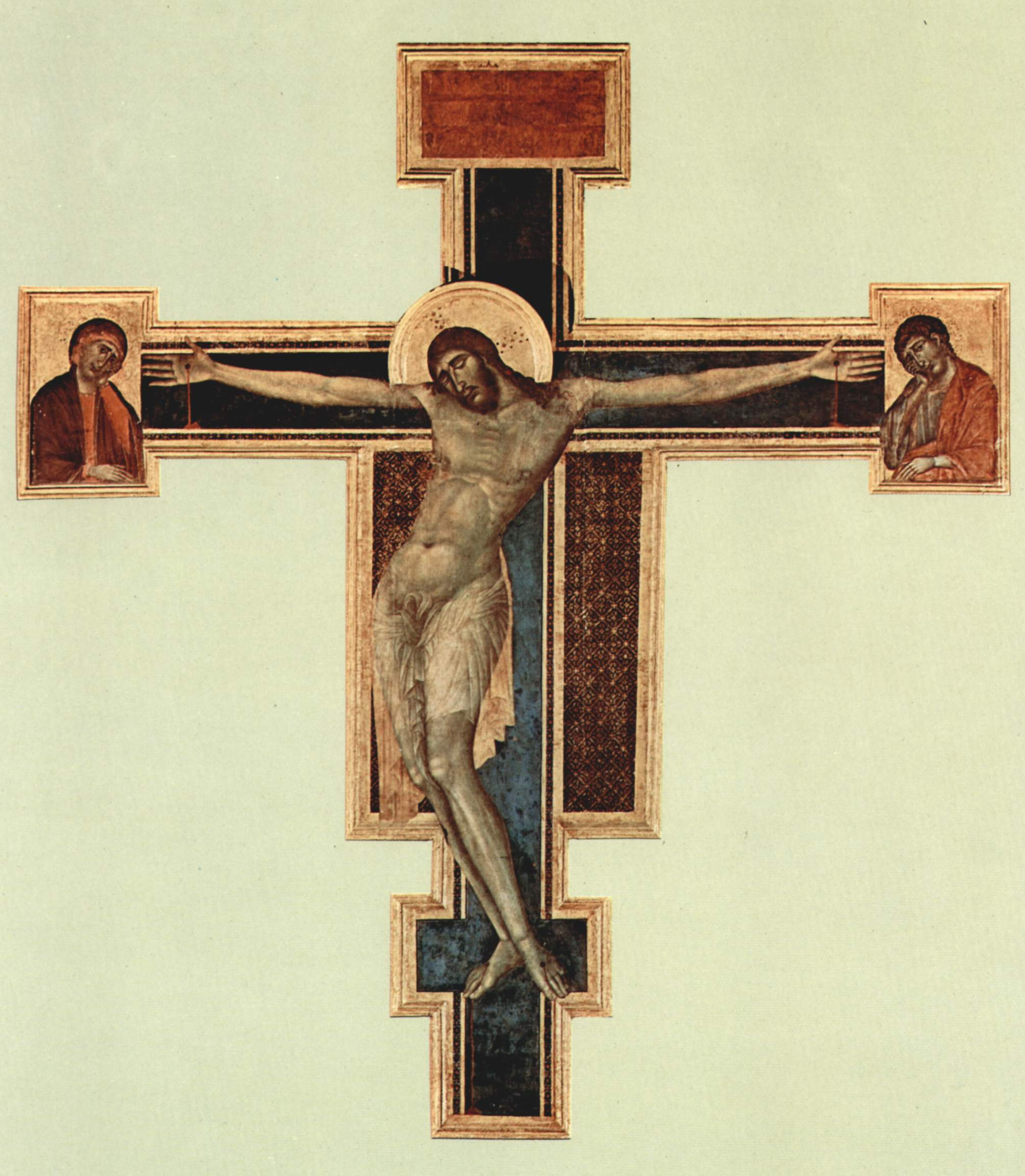
Cimabue, Crocifisso di Santa Croce, 1287-1288, Firenze, Basilica di Santa Croce
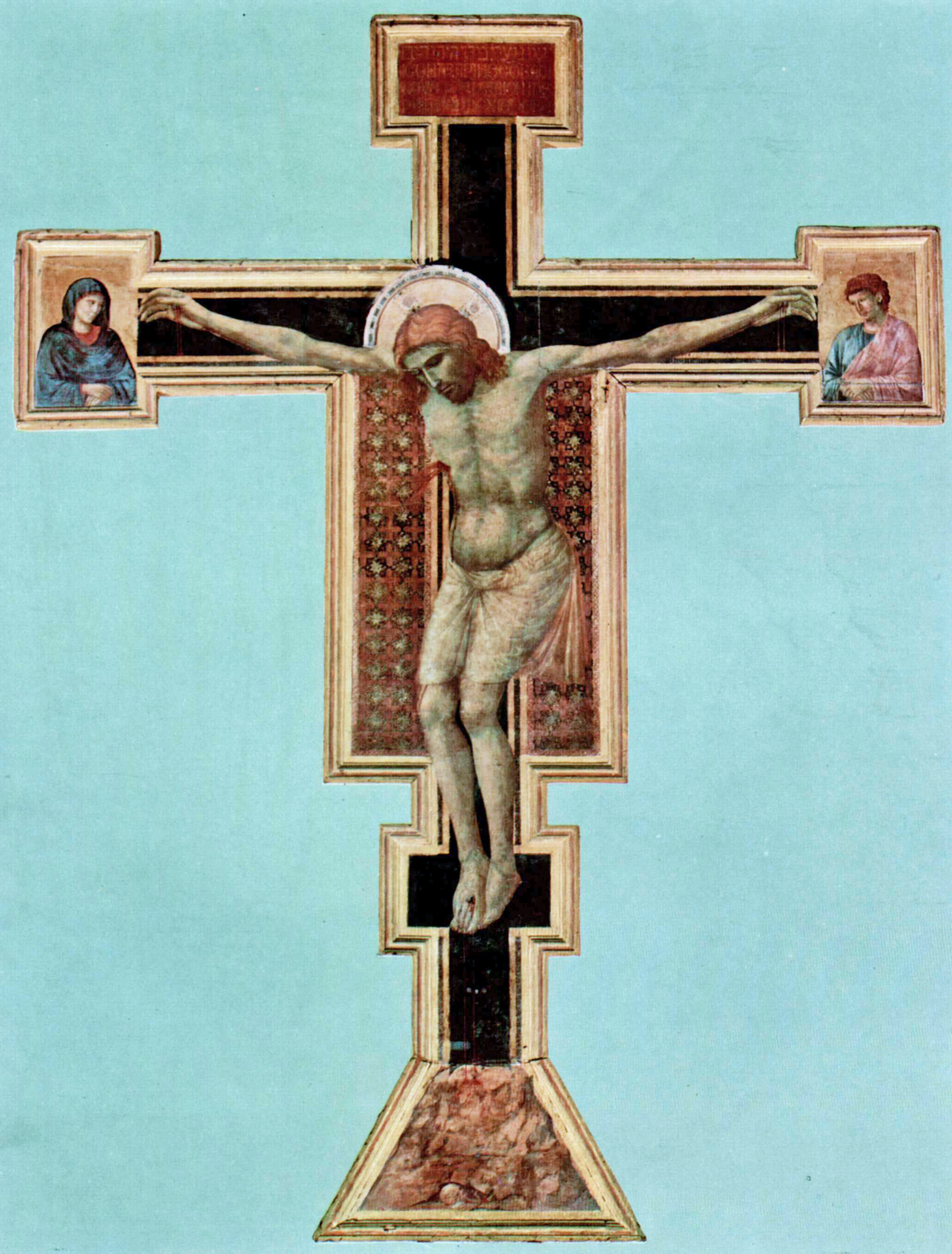
Giotto, Crocifisso di Santa Maria Novella, 1290 circa, Firenze, Basilica di Santa Maria Novella
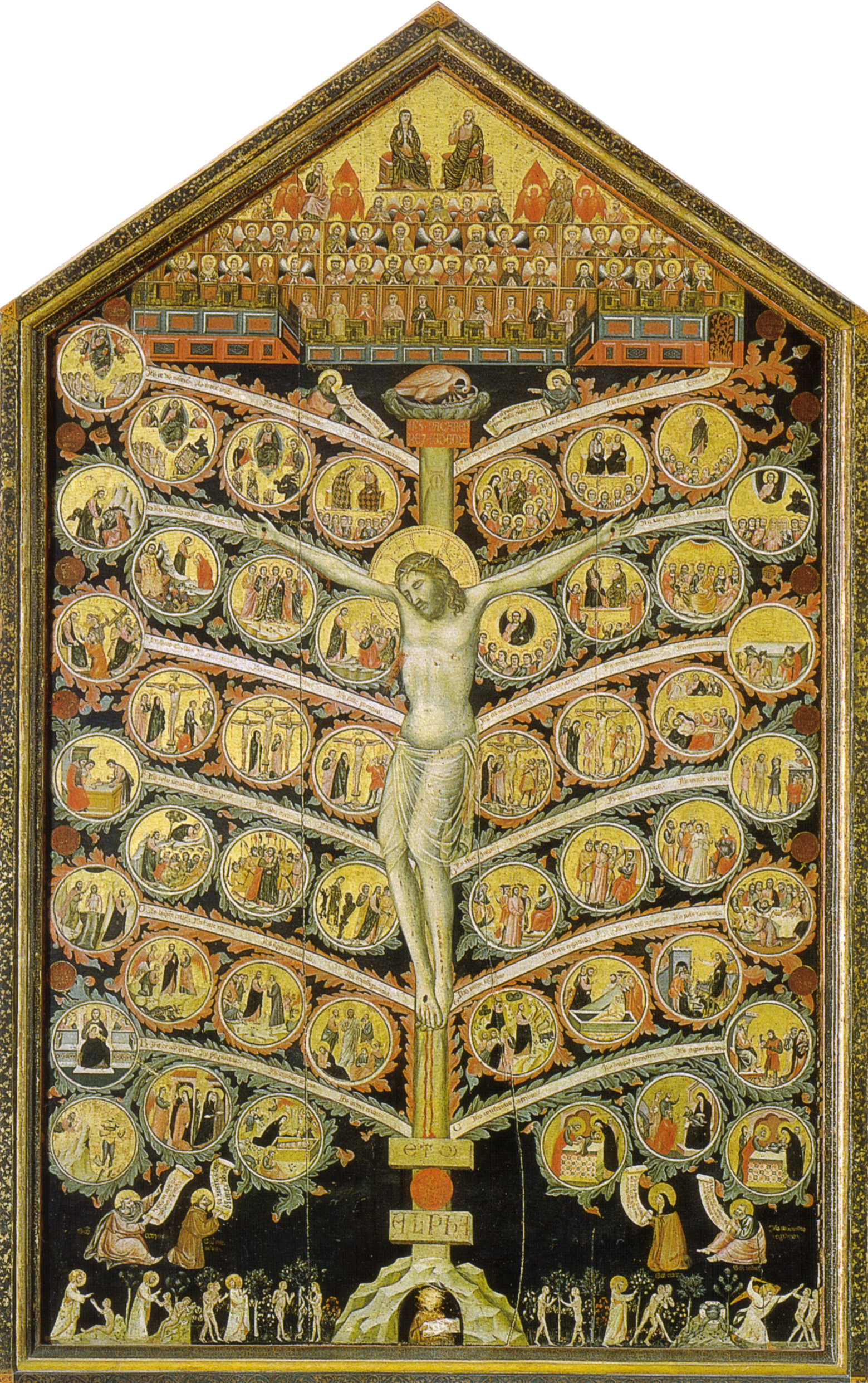
Pacino di Buonaguida, Albero della vita, 1305 circa, Firenze, Galleria dell'Accademia
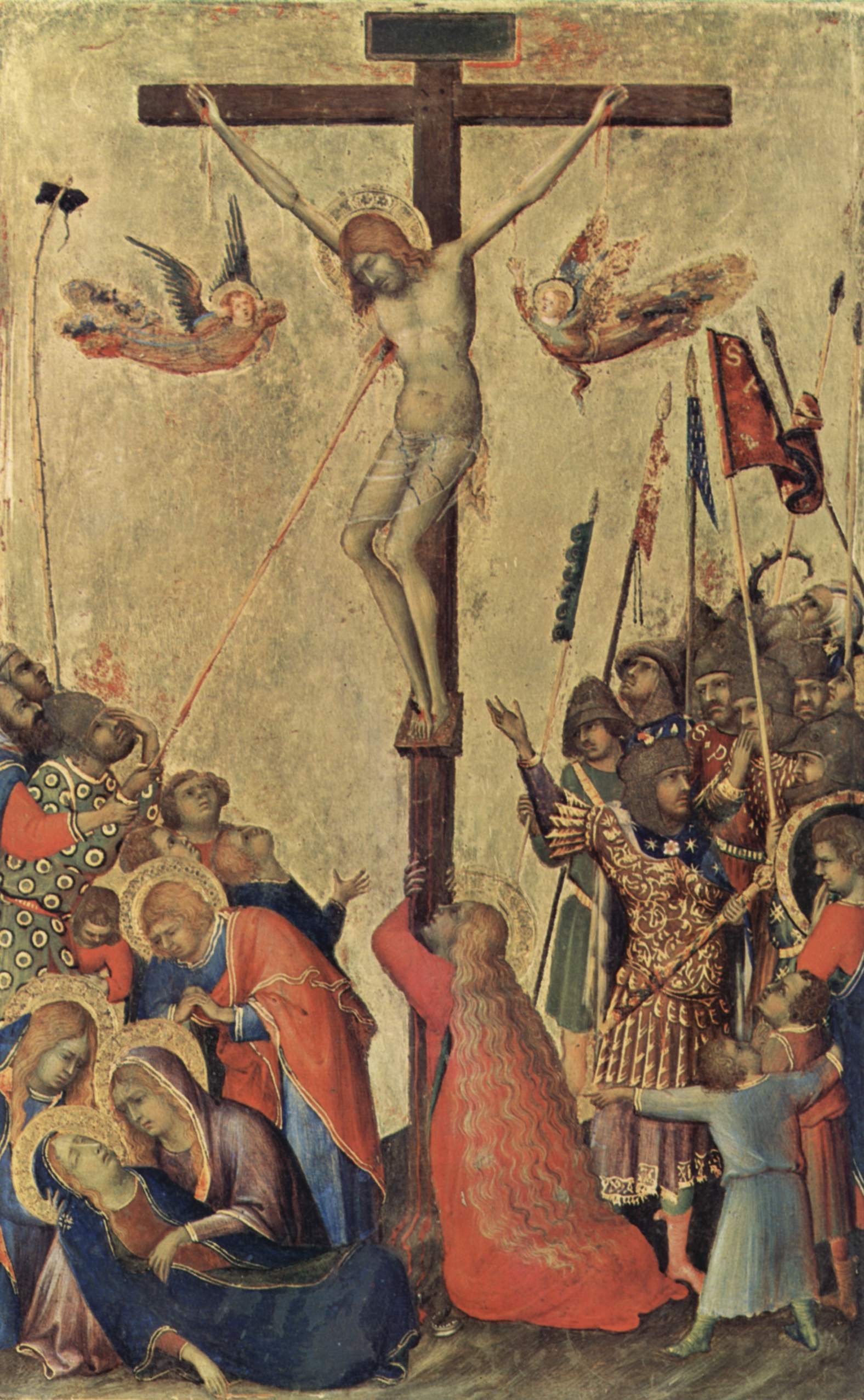
Simone Martini, Crocifissione, 1333, Anversa, Koninklijk Museum voor Schone Kunsten
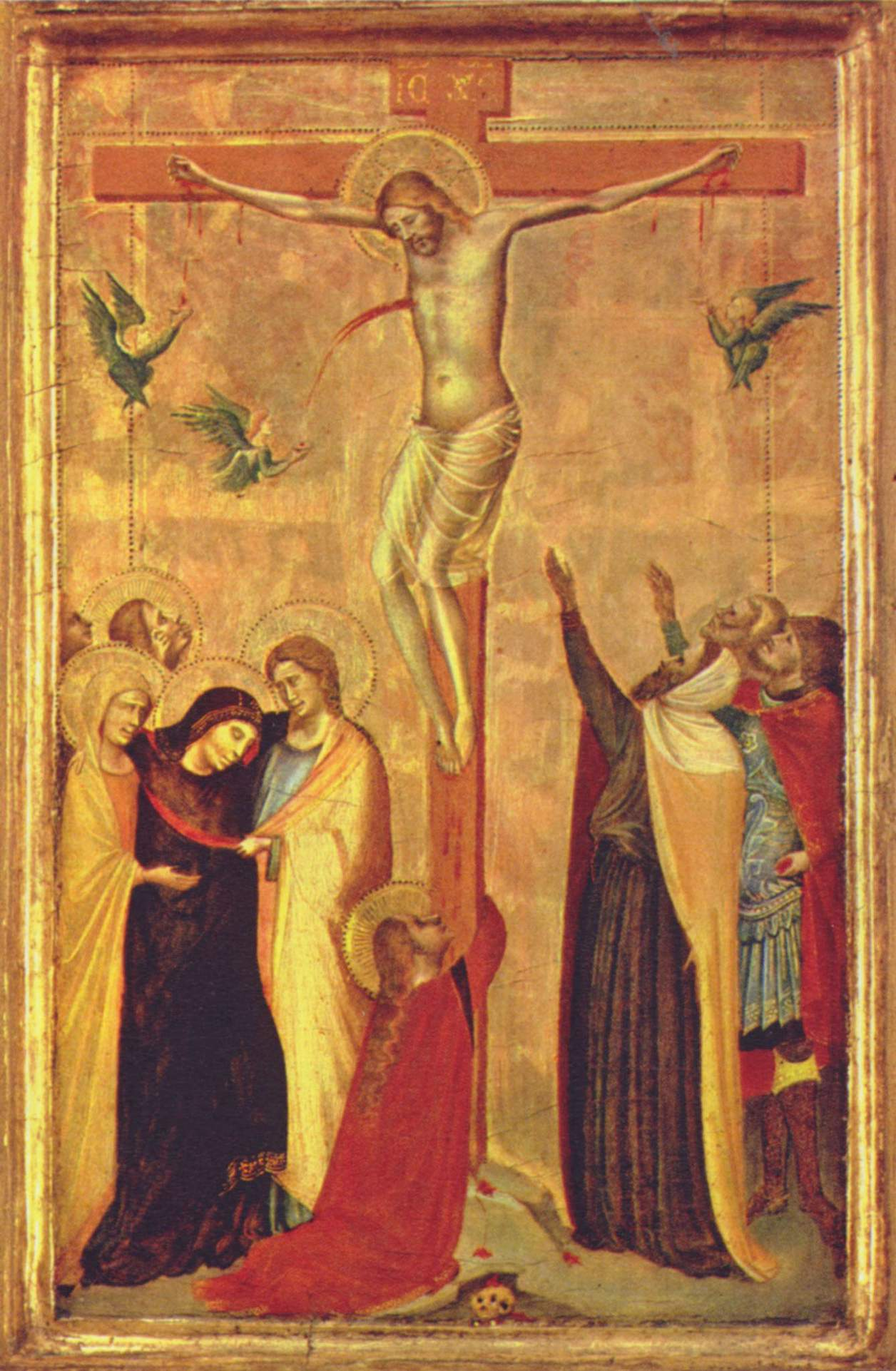
Bernardo Daddi, Crocifissione, 1340-1345, Washington, National Gallery of Art
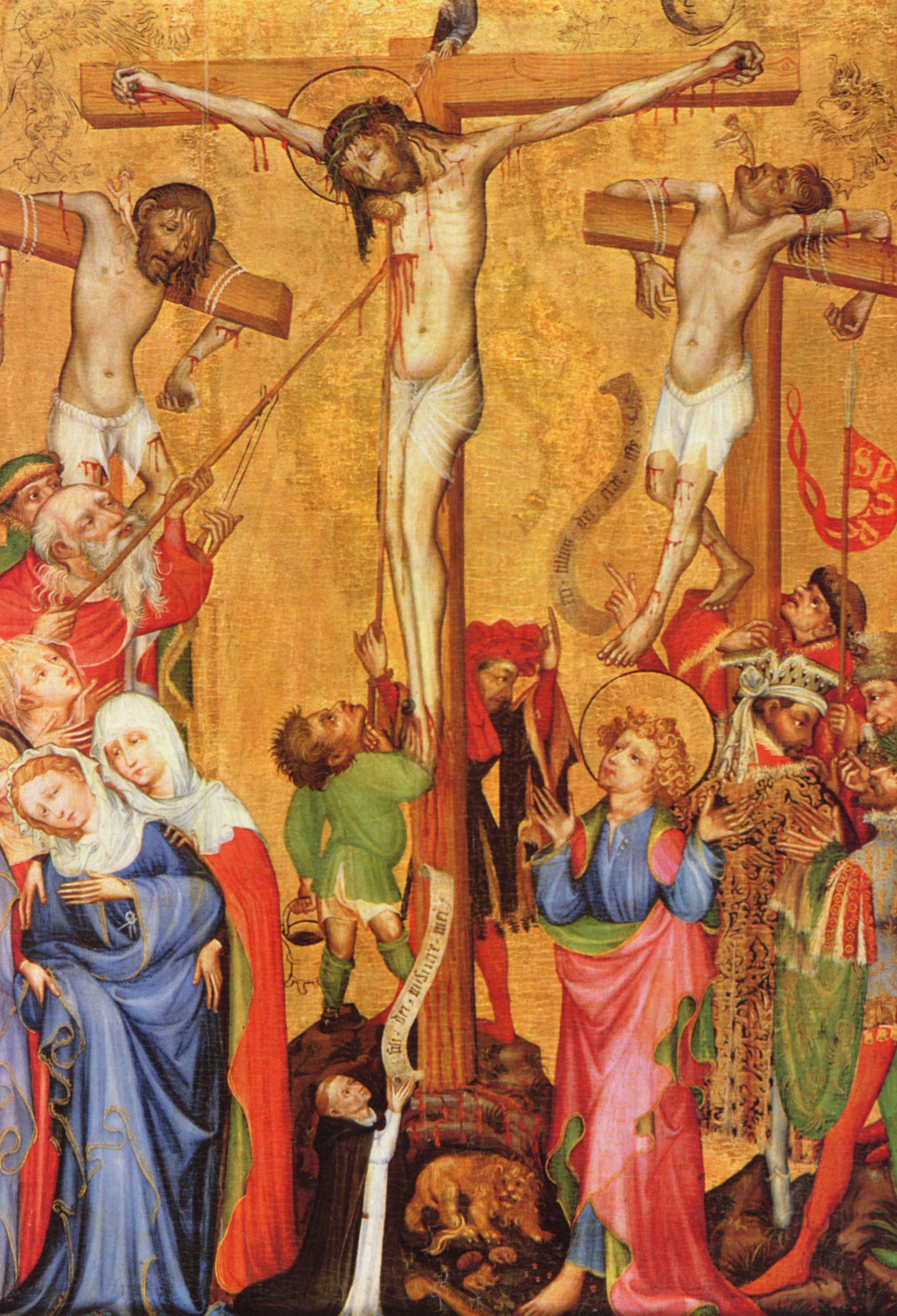
Maestro Renano, Crocifissione, 1400 ca, Colmar, Musée d'Unterlinden
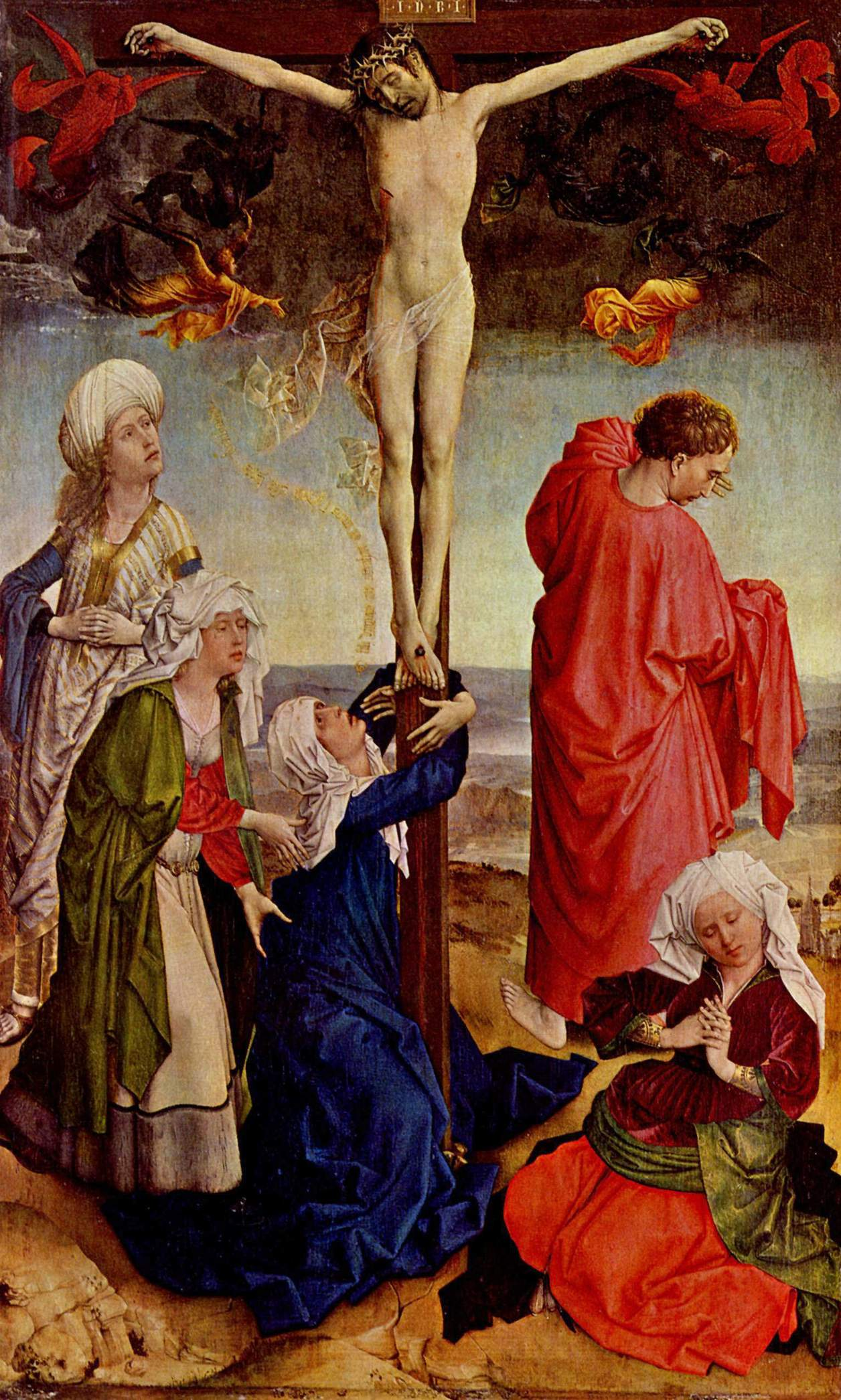
Robert Campin, Crocifissione, 1425 ca, Berlino, Staatliche Museen
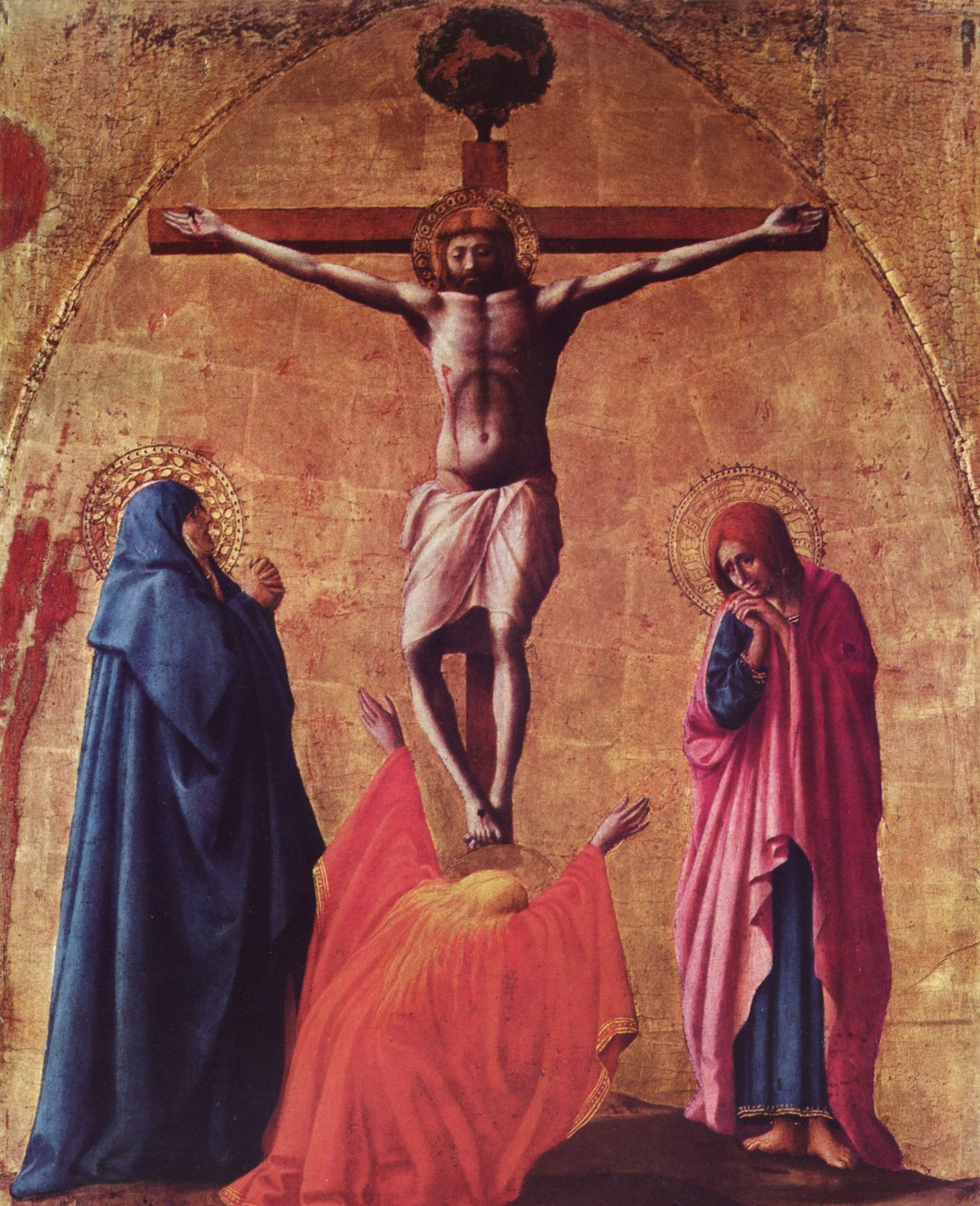
Masaccio, 1426, Napoli, Museo di Capodimonte
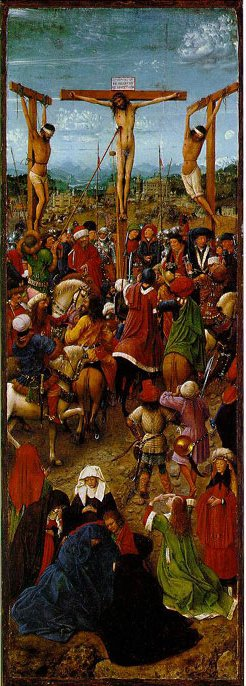
Jan Van Eyck, Crocifissione, 1426
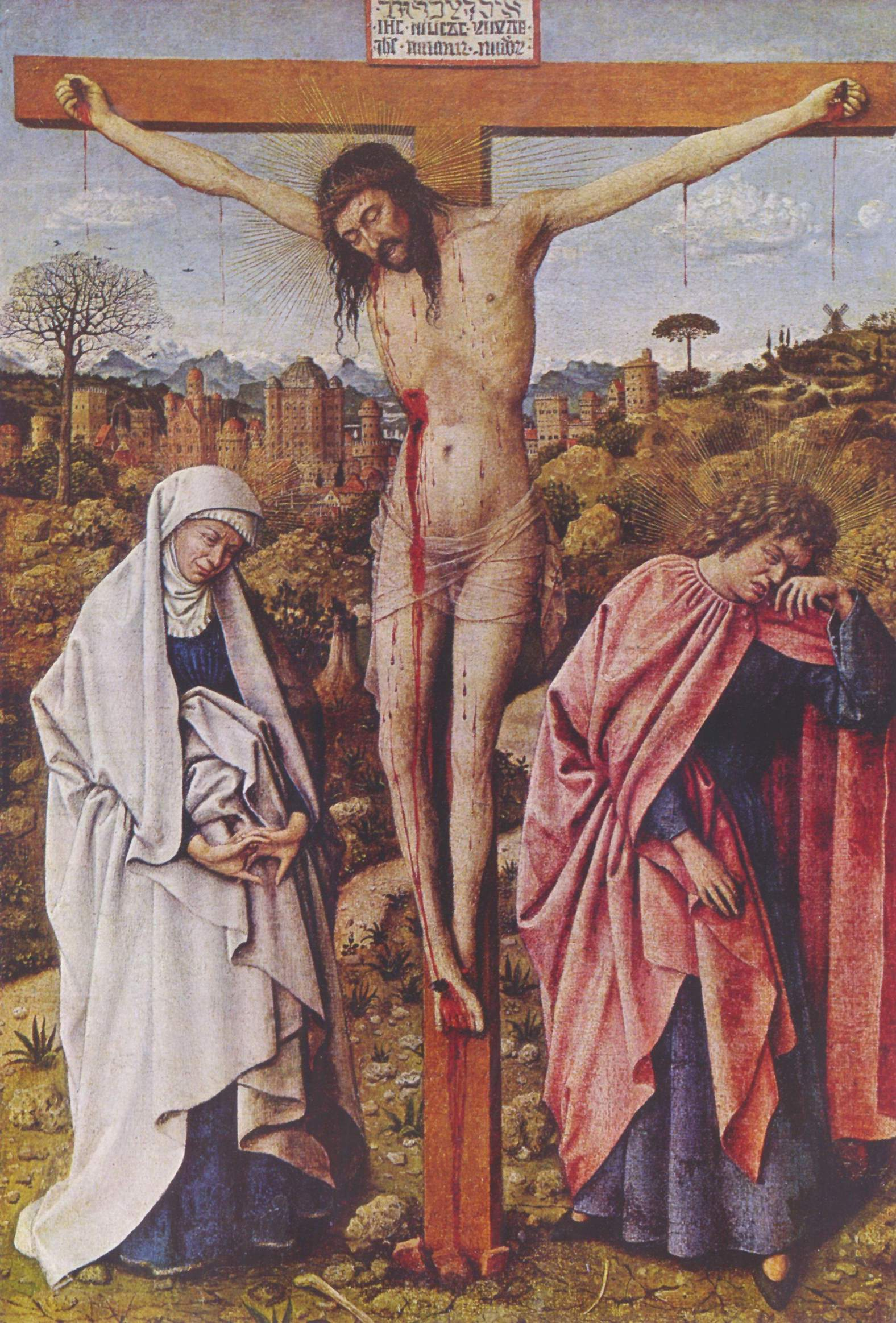
Hubert Van Eyck, Crocifissione, 1430 ca, Berlino, Staatliche Museen
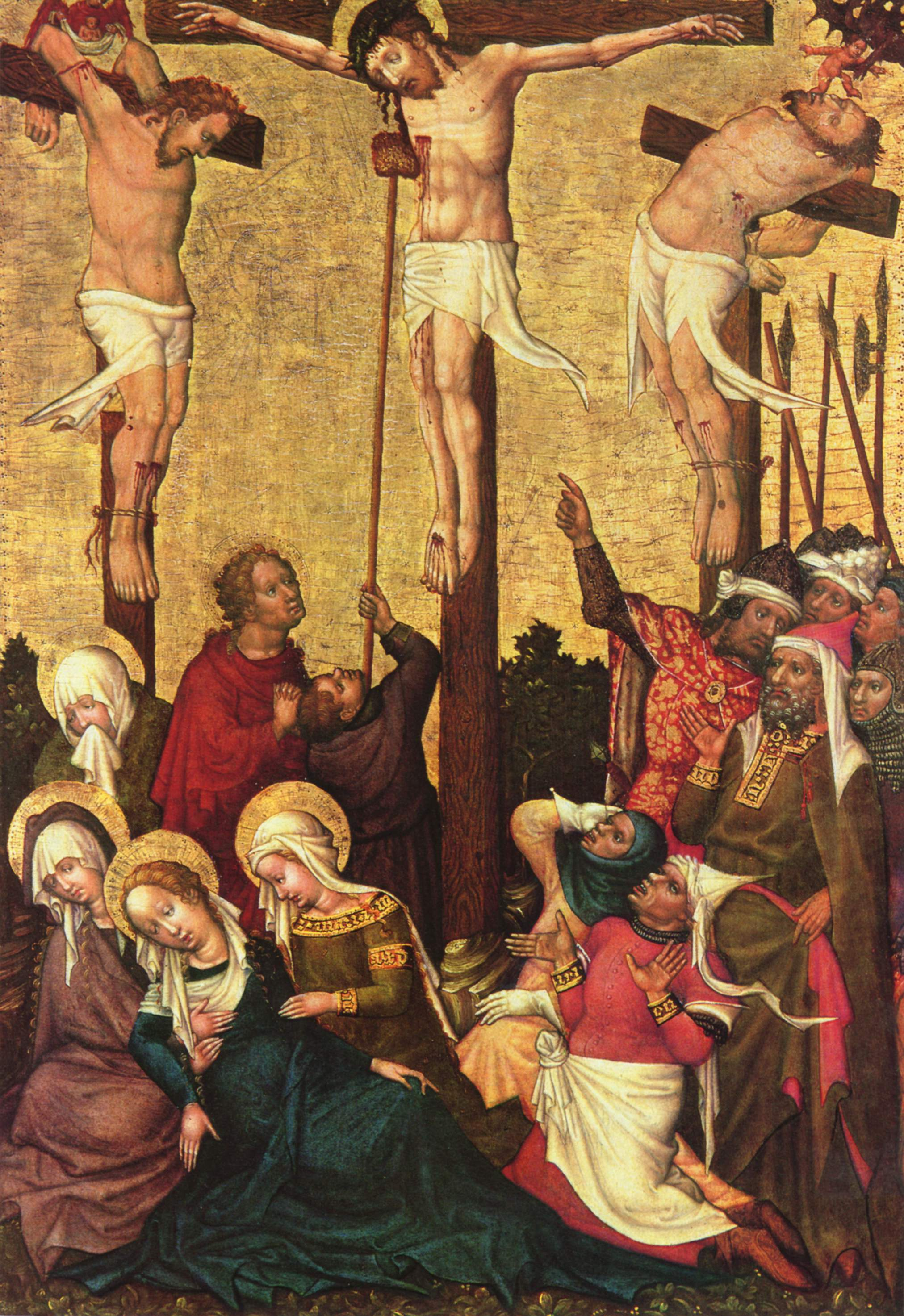
Hans von Tübingen, Crocifissione, 1430 ca, Vienna, Österreichische Galerie
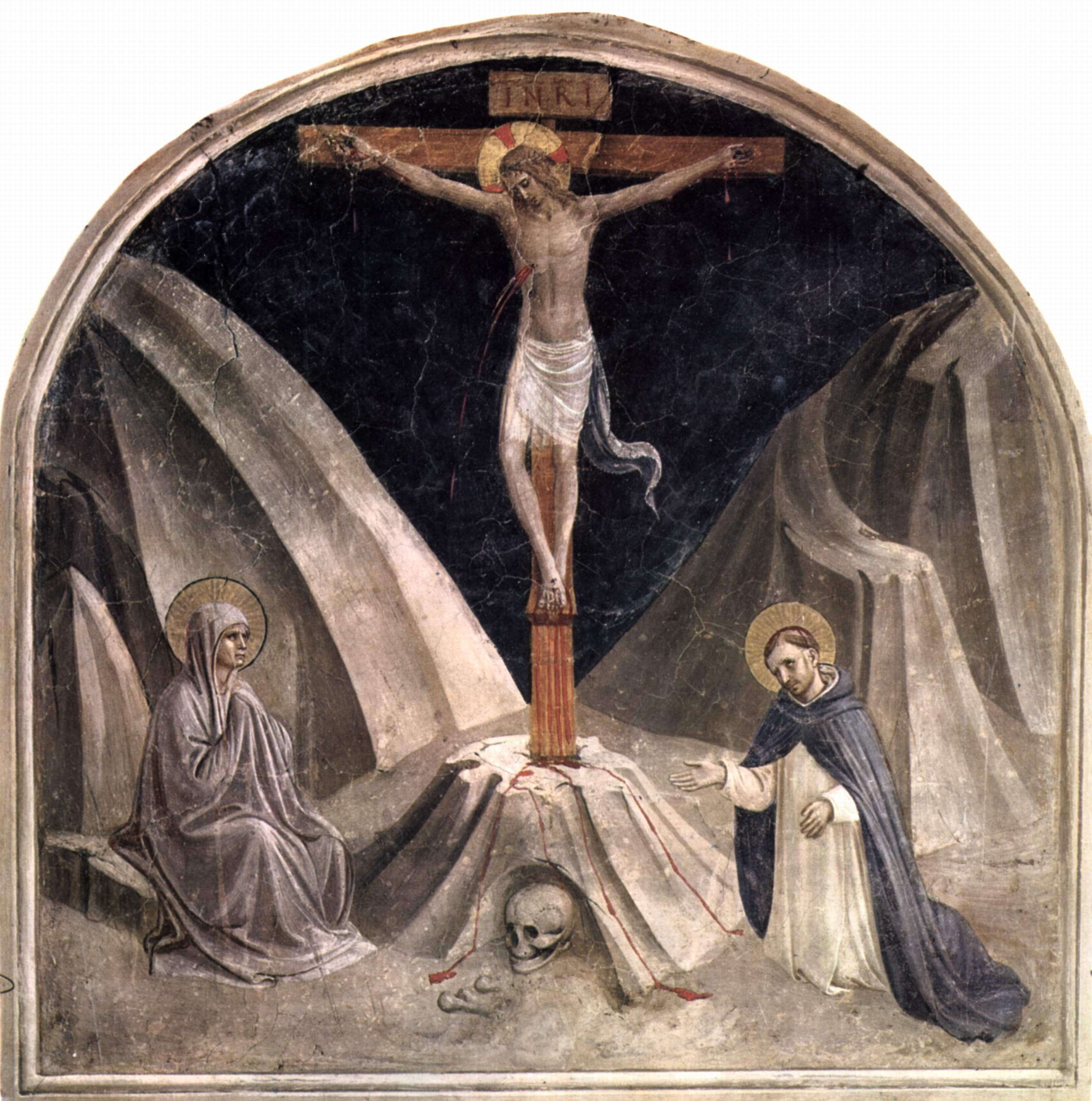
Fra Angelico c. 1437-1446, Firenze, Museo di San Marco
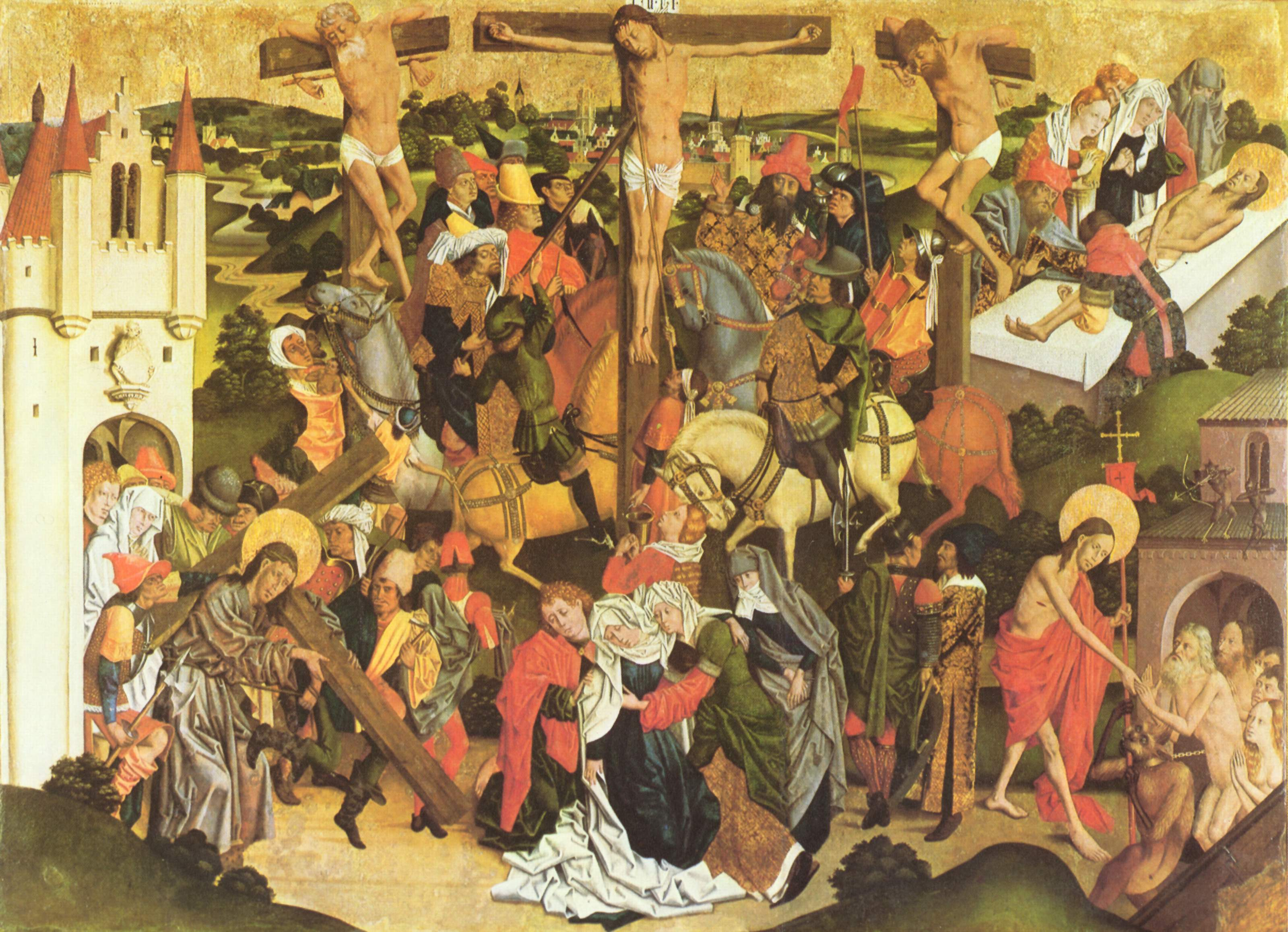
Johann Koerbecke, Crocifissione, 1450 ca, Monaco, Alte Pinakothek
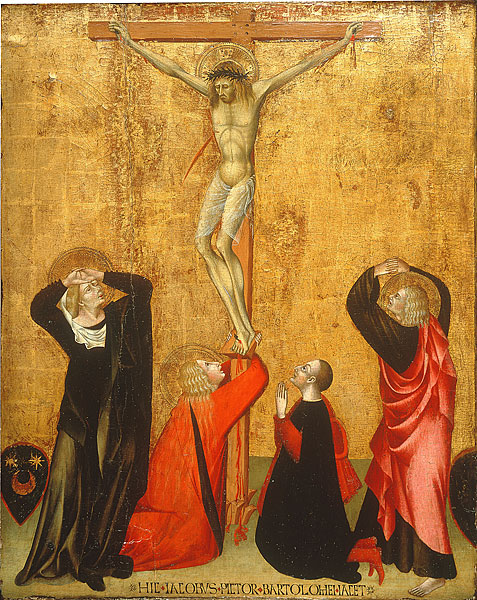
Giovanni di Paolo, Crocifissione, 1455 ca, Canberra, National Gallery of Australia
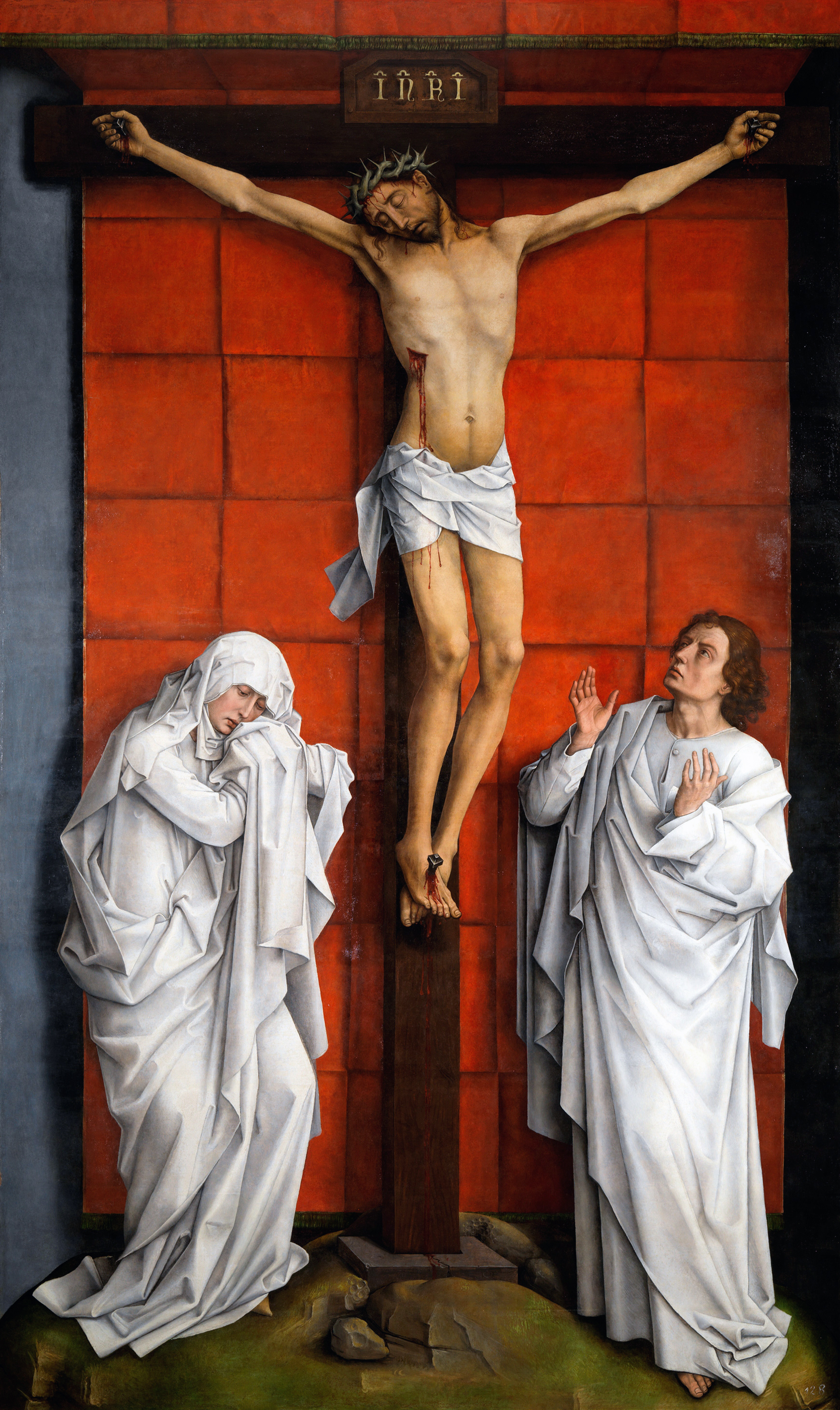
Rogier van der Weyden, Crocifissione con Maria e san Giovanni, 1455 circa, El Escorial
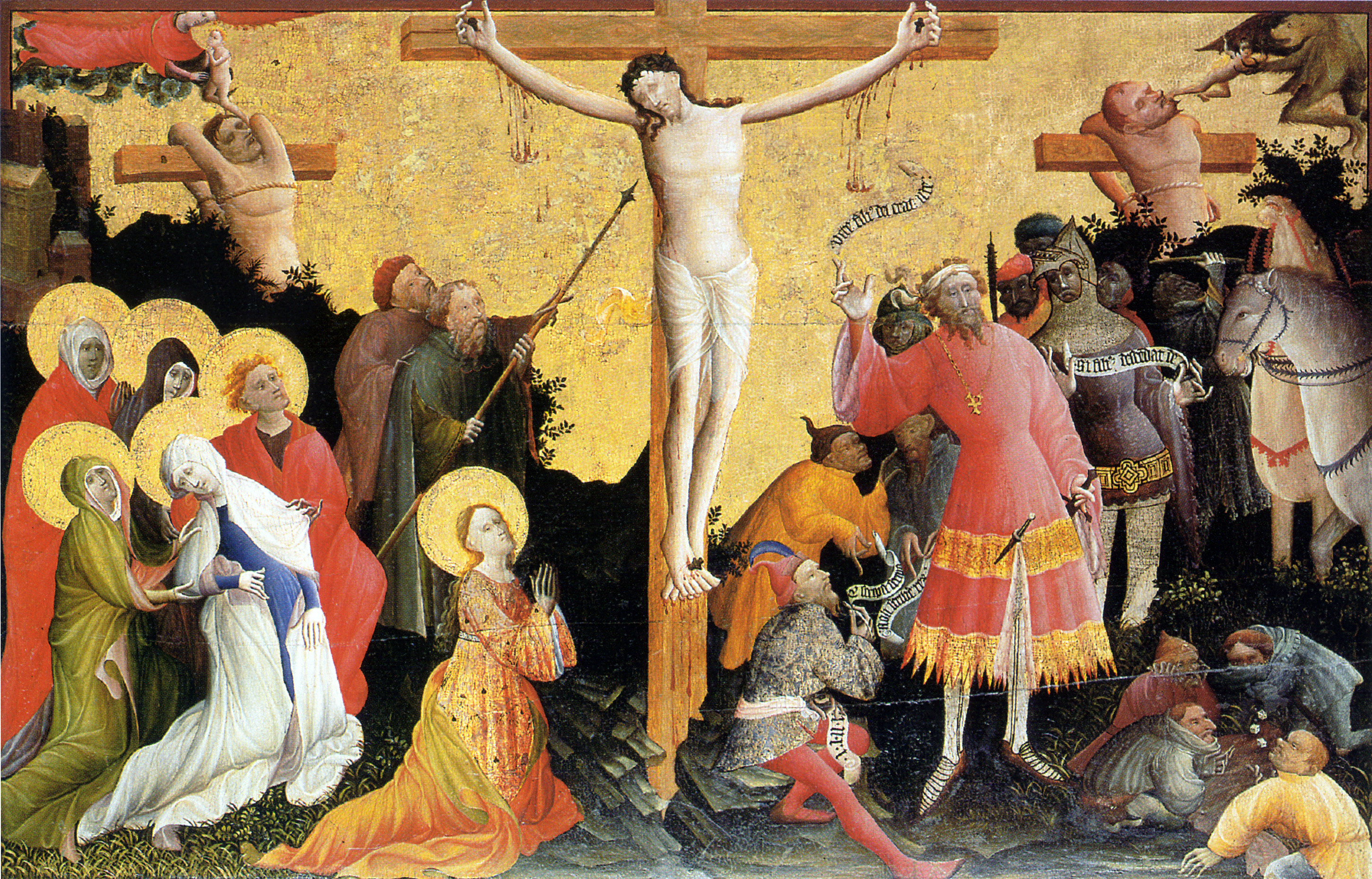
Anonimo, Crocifissione, XV secolo, Dortmund, Cattedrale
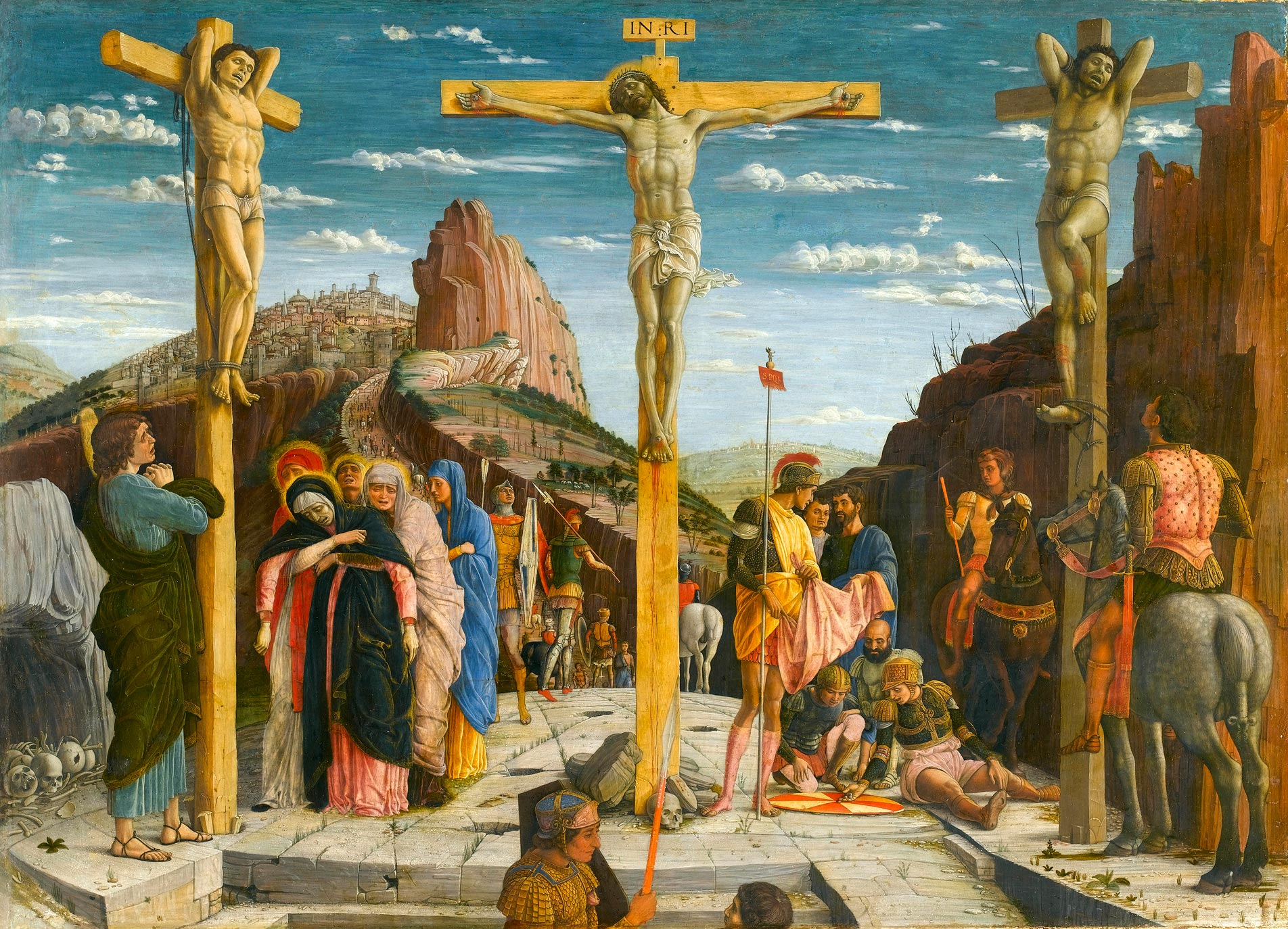
Andrea Mantegna, Crocifissione per la Basilica di San Zeno a Verona, 1459, Parigi, Musée du Louvre
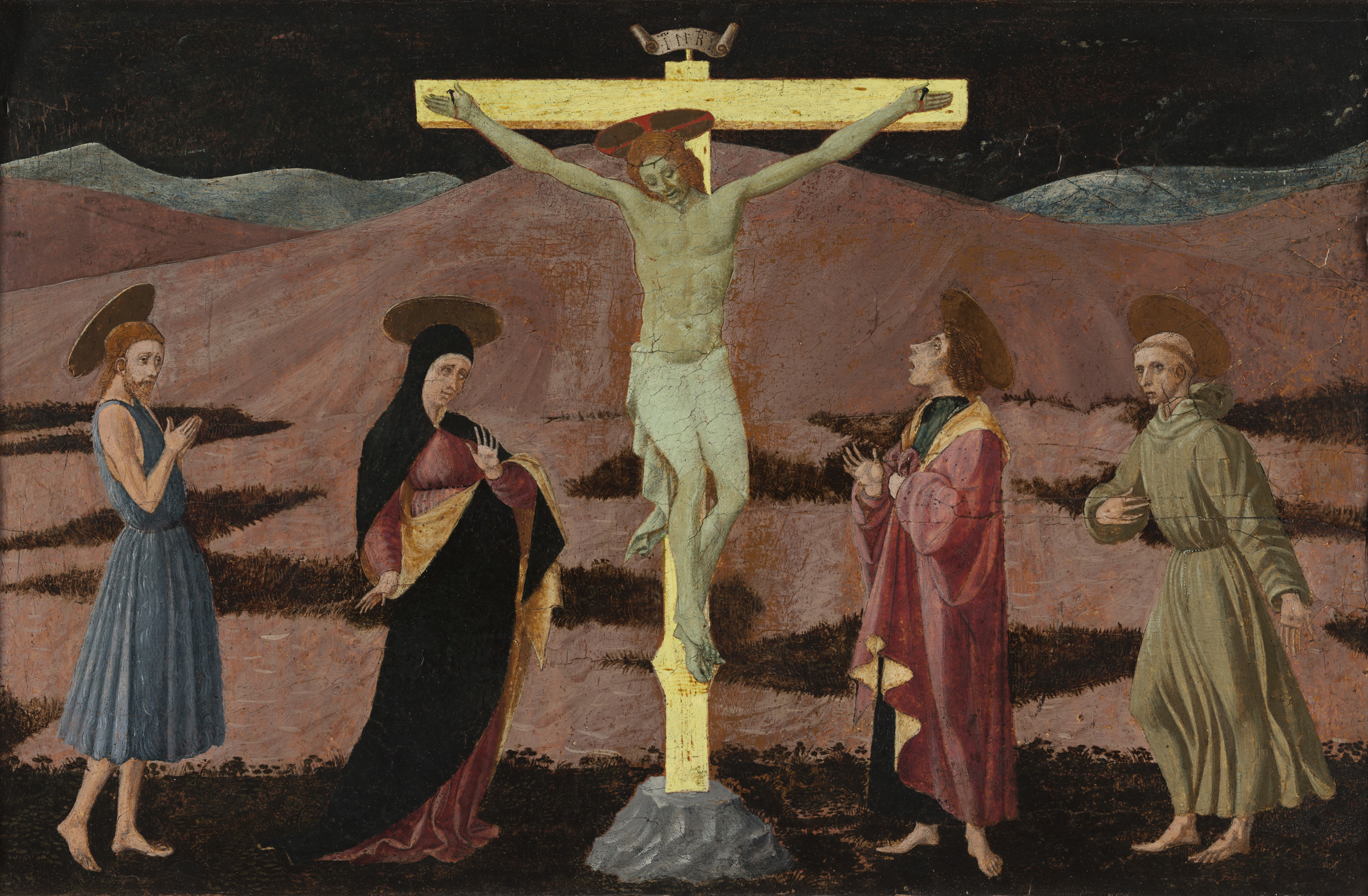
Paolo Uccello, Crocifissione, 1460, Madrid, Museo Thyssen-Bornemisza
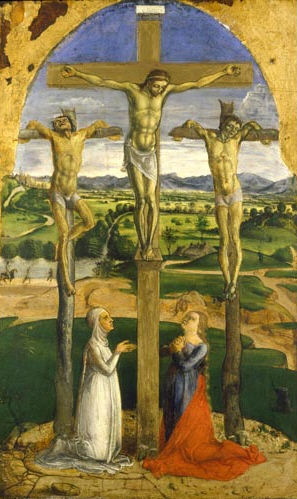
Alvise Vivarini, Crocifissione, 1469-1471, Milano, Museo Poldi Pezzoli
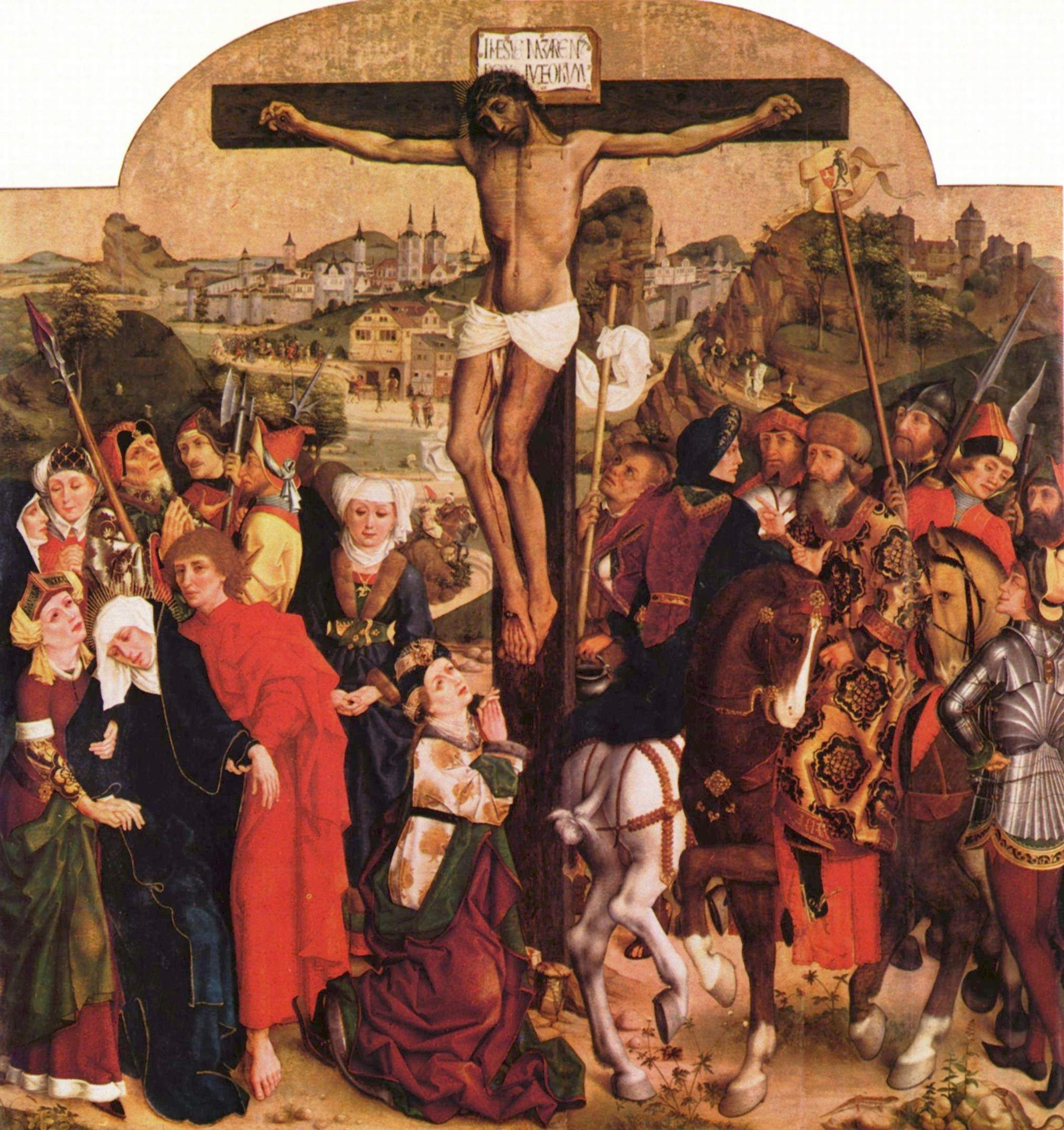
Hans Pleydenwurff, Crocifissione, 1470 ca, Monaco, Alte Pinakothek
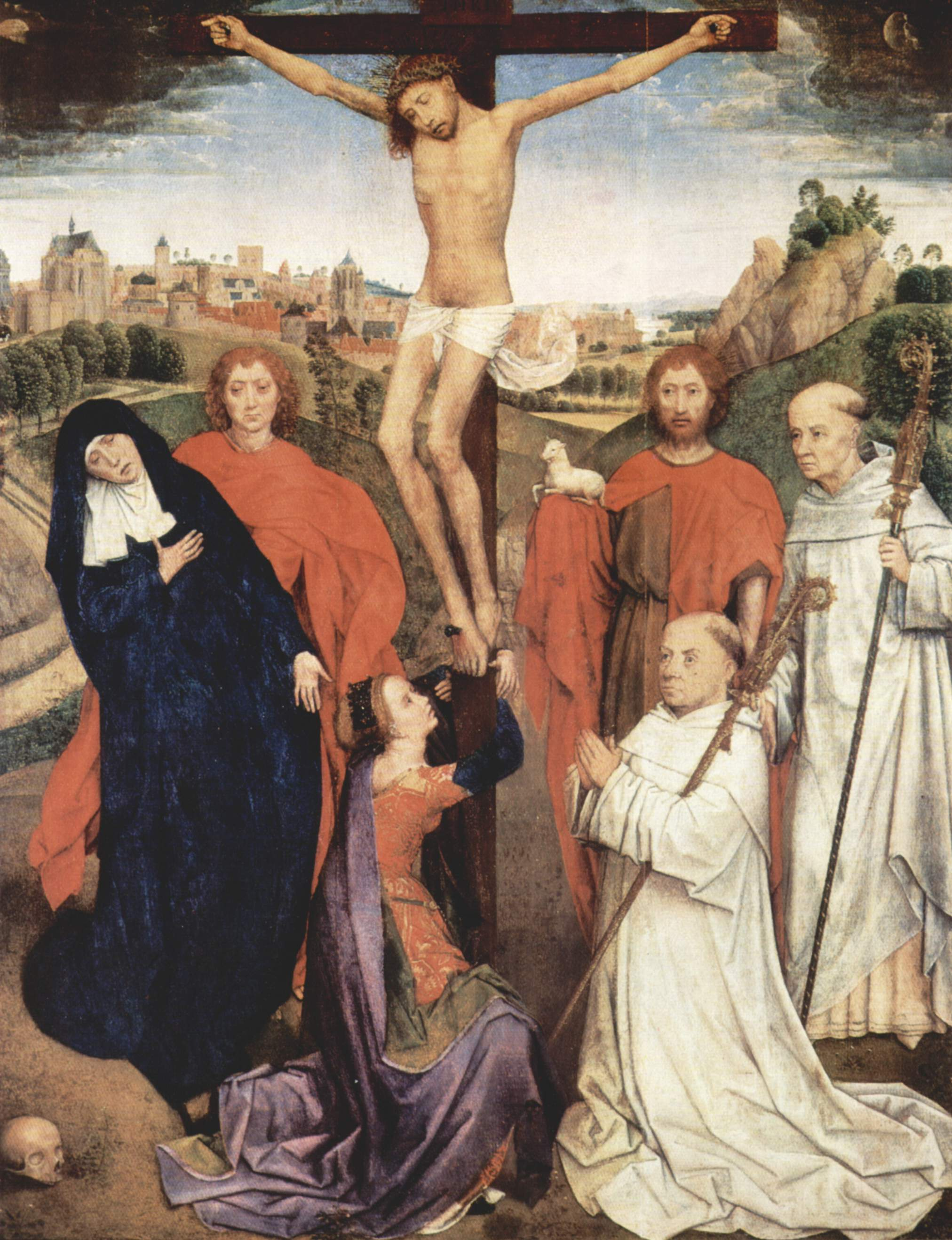
Hans Memling, c.1470, Vicenza, Museo Civico
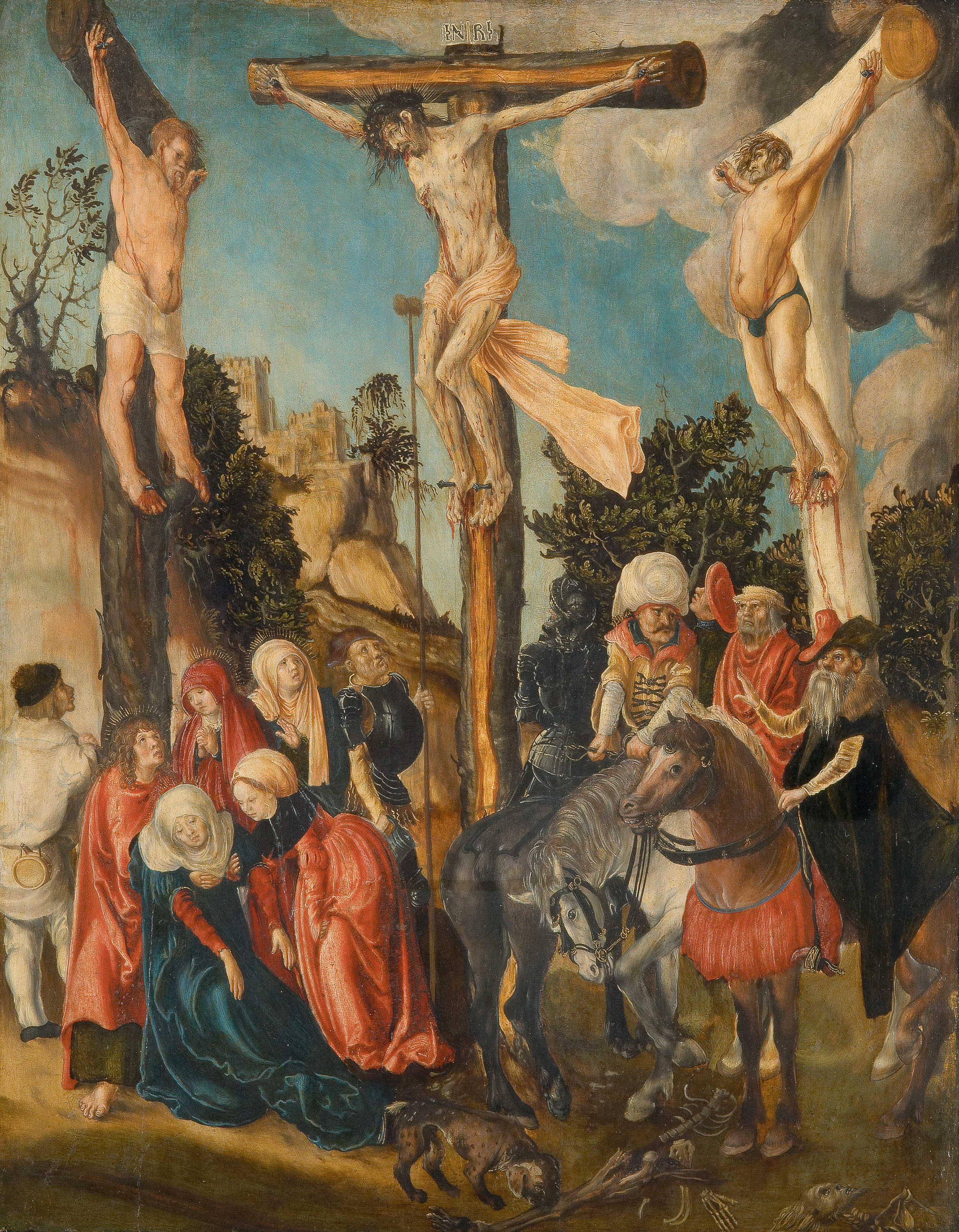
Lucas Cranach, Crocifissione, 1472, Wittenberg, Staatliche Museen
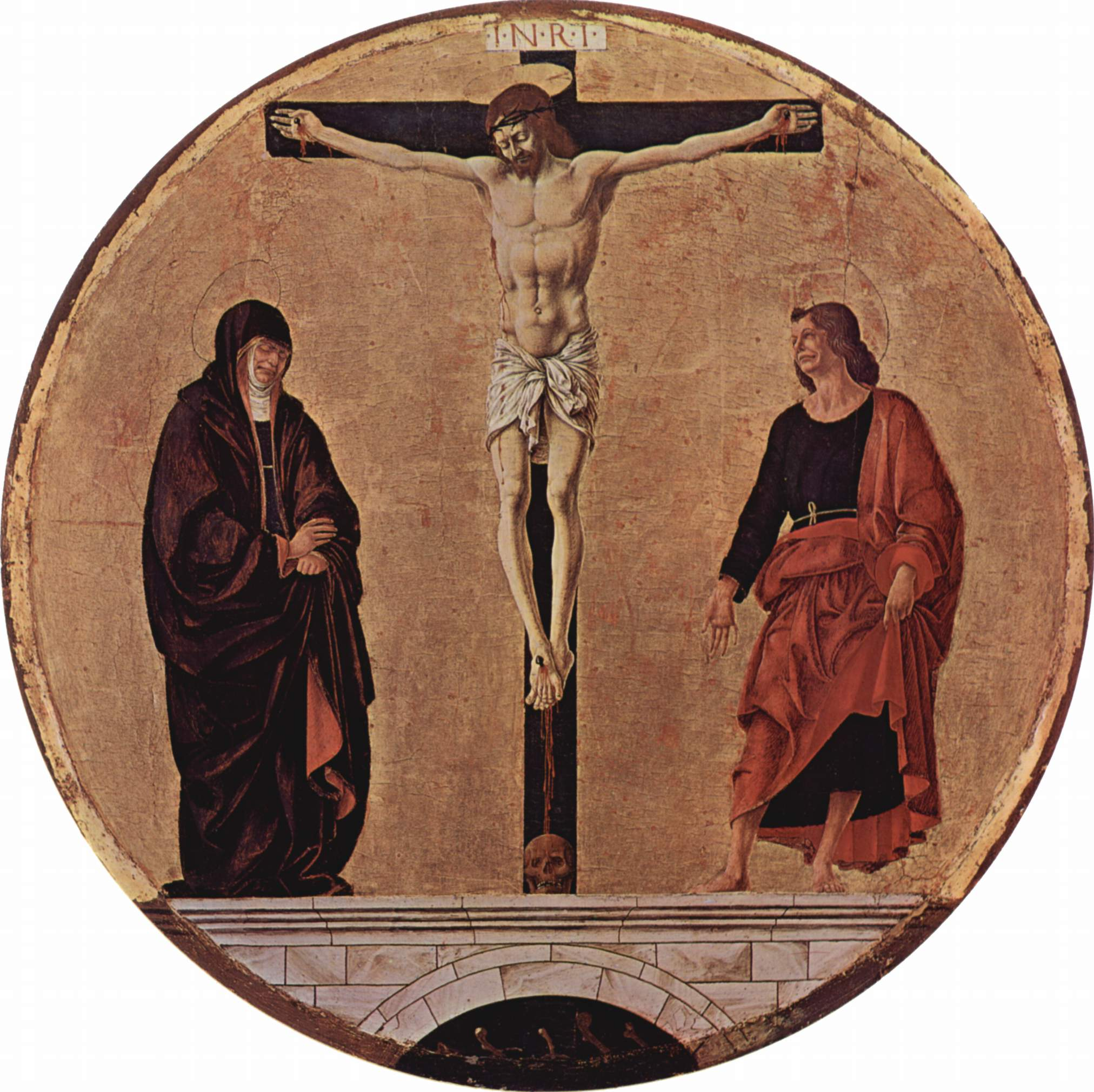
Francesco del Cossa, Crocifissione, 1473, Washington, National Gallery of Art
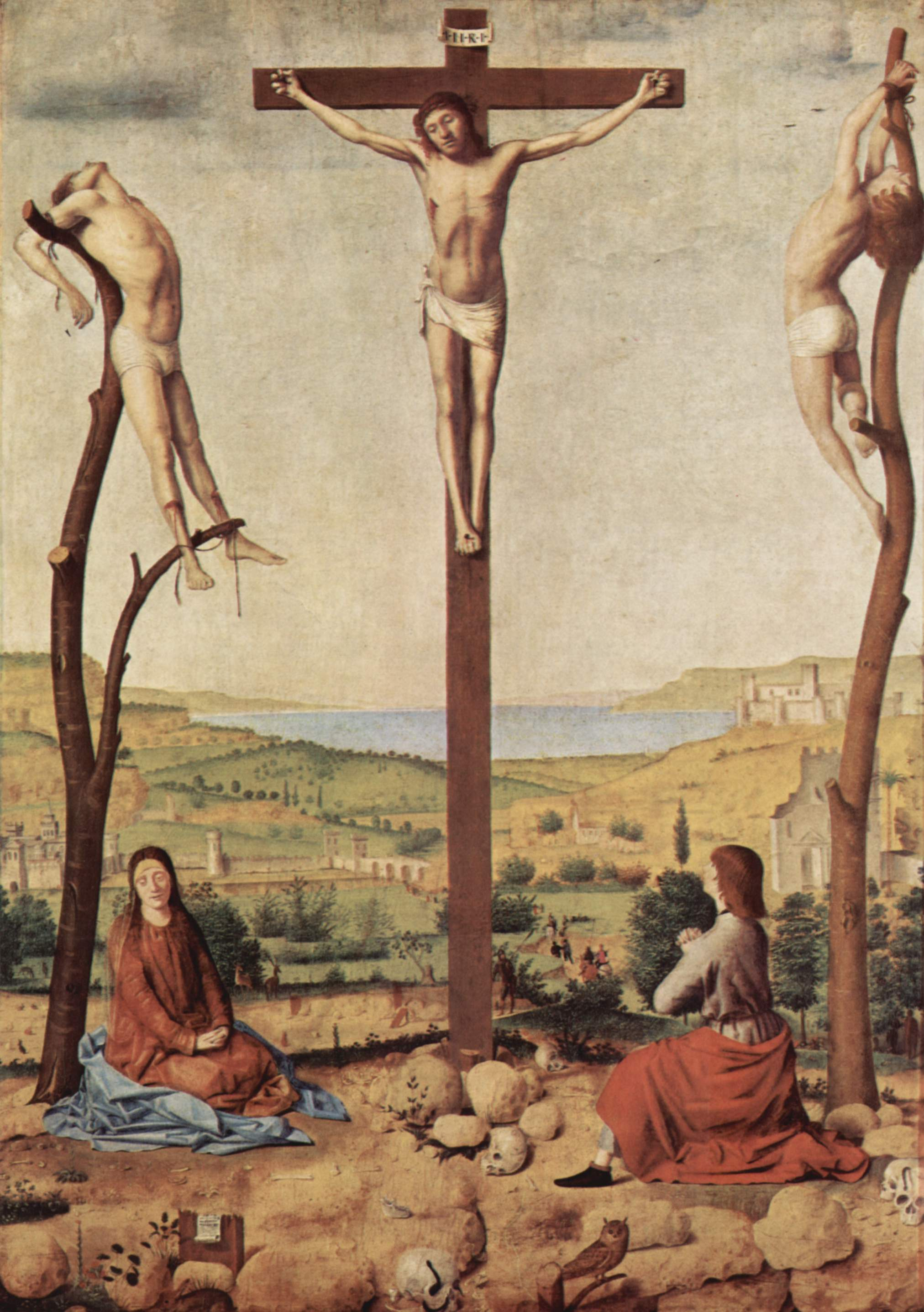
Antonello da Messina, Crocifissione, 1475, Anversa, Koninklijk Museum voor Schone Kunsten
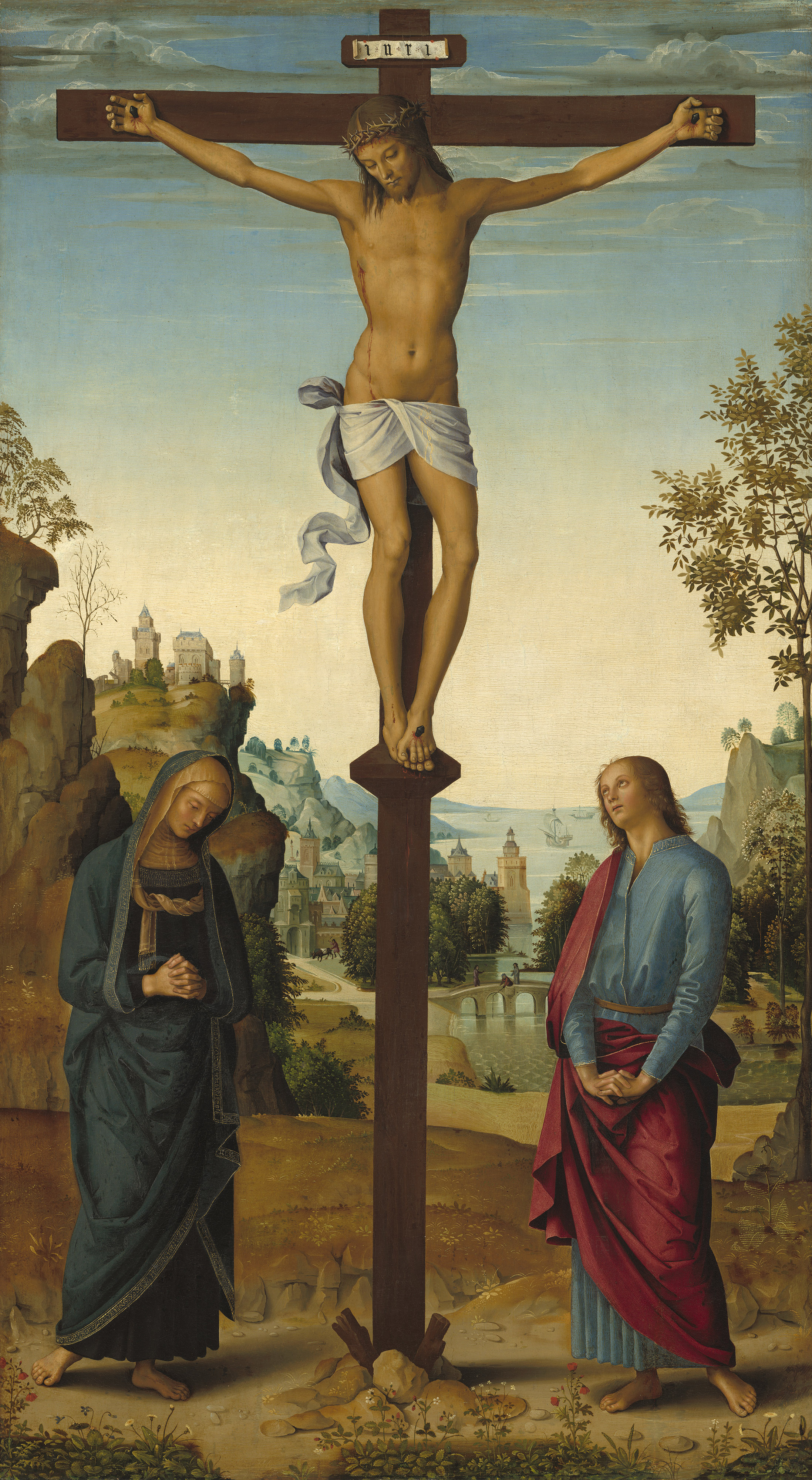
Pietro Perugino, Crocifissione, 1482 ca, Washington, National Gallery of Art
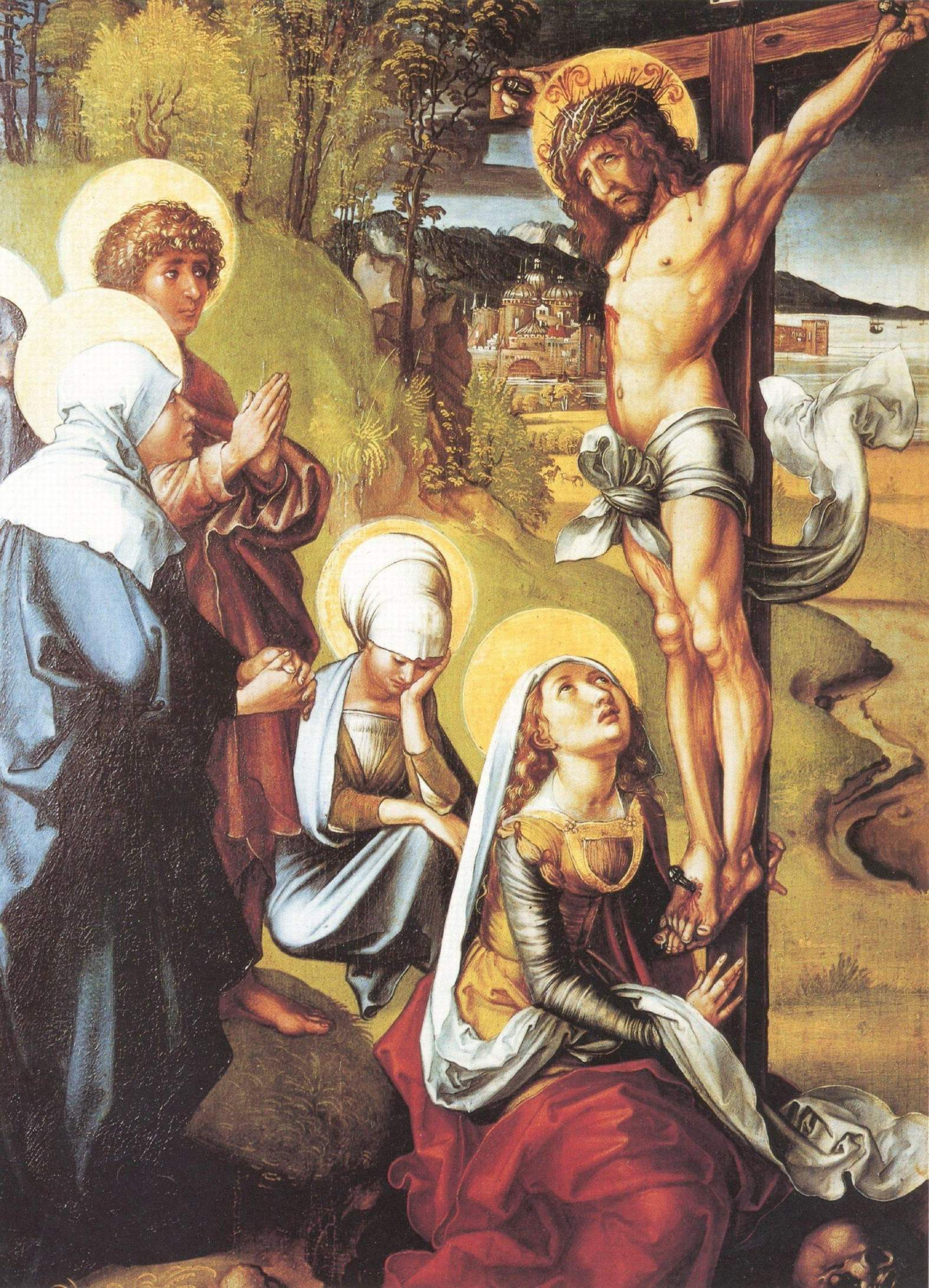
Albrecht Dürer, Crocifissione, 1494-1497, Dresda, Gemäldegalerie
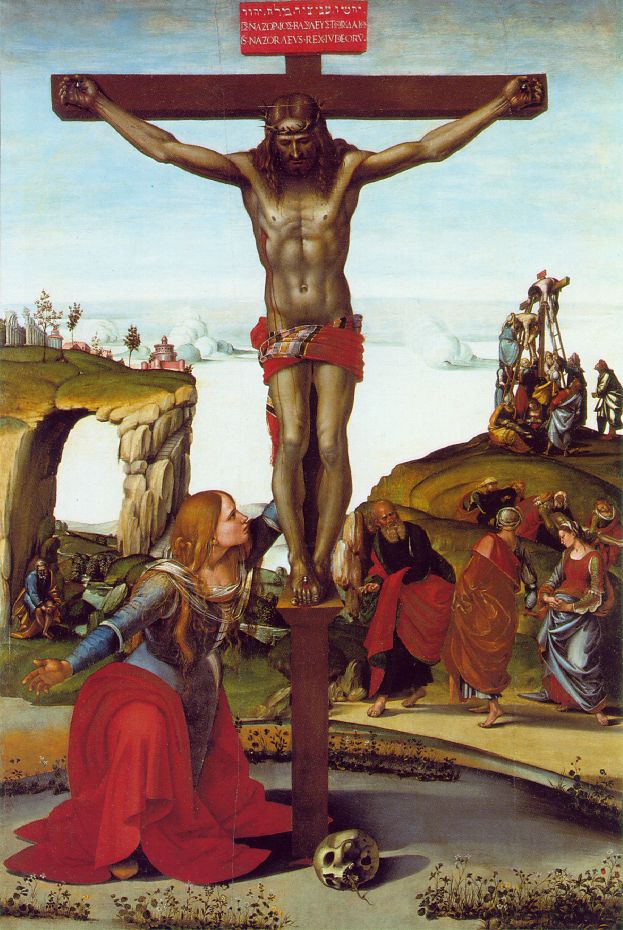
Luca Signorelli, Crocifisso della Maddalena, 1500 ca, Firenze, Galleria degli Uffizi
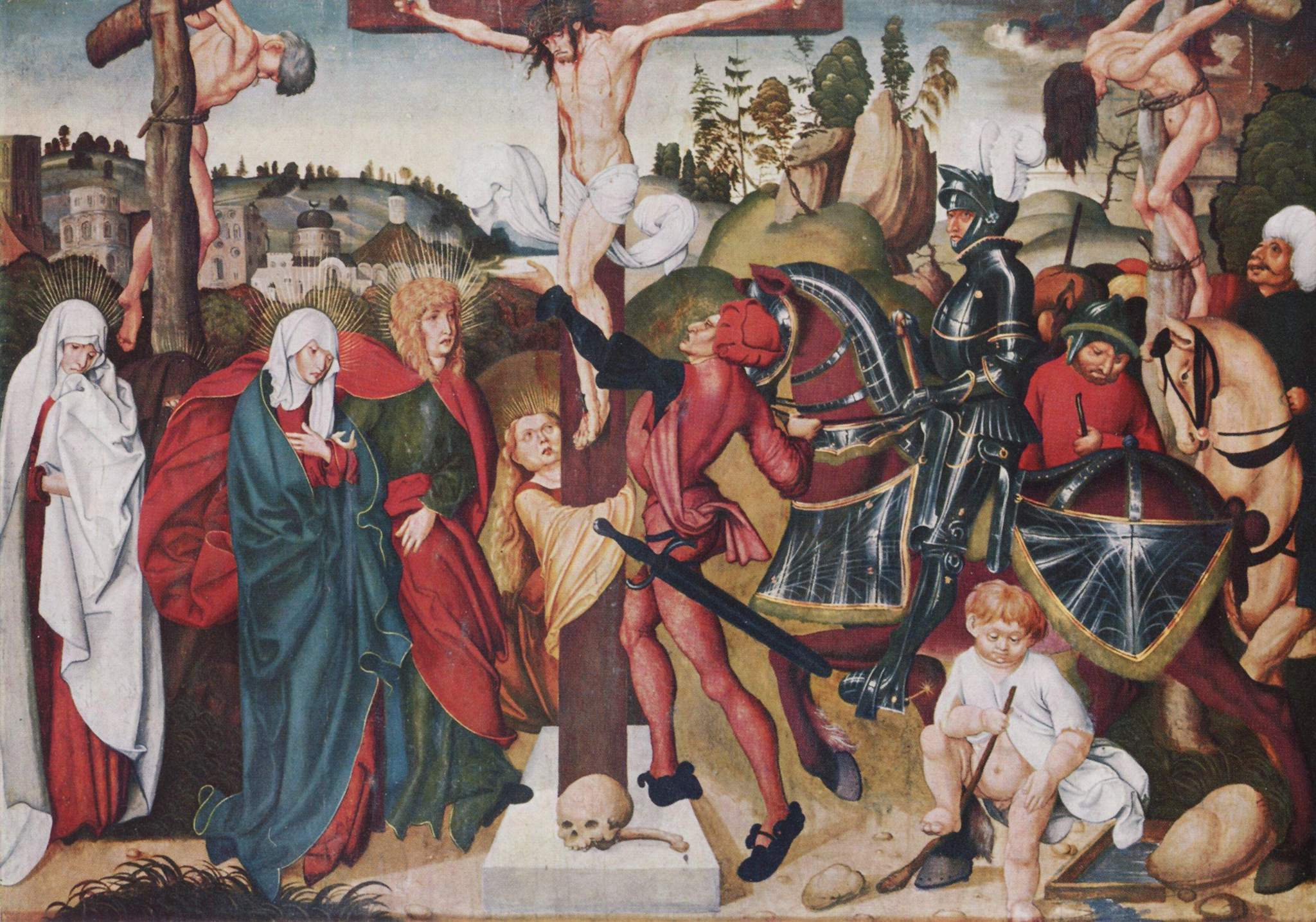
Jorg Breu, Crocifissione, 1501, Norimberga, Germanishes Museum
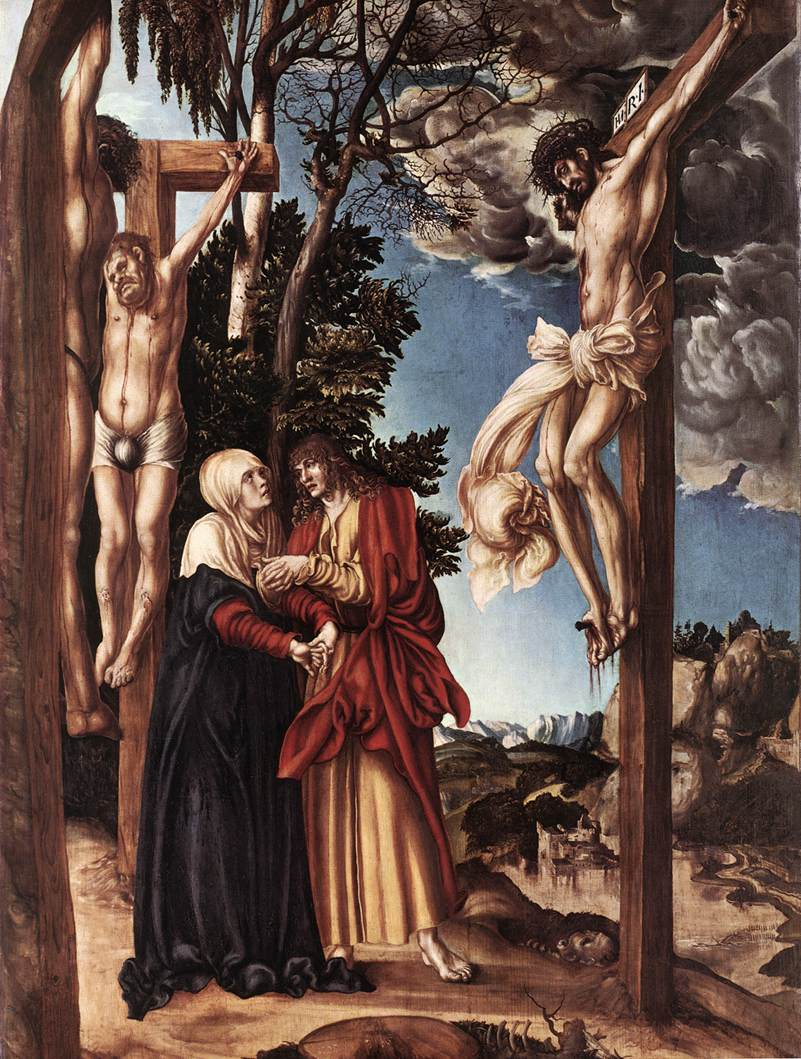
Lucas Cranach, Crocifissione, 1503 ca, Monaco, Alte Pinakothek
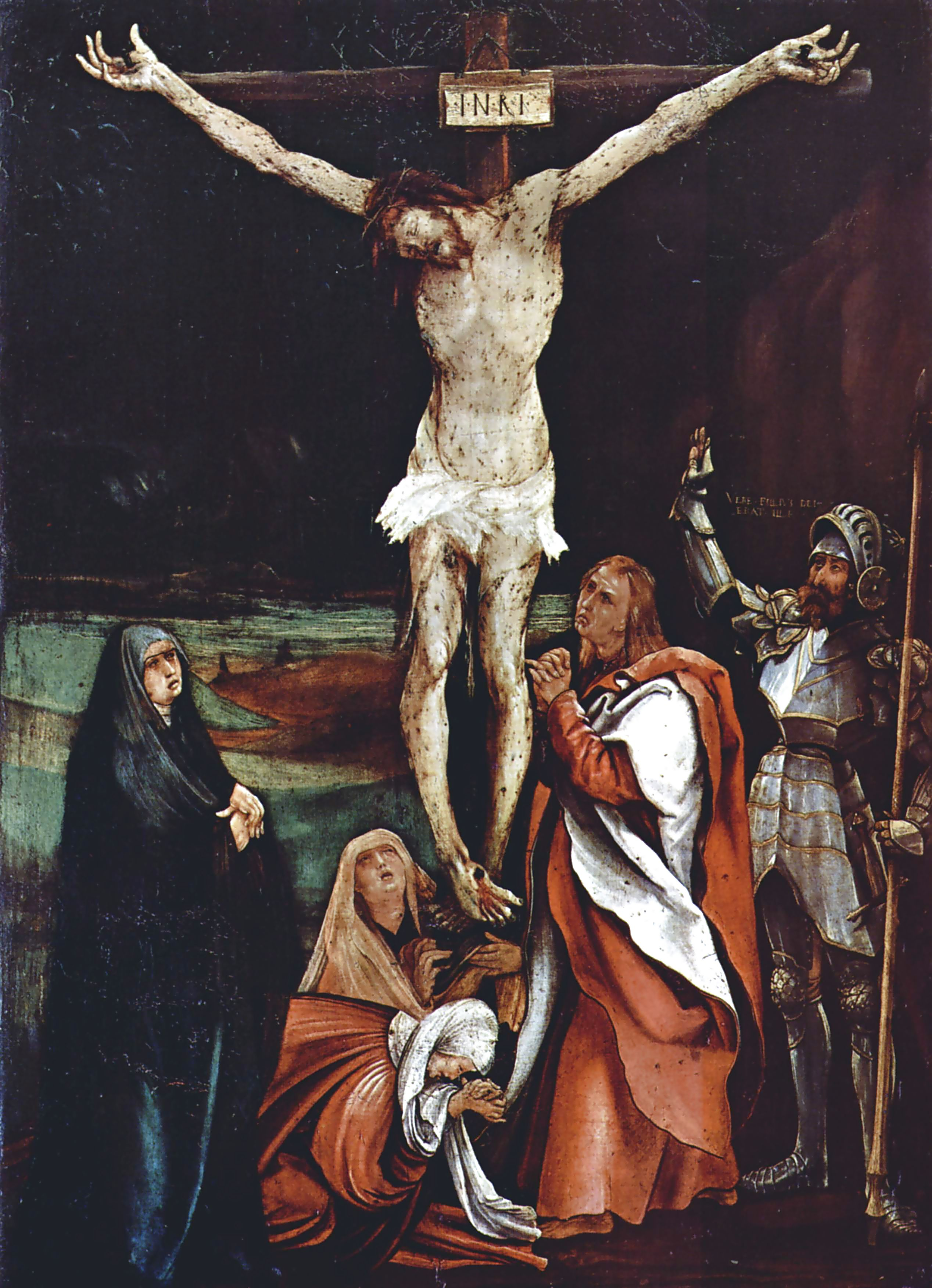
Mathias Grünewald, Crocifissione, 1500-1508, Basilea, Kunstmuseum
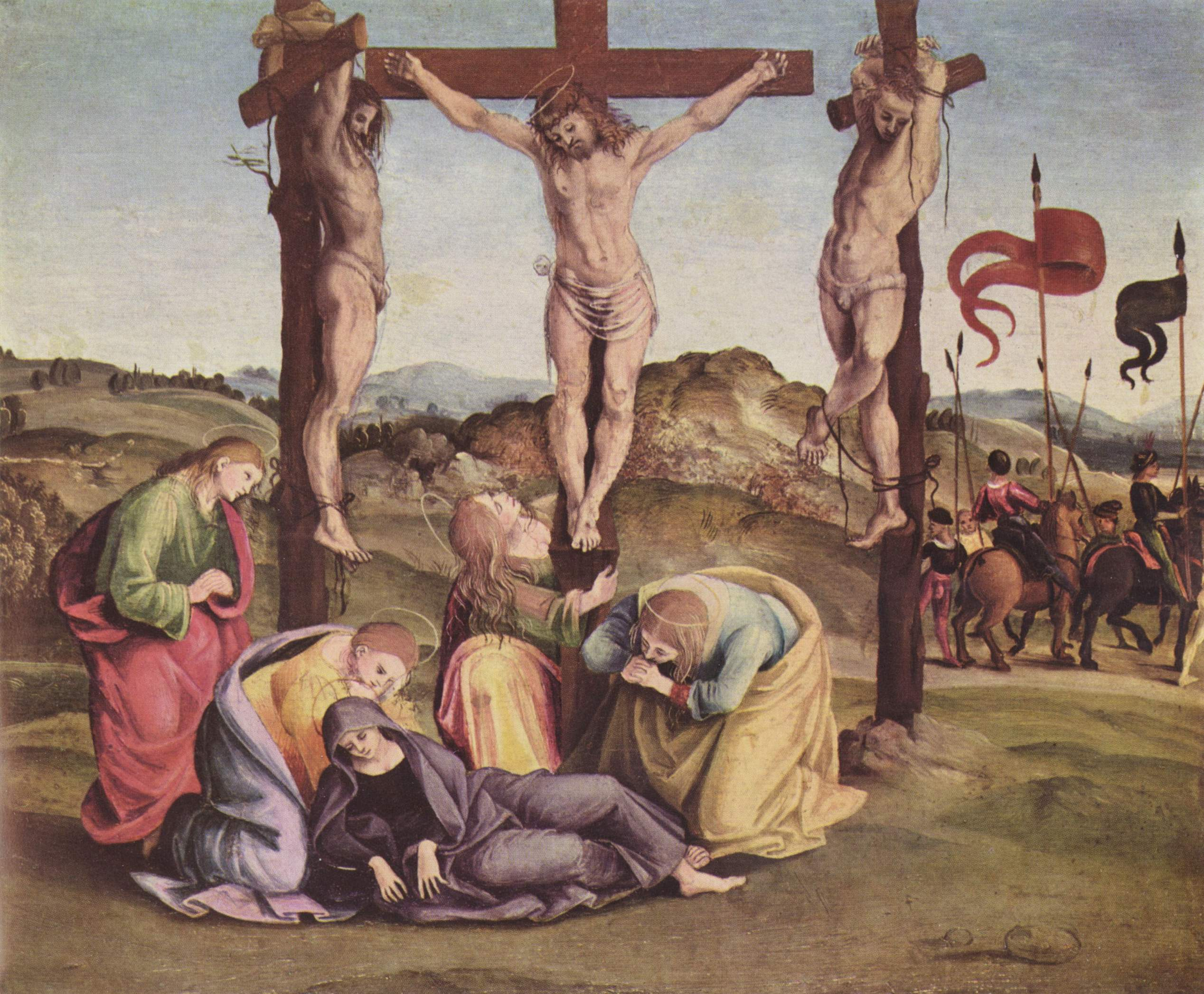
Luca Signorelli, Crocifissione, 1507 ca, Altenburg, Staatliches Lindenau-Museum
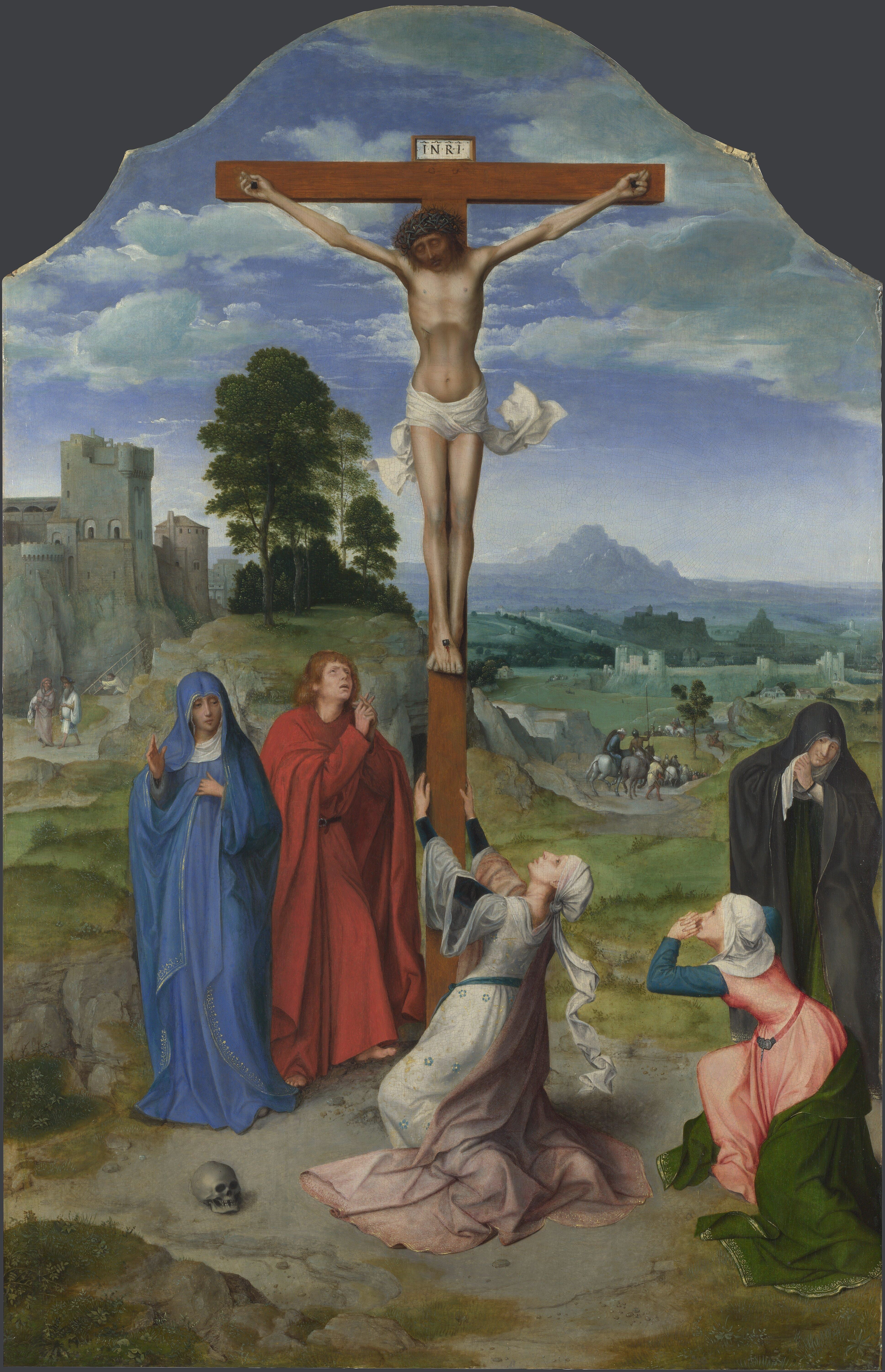
Quentin Massys, Crocifissione, 1515 ca, Londra, National Gallery
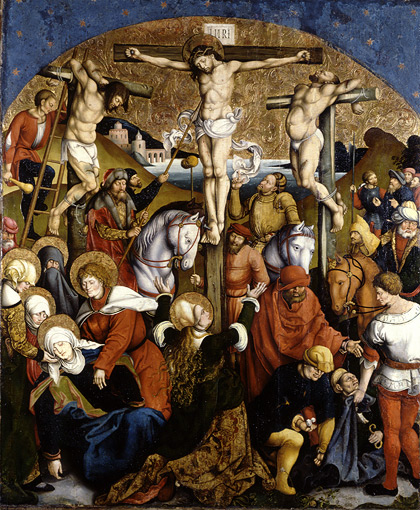
Maestro von Sigmaringen, Crocifissione, 1515 circa
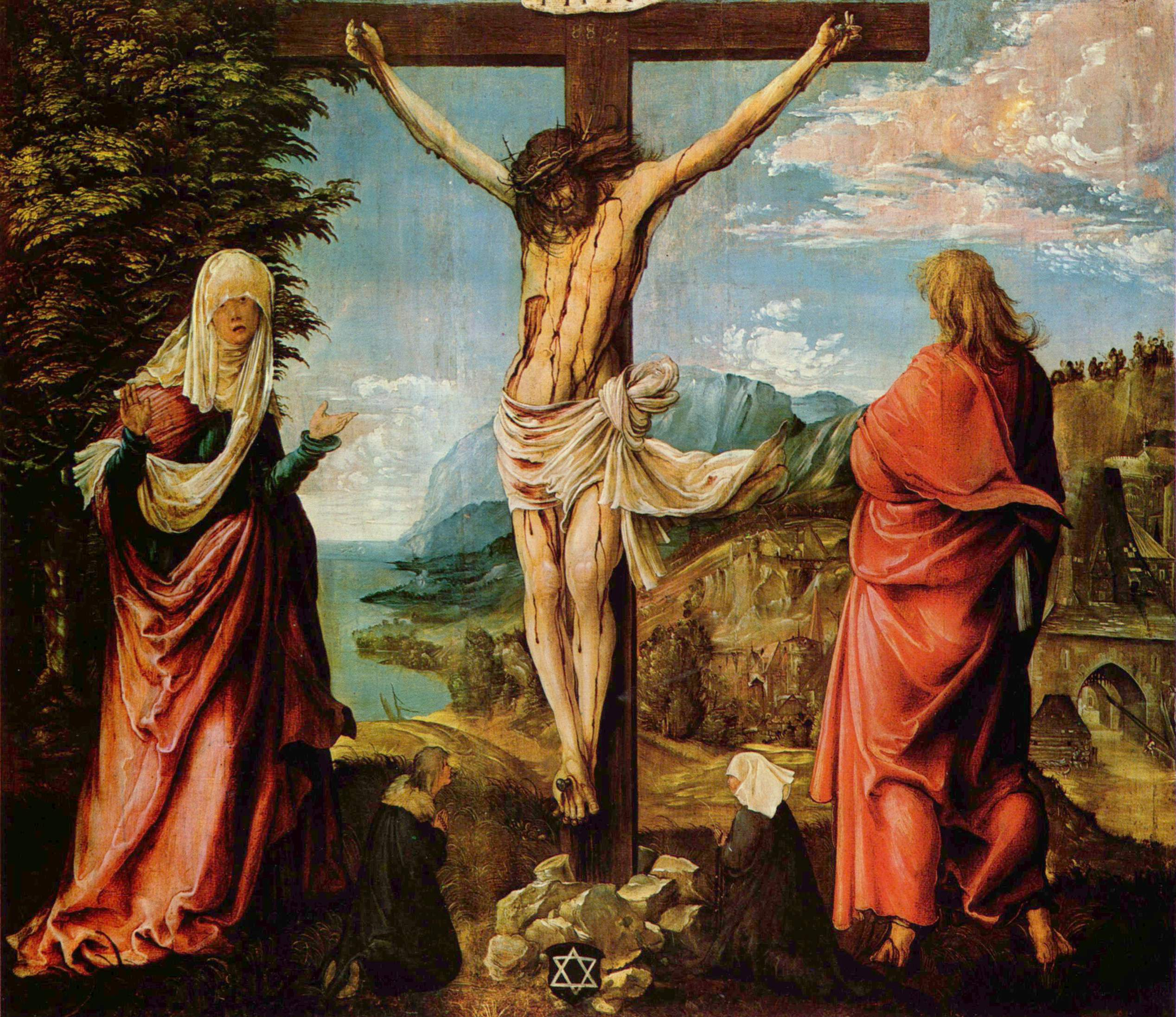
Albrecht Altdorfer, 1515-1516, Kassel, Gemäldegalerie
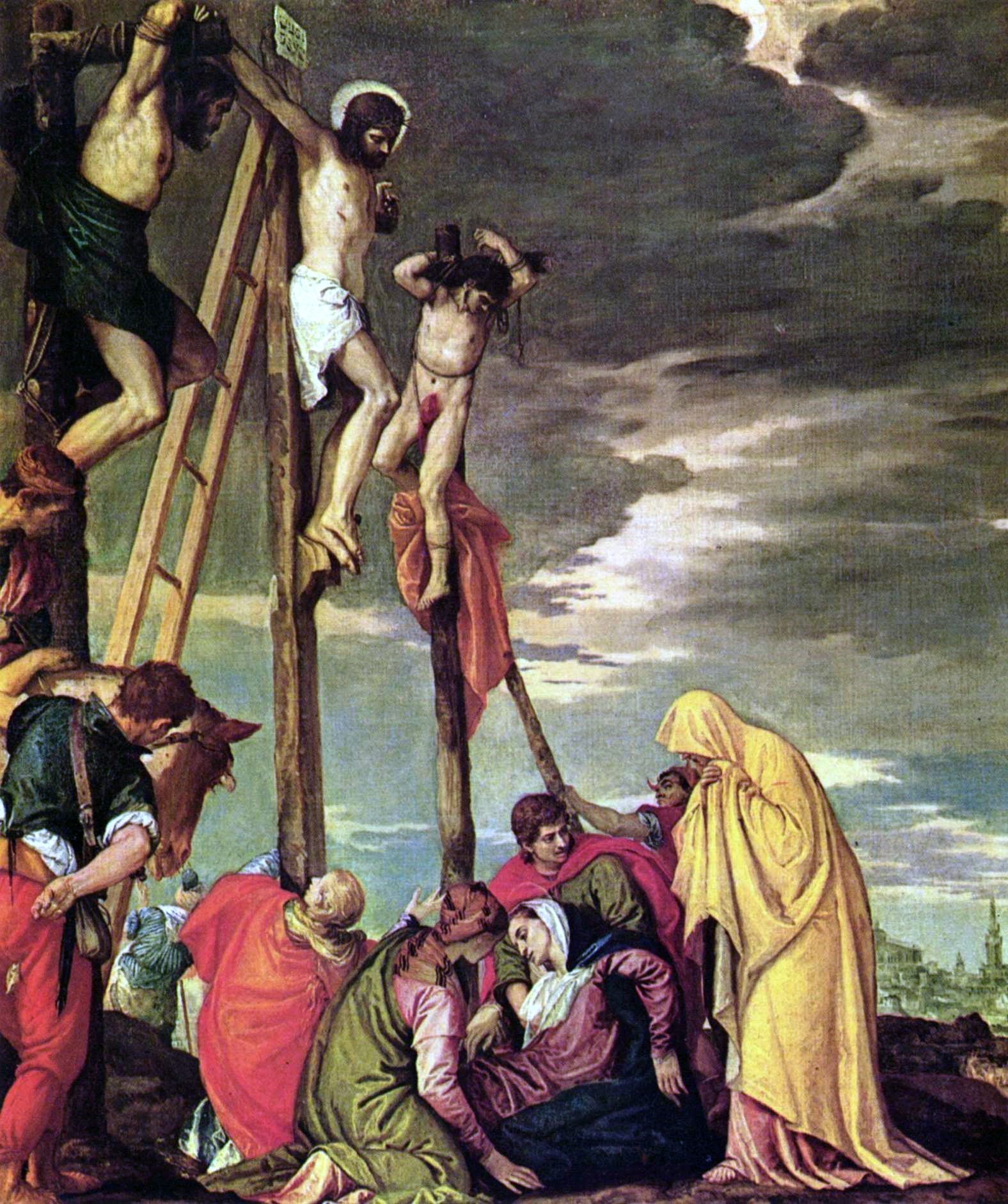
Paolo Veronese, Crocifissione, 1520 ca, Parigi, Musée du Louvre
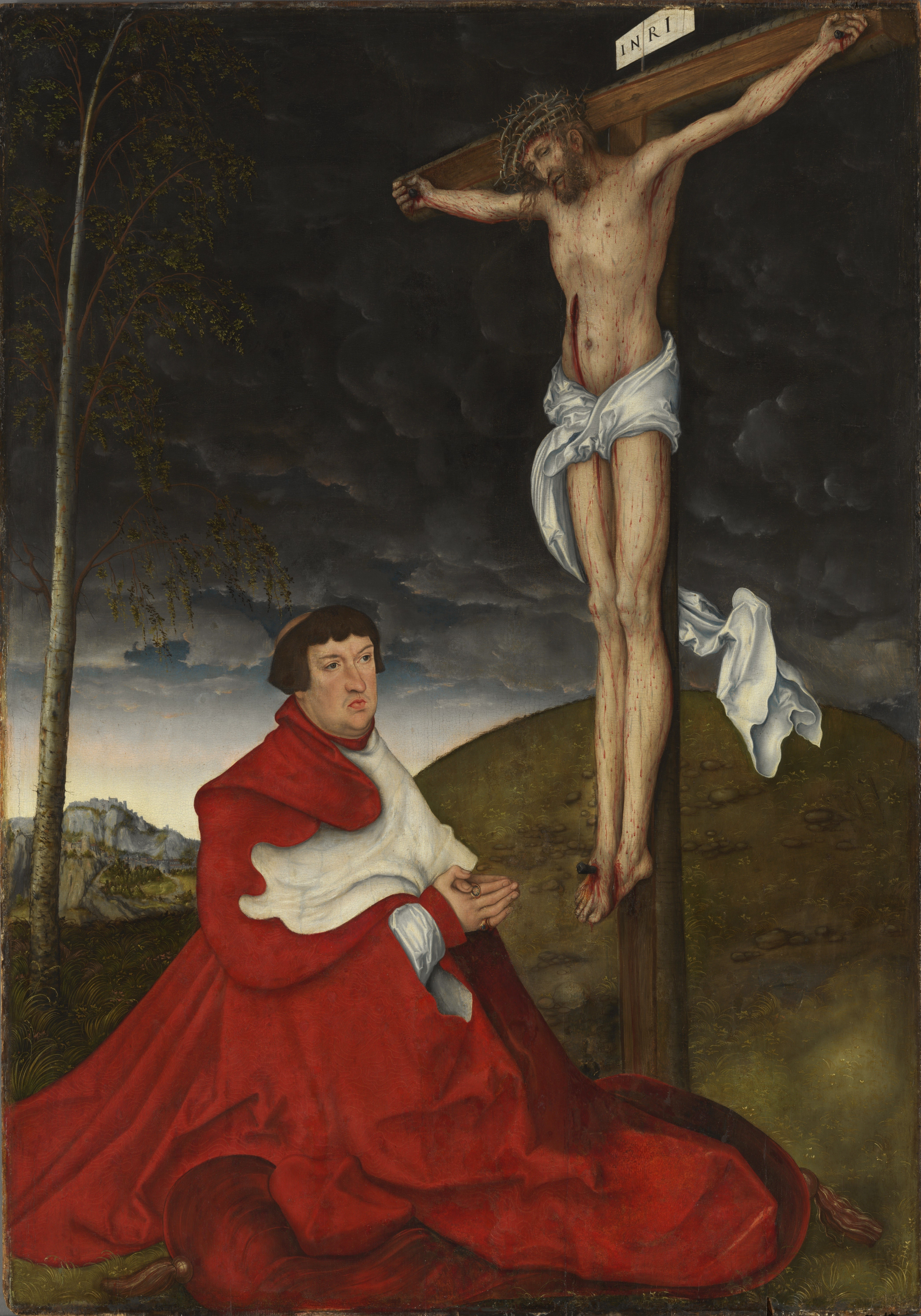
Lucas Cranach, Crocifisso e un donatore, 1520-1525, Monaco, Alte Pinakothek
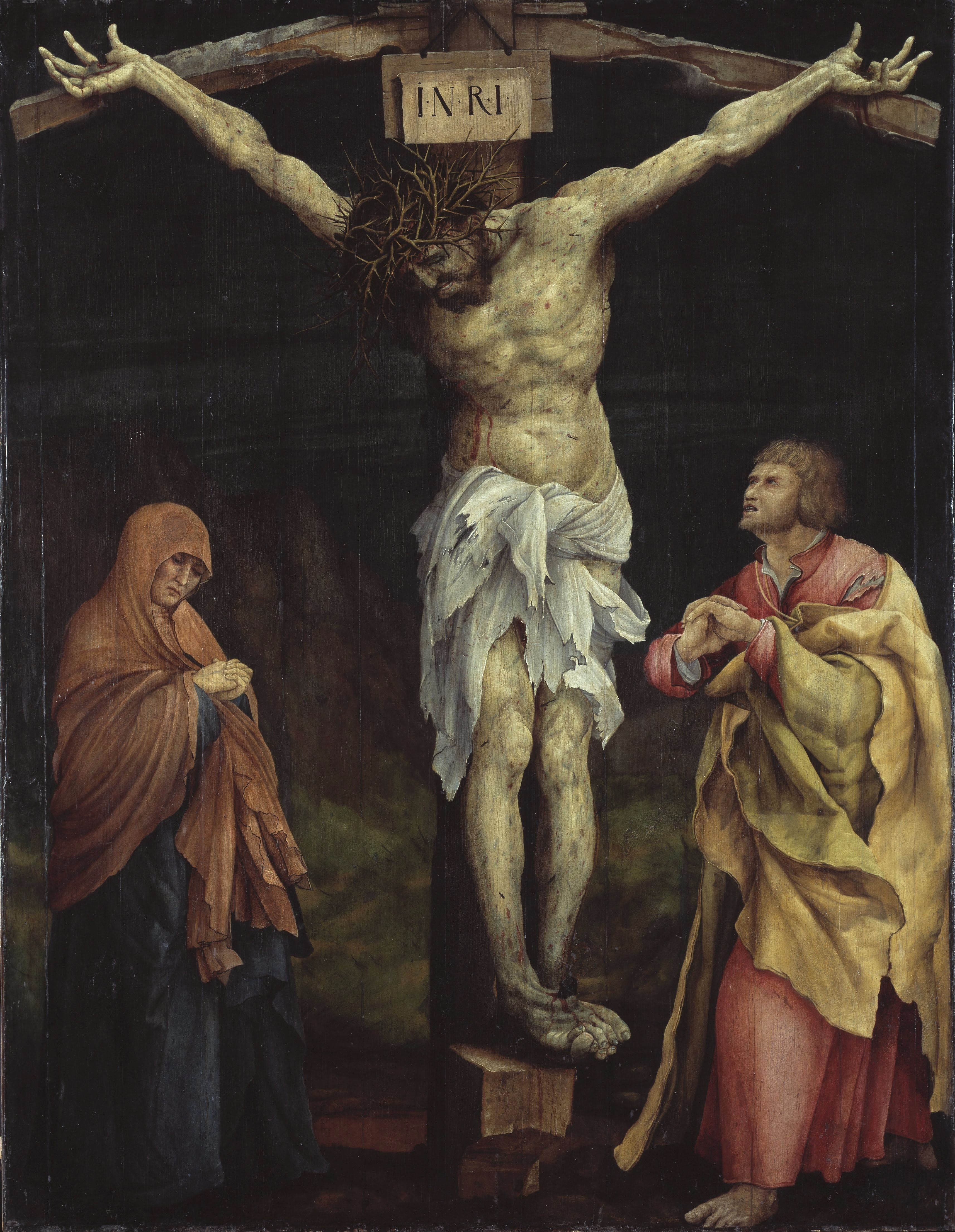
Mathias Grünewald, Crocifissione, 1523-1524, Karlsruhe, Kunsthalle
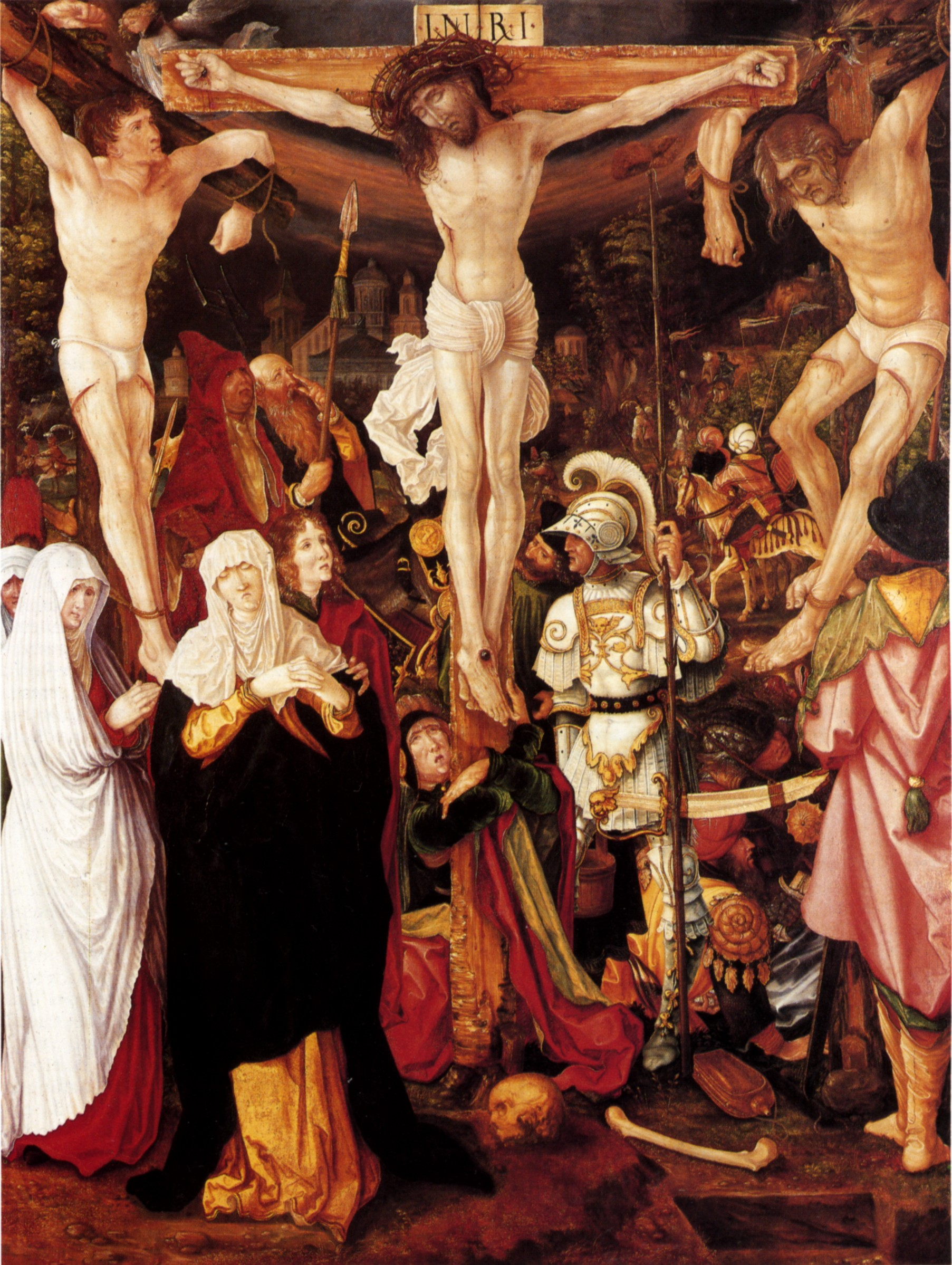
Christoph Bockstorfer, Crocifissione, 1524, Costanza, Cattedrale
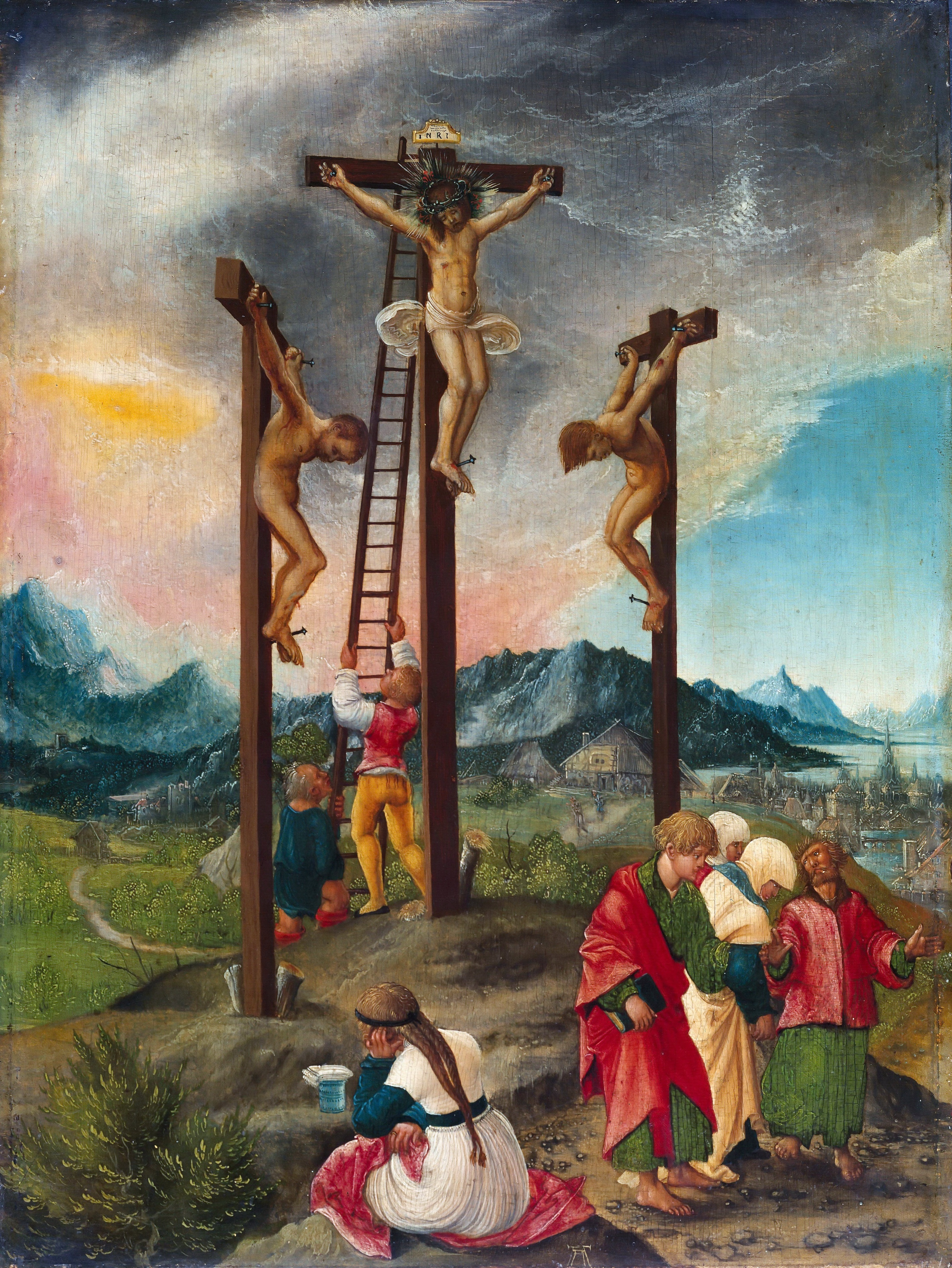
Albrecht Altdorfer, Crocifissione, 1526, Berlino, Staatliche Museen
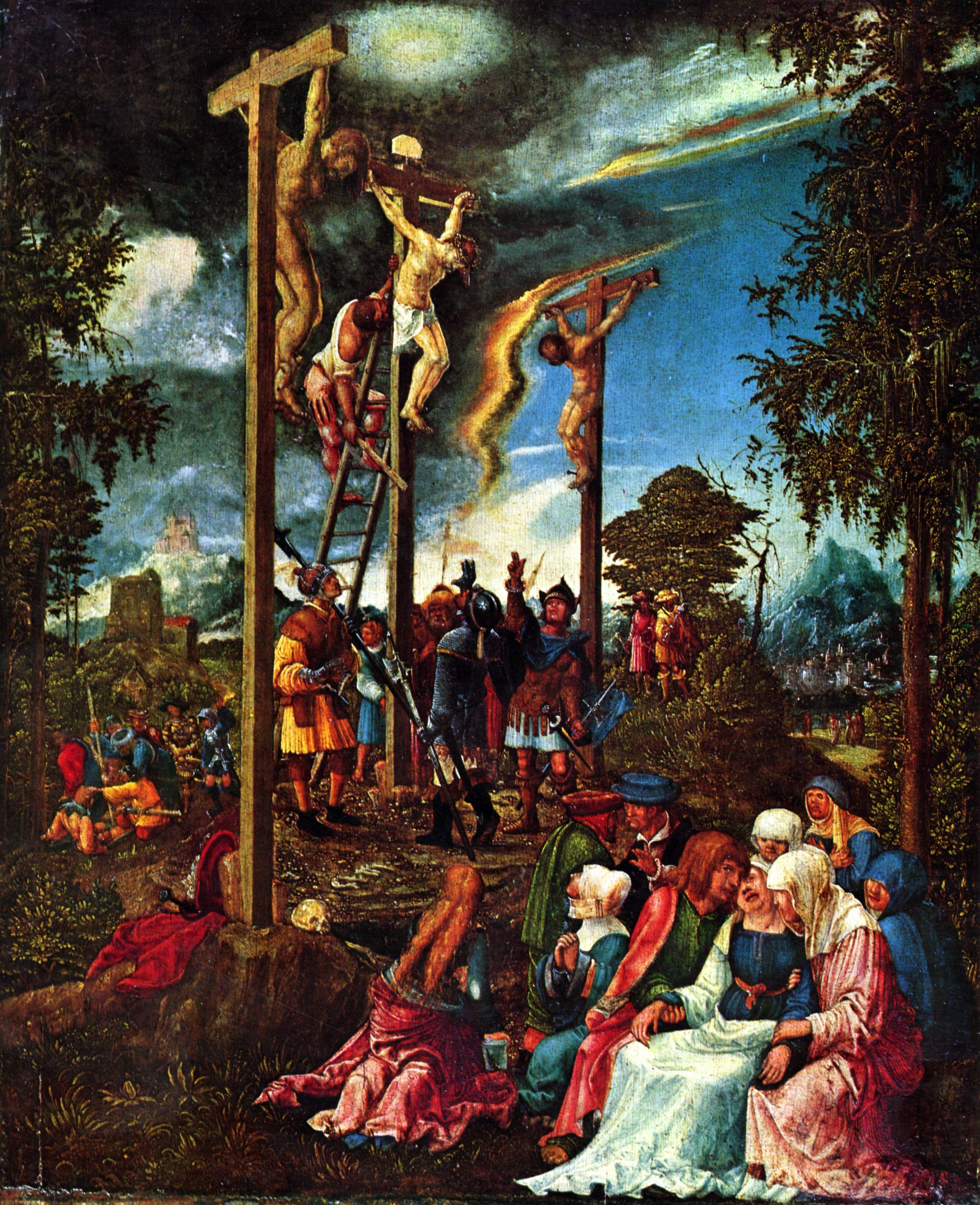
Albrecht Altdorfer, Crocifissione, 1526 ca, Norimberga, Germanishes Museum
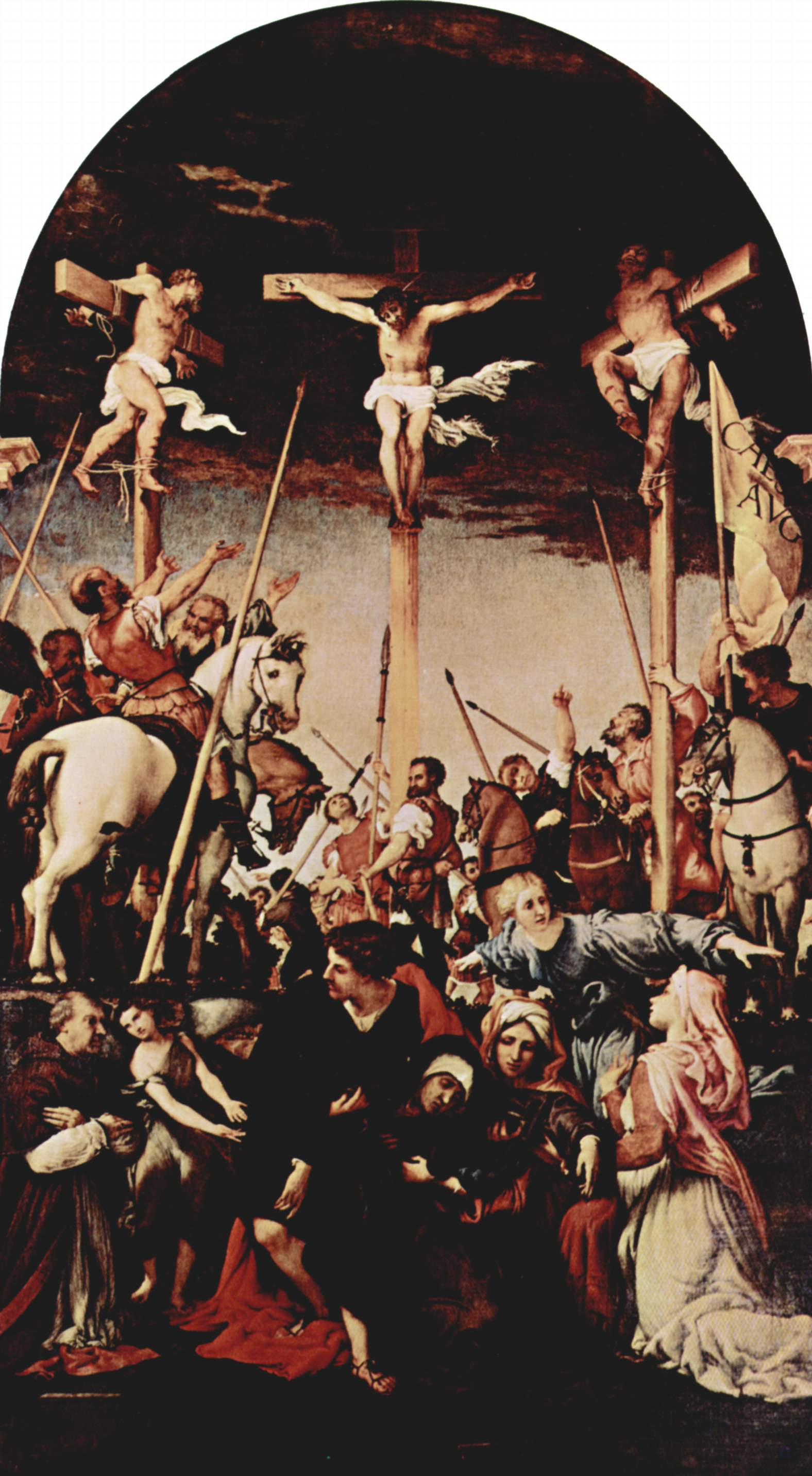
Lorenzo Lotto, Crocifissione, 1531, Monte San Giusto, Chiesa di Santa Maria in Telusiano
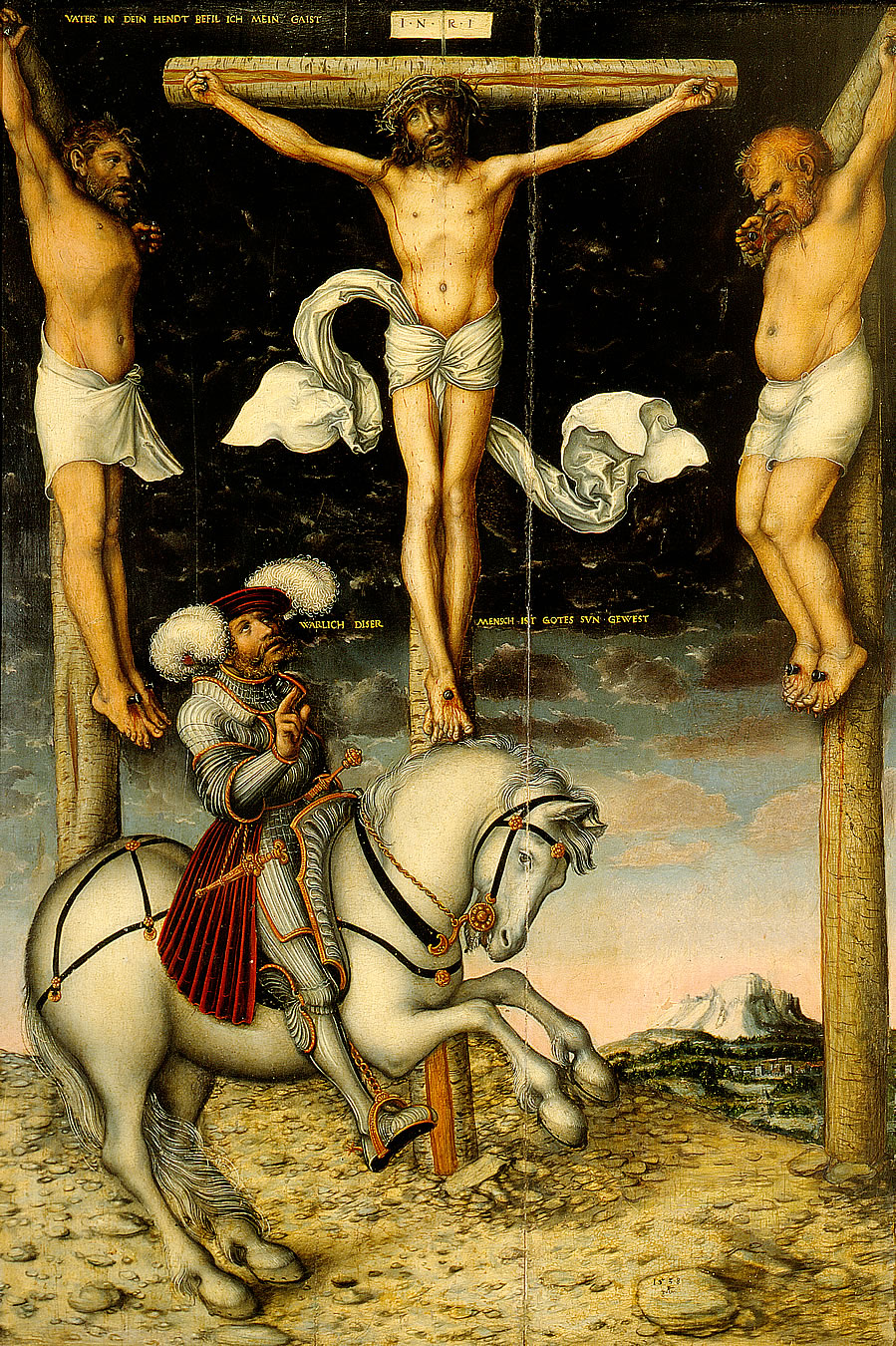
Lucas Cranach, Crocifissione col centurione, 1538
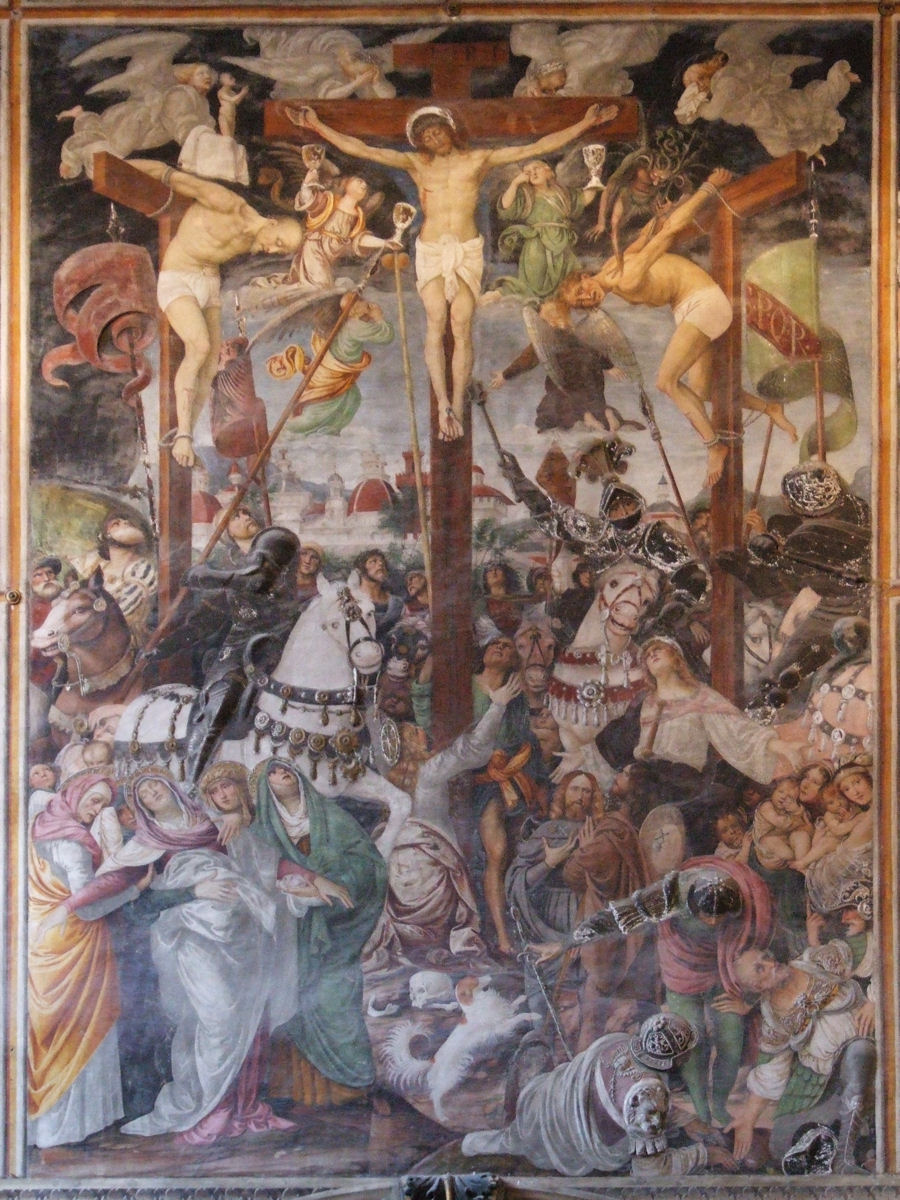
Gaudenzio Ferrari, Crocifissione, 1513, Varallo Sesia, Chiesa di Santa Maria delle Grazie
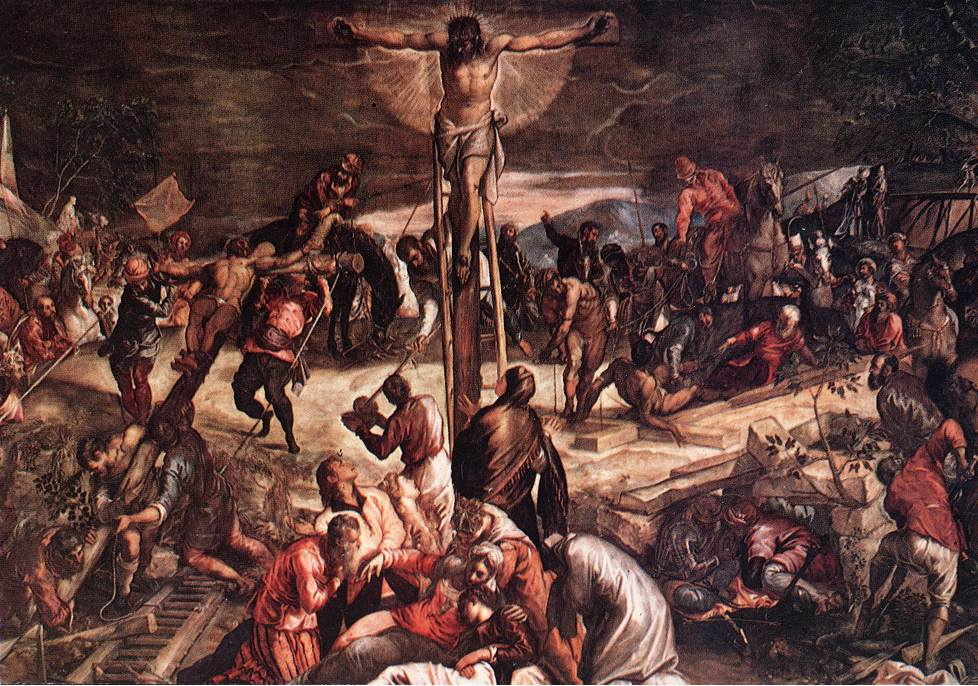
Jacopo Tintoretto, Crocifissione, 1565, Venezia, Scuola Grande di San Rocco
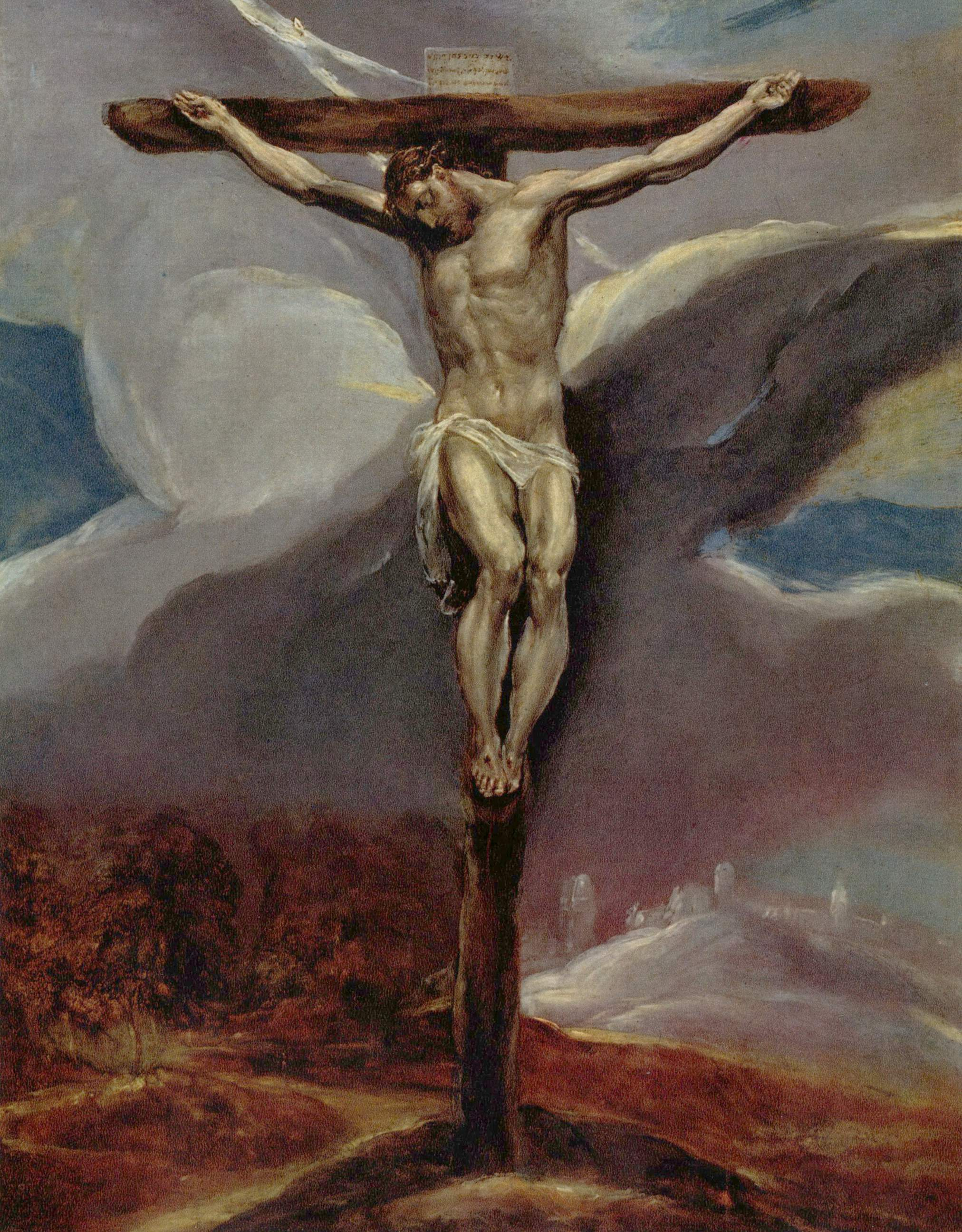
El Greco, Crocifissione, 1577-1579, Mailand, Collezione privata
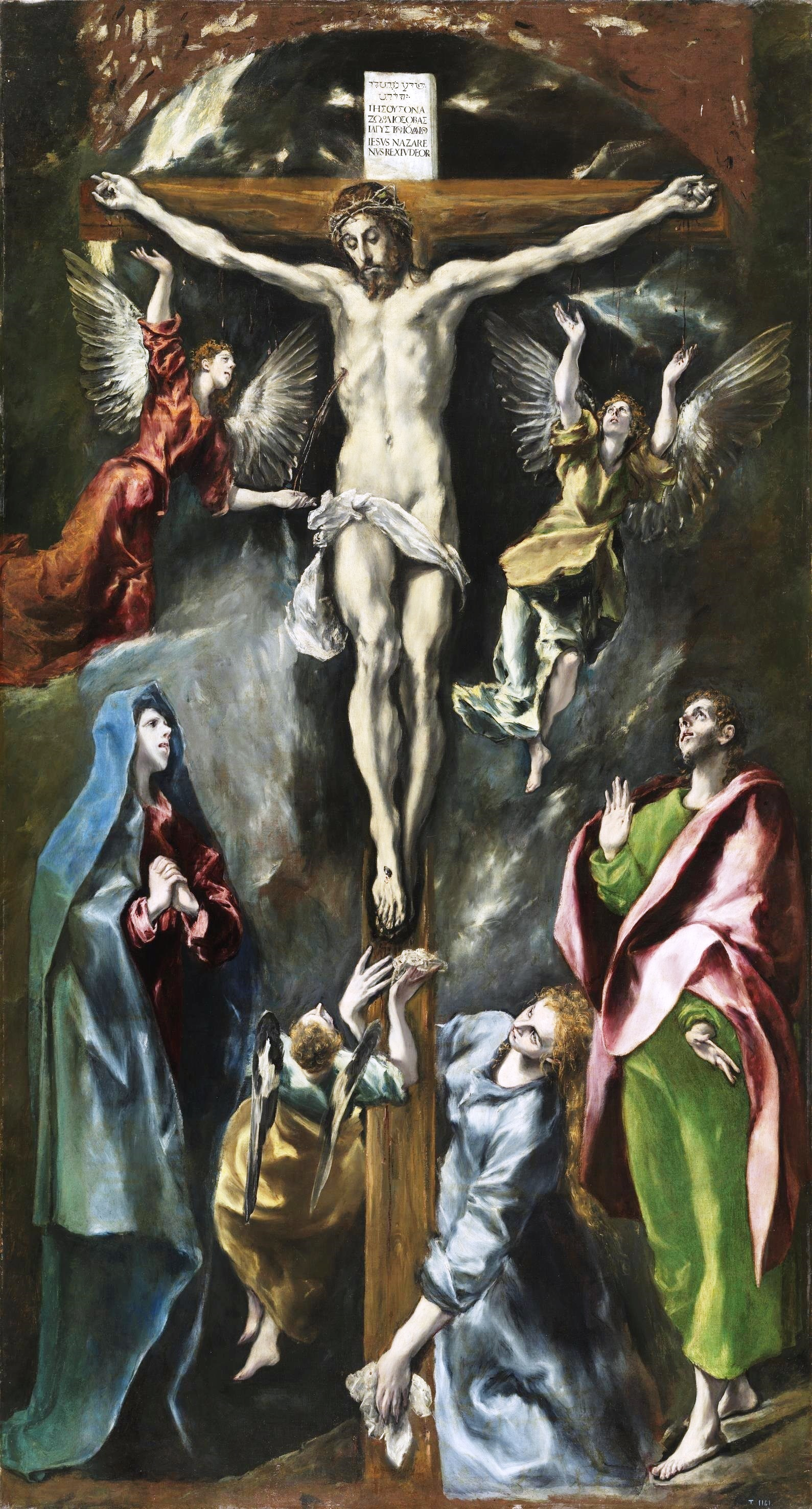
El Greco, c. 1590, Madrid, Museo del Prado
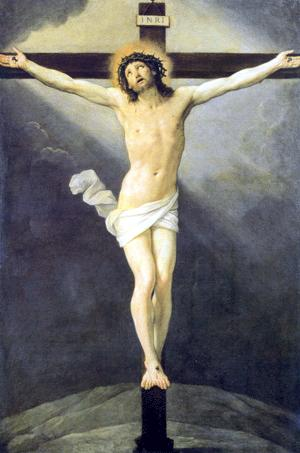
Guido Reni, Crocifisso, 1619, Modena, Galleria Estense
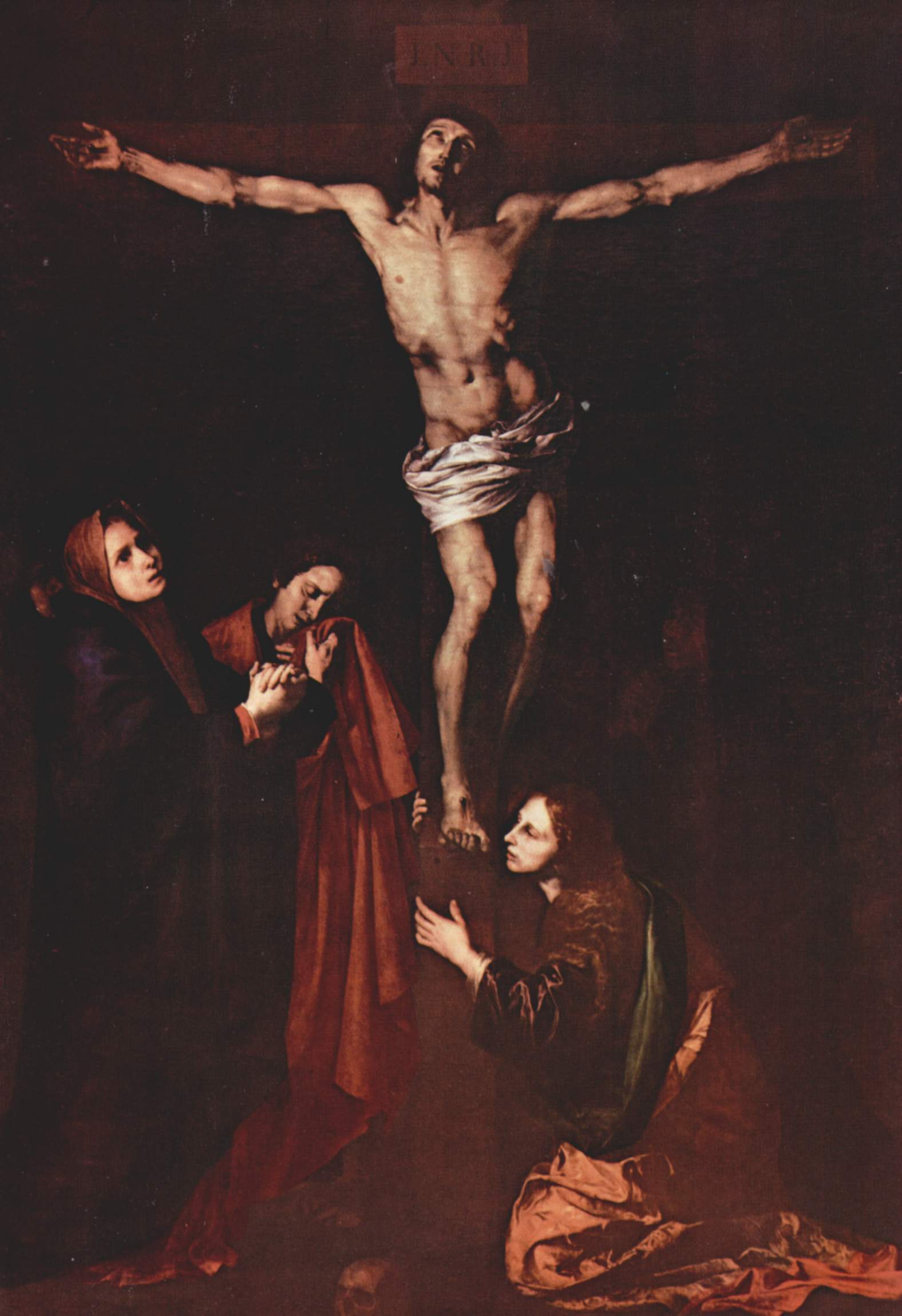
Jusepe de Ribera, Crocifissione, 1620 ca, Osuna, Collegiata
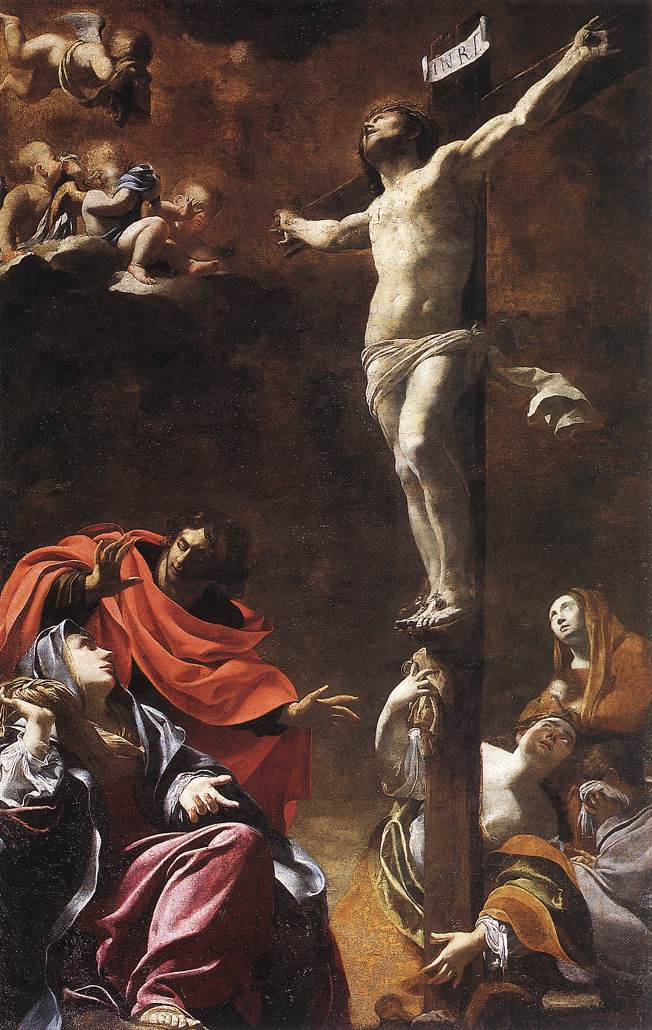
Simon Vouet, Crocifissione, 1622, Genova, Chiesa del Gesù
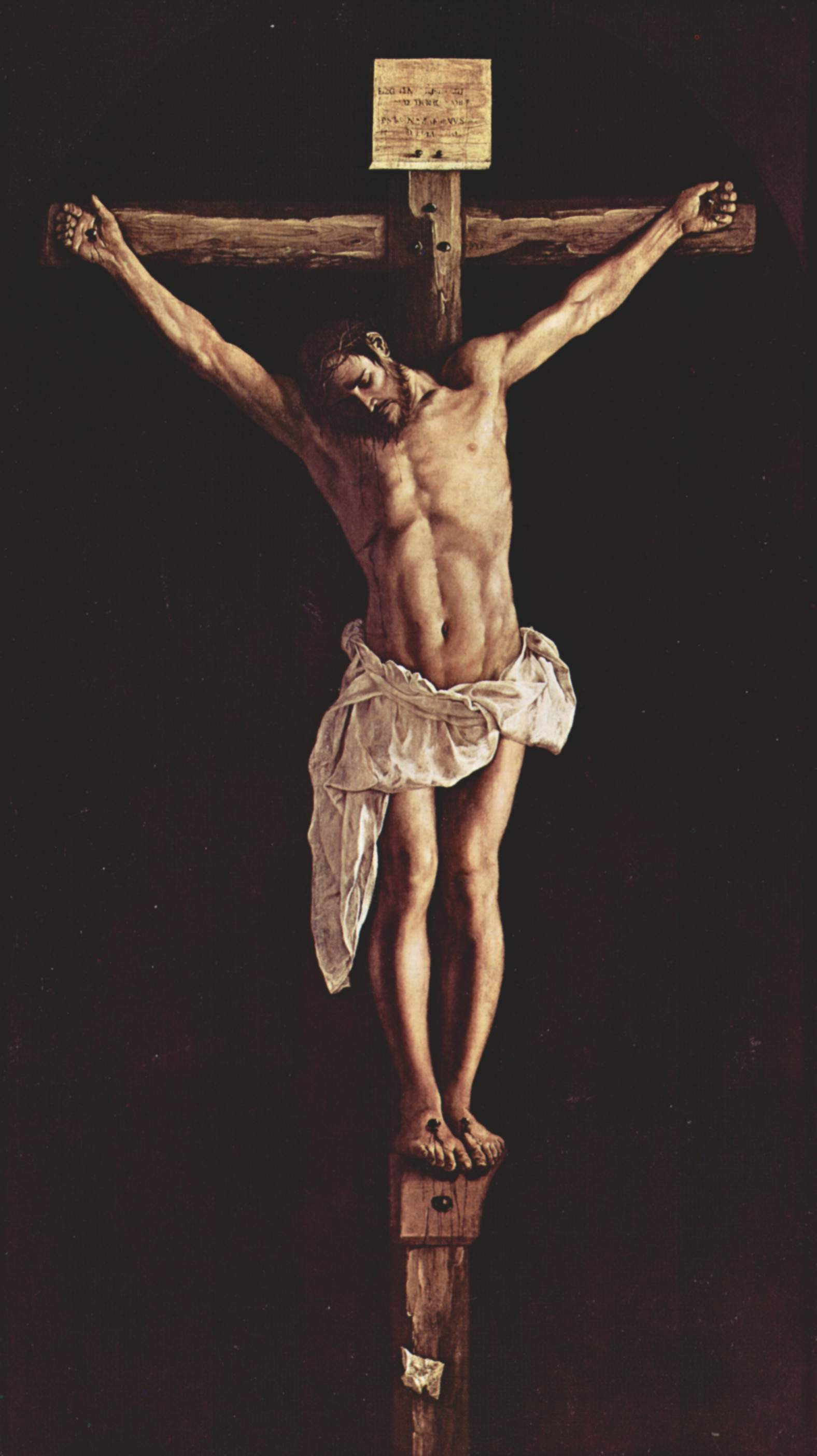
Francisco de Zurbarán, Crocifisso, 1627, Chicago, Art Institute
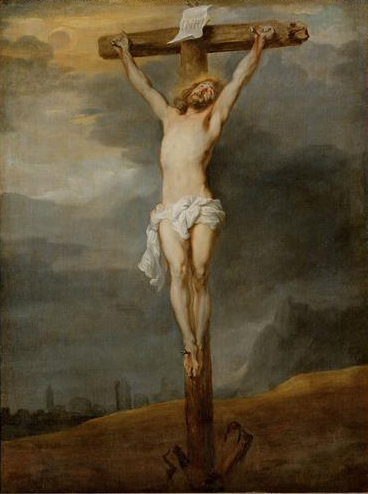
Antoon van Dyck, Crocifisso, 1628-1630, Vienna, Kunsthistorisches Museum
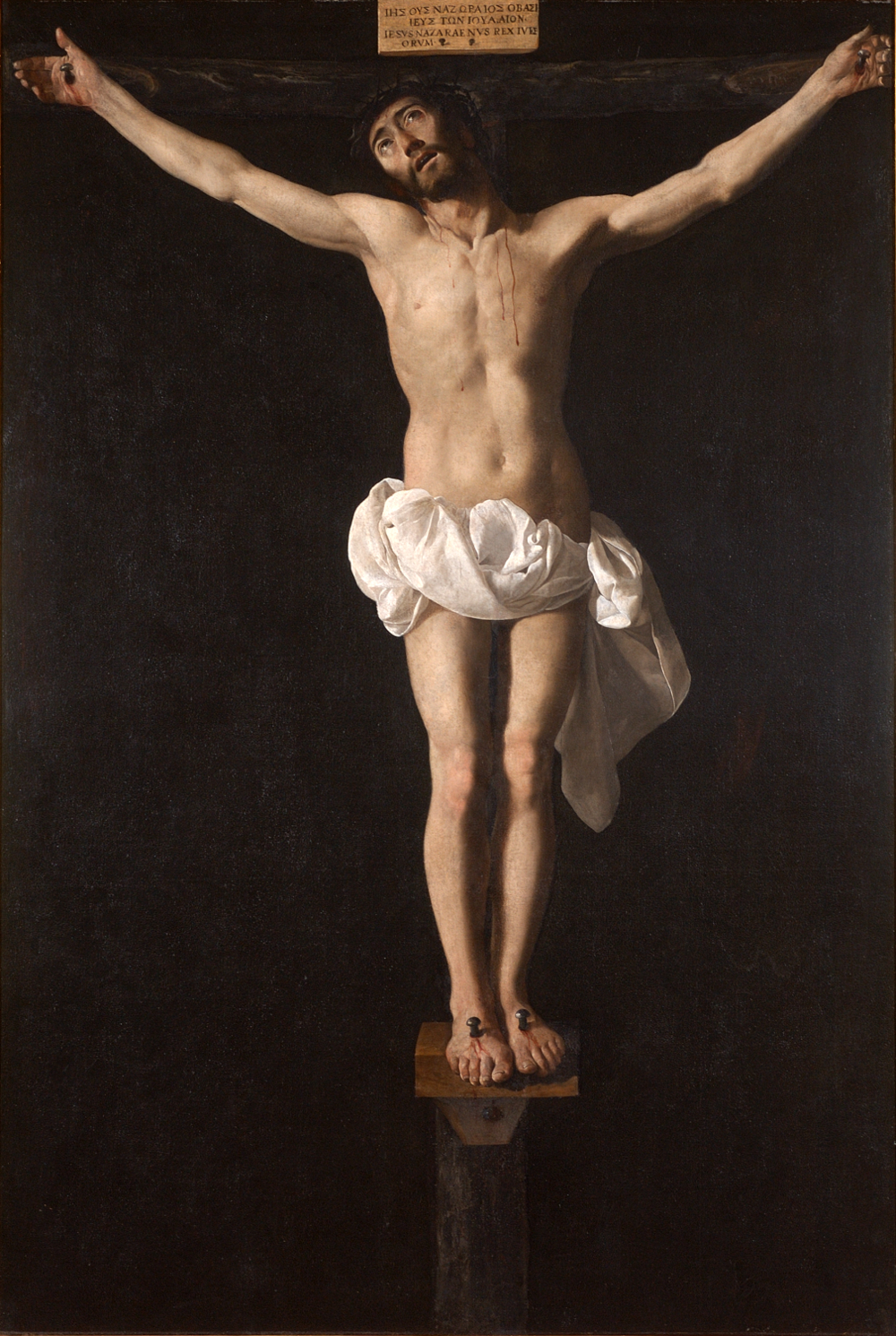
Francisco de Zurbarán, Cristo in croce, 1630-1640 ca, Siviglia, Museo de Bellas Artes
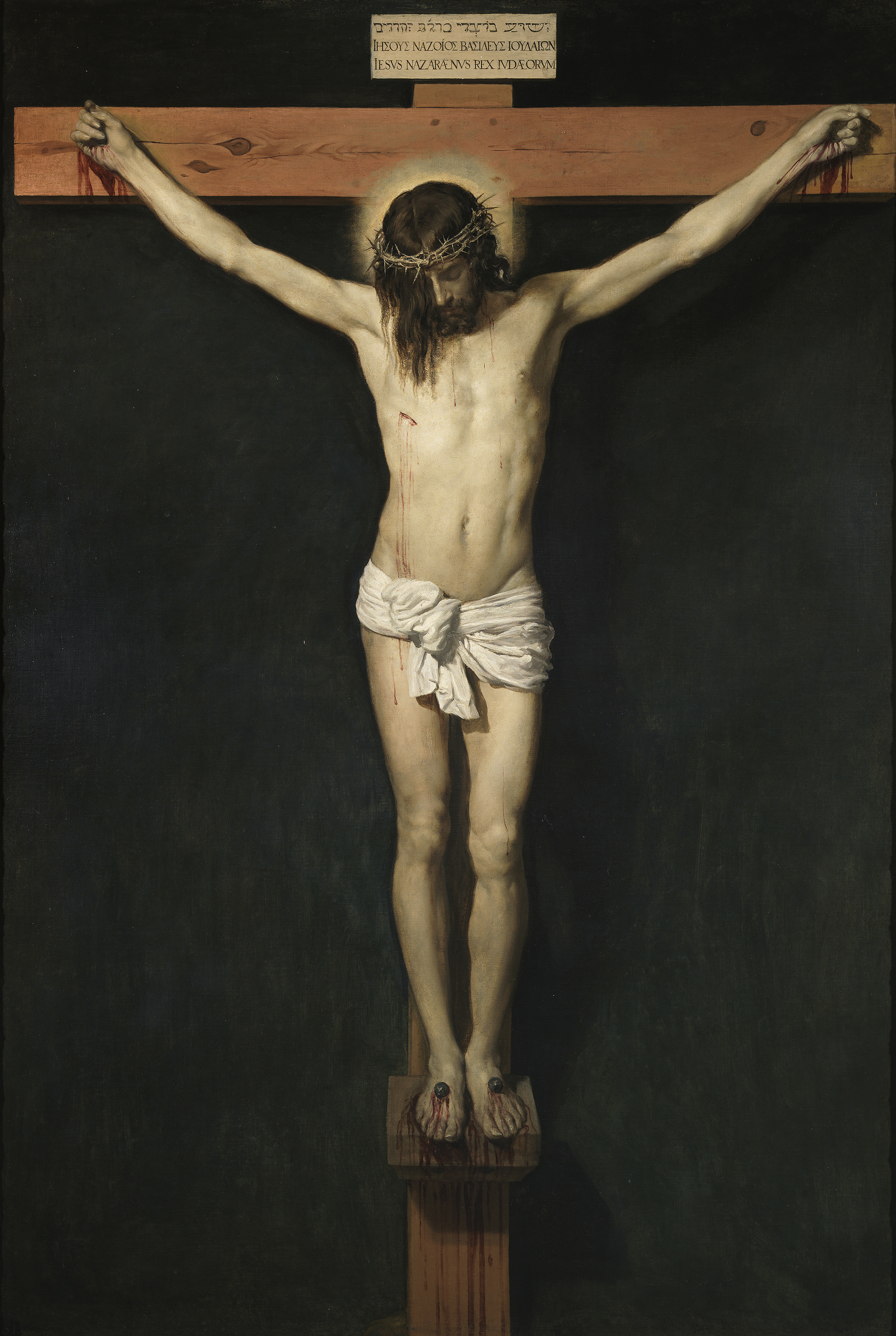
Diego Velázquez, Cristo in croce, 1631, Madrid, Museo del Prado
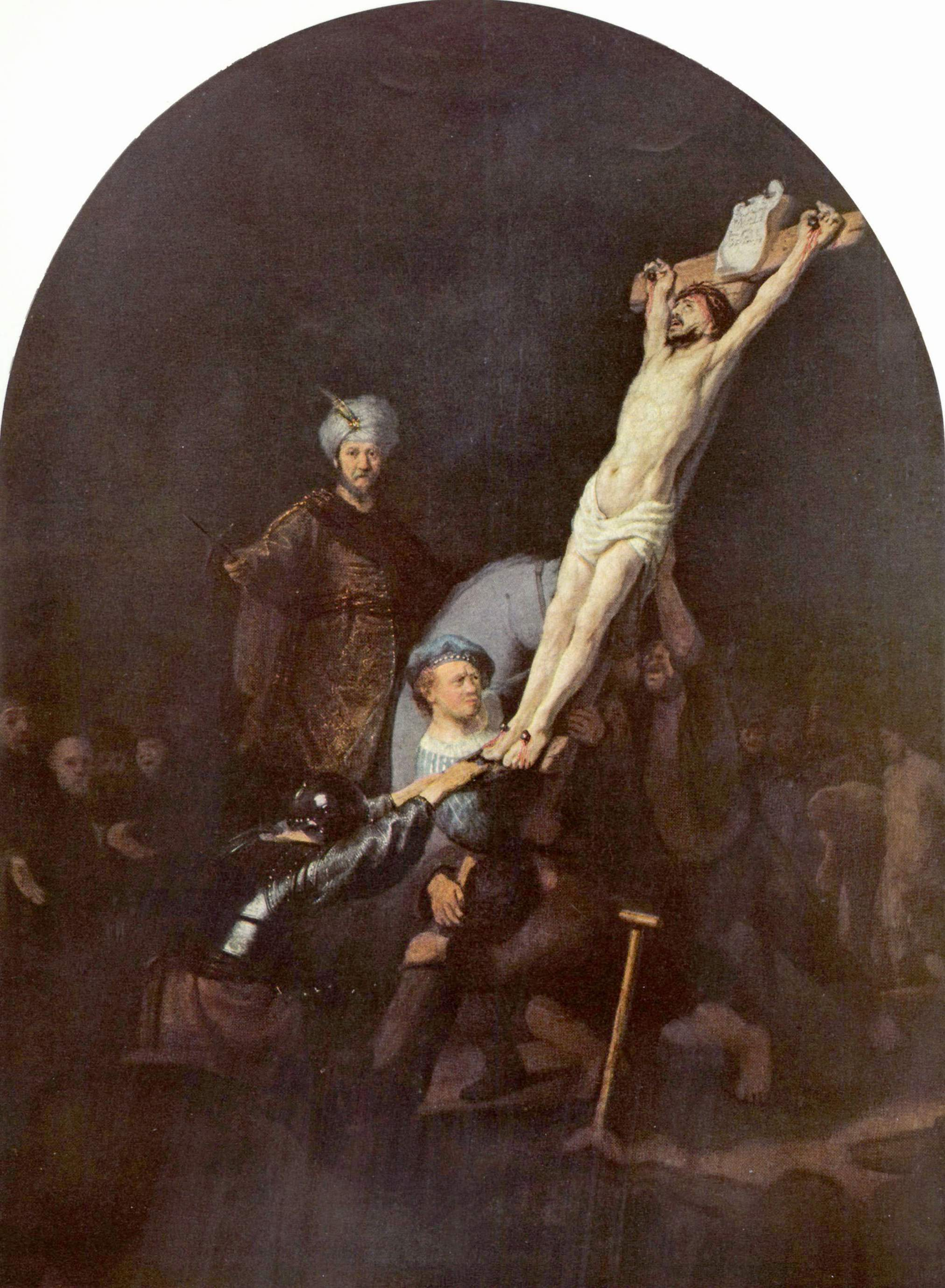
Rembrandt, Crocifissione, 1633, Monaco di Baviera, Alte Pinakothek
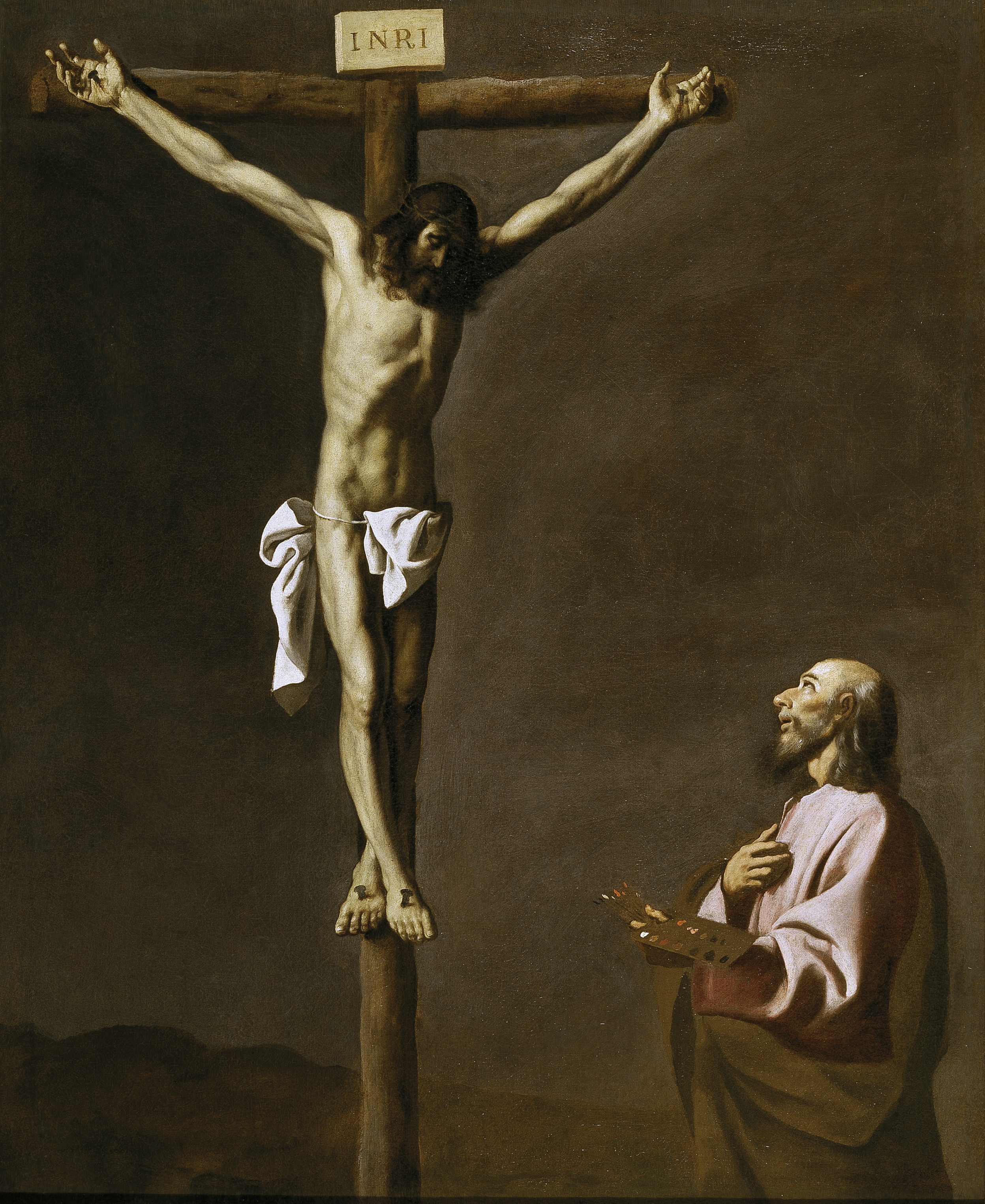
Francisco de Zurbarán, San Luca pittura la Crocifissione, 1650 circa, Madrid, Museo del Prado
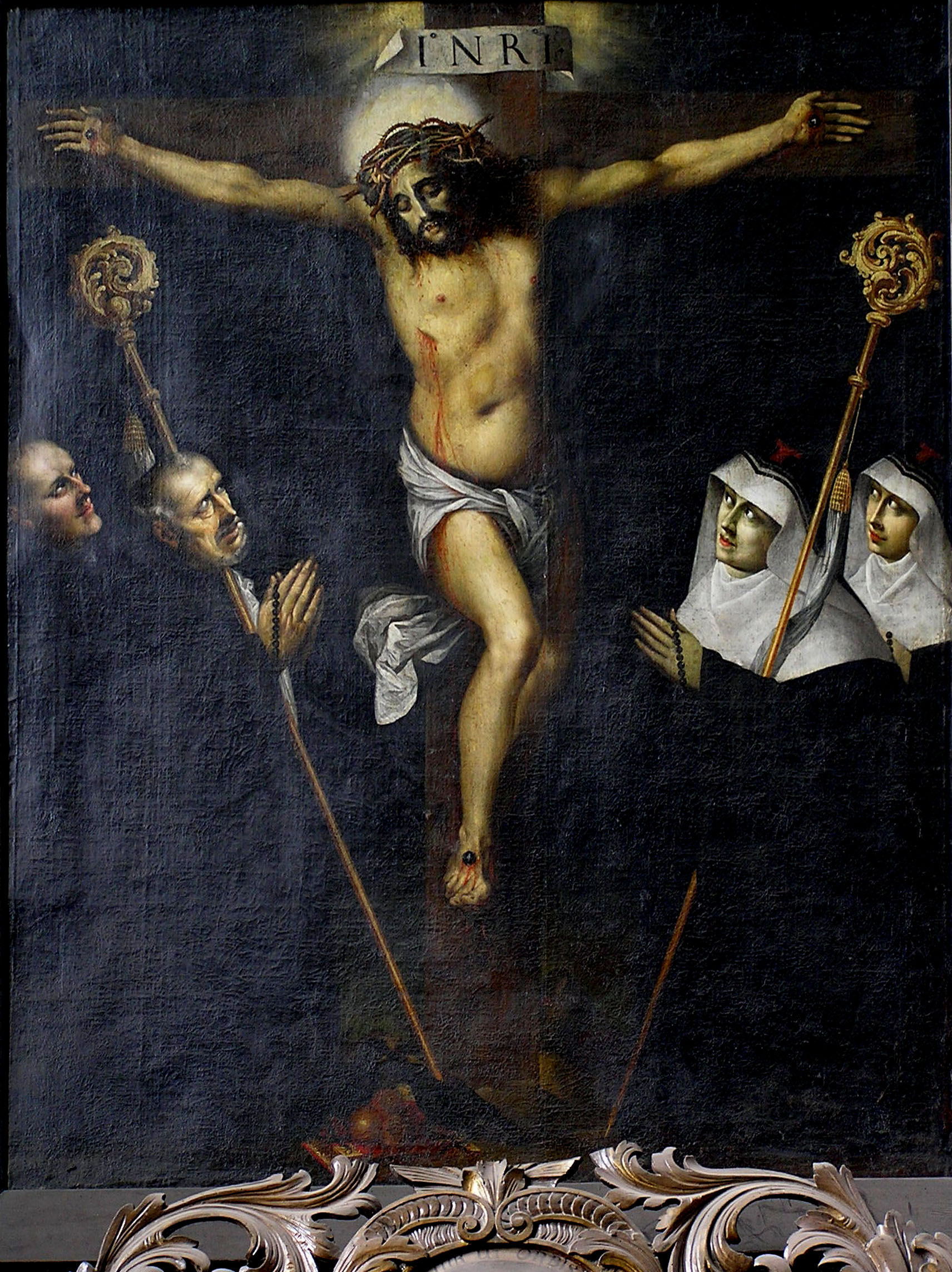
Scuola Spagnola, Crocifisso e donatori, XVII secolo, Toruń, Chiesa di San Giacomo
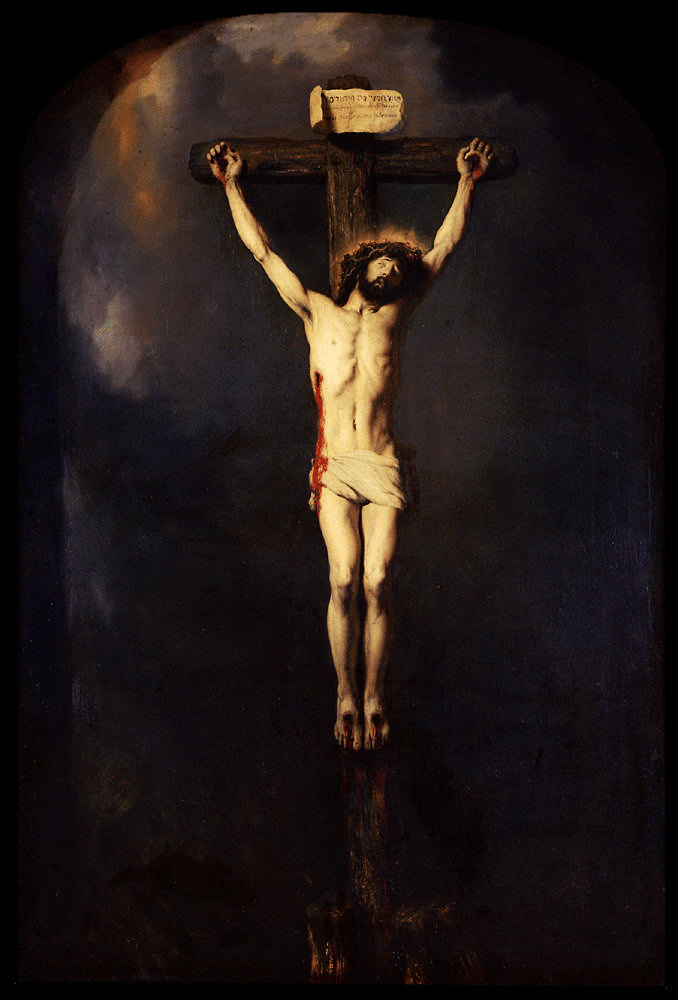
Jan Lievens, Cristo crocifisso, Nancy, Musée des Beaux-Arts
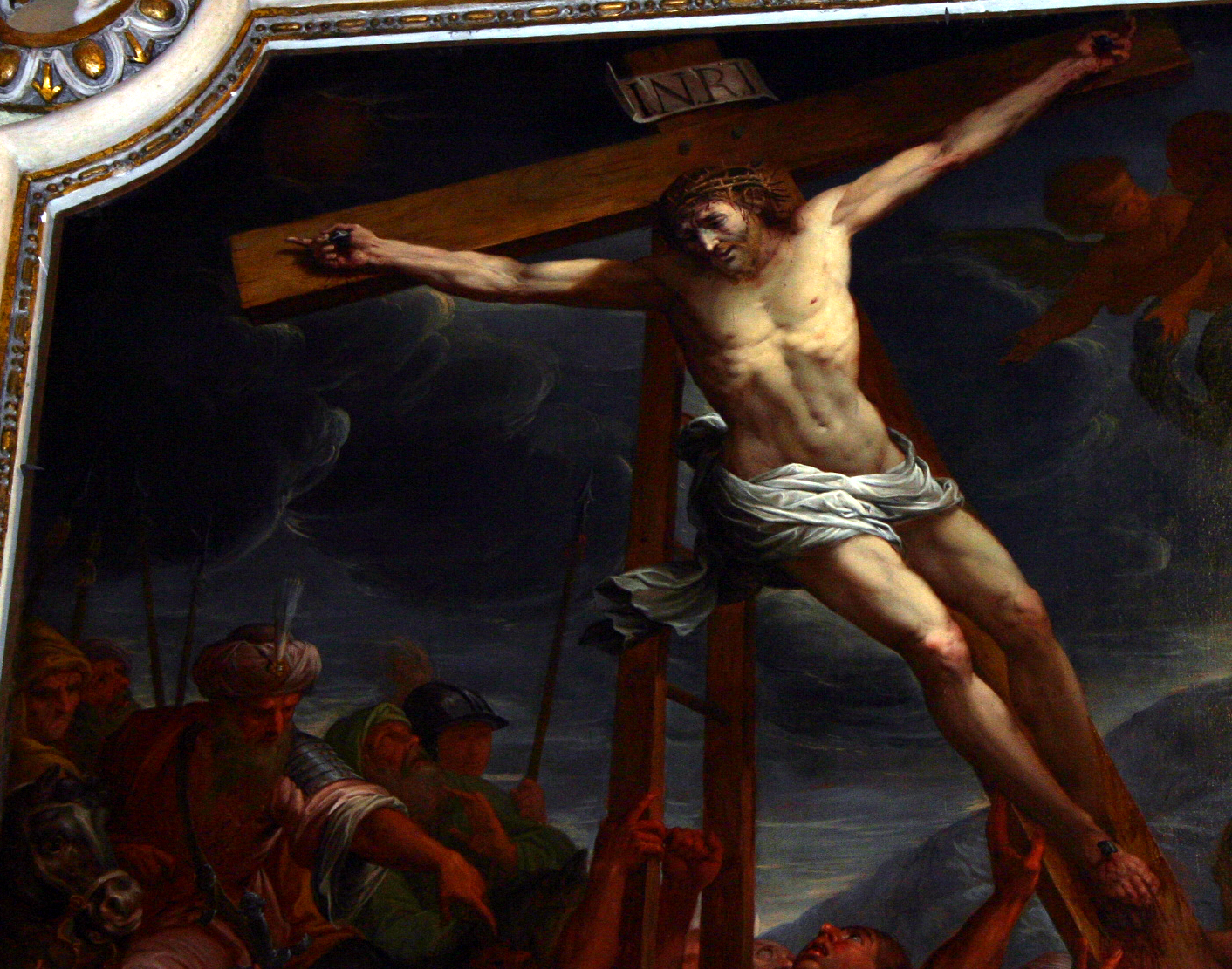
Antonio Brusca, Crocifissione, XVII secolo, Milano, Chiesa di San Marco
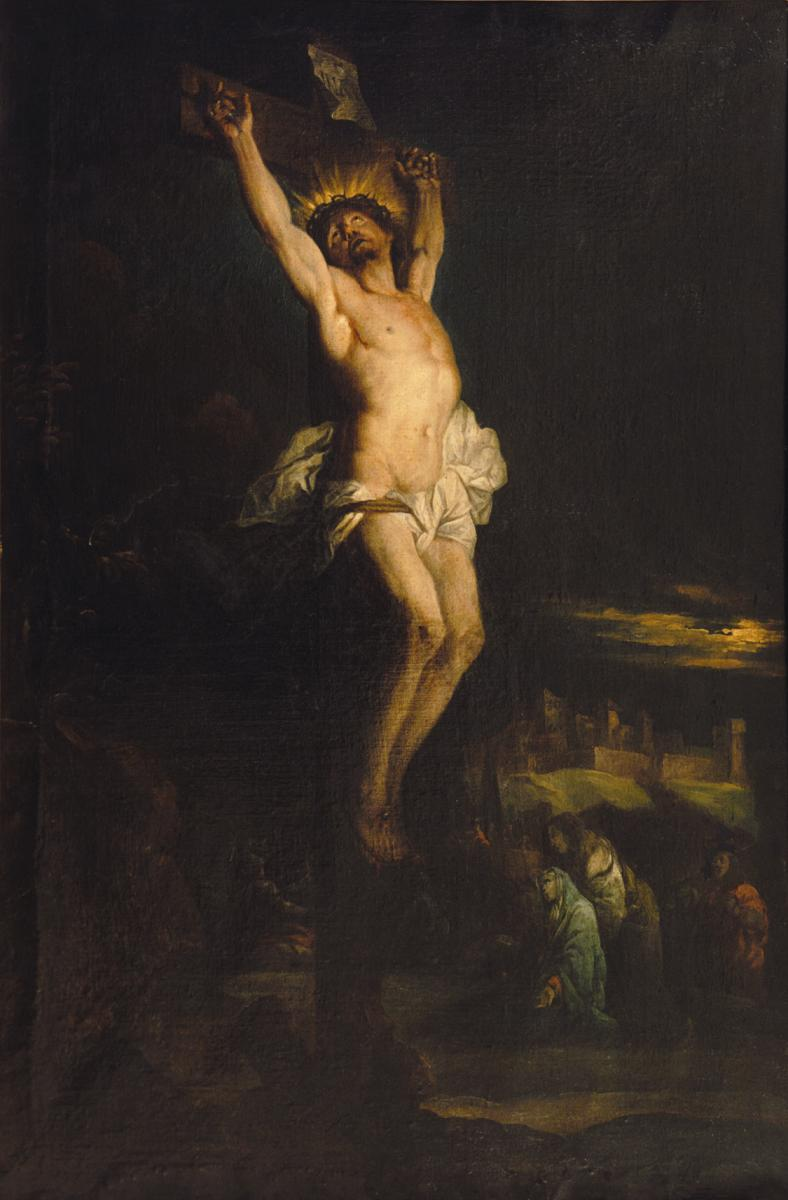
Hyacinthe Rigaud, Cristo in croce, 1695, Perpignan, Musée Rigaud
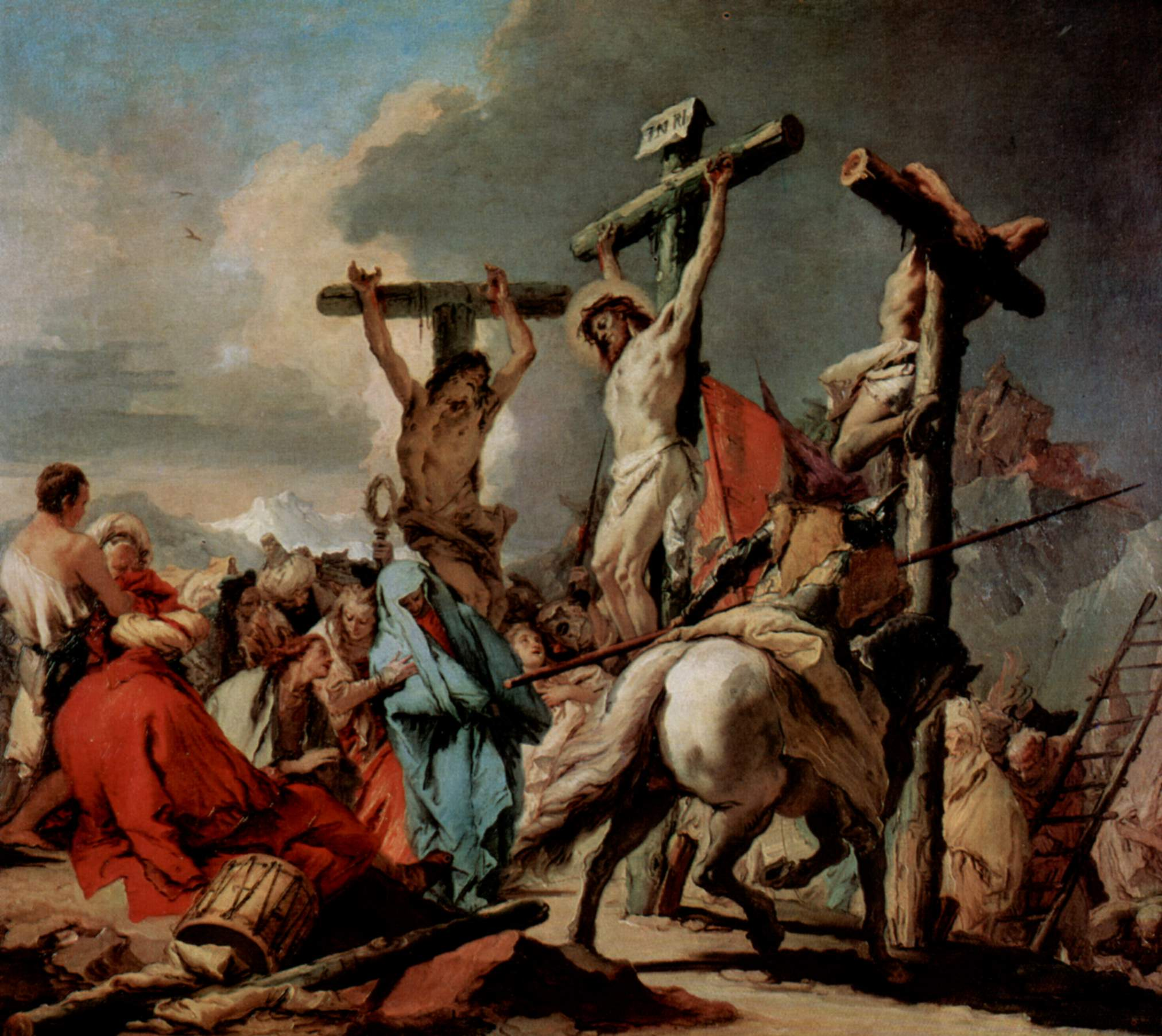
Giovanni Battista Tiepolo, Crocifissione, 1745-1750 ca, St. Louis, Art Museum
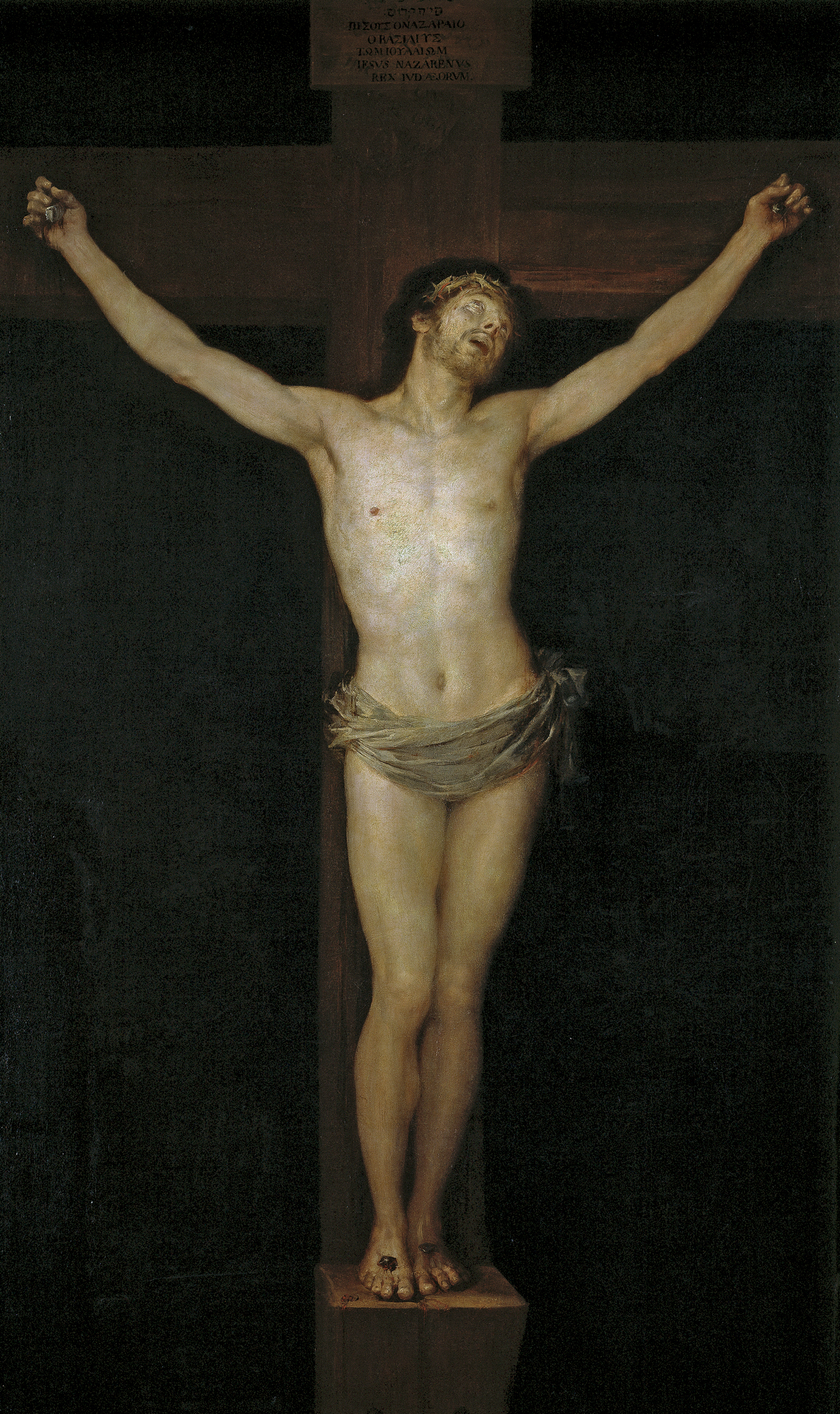
Francisco de Goya, Cristo in croce, 1780, Madrid, Museo del Prado
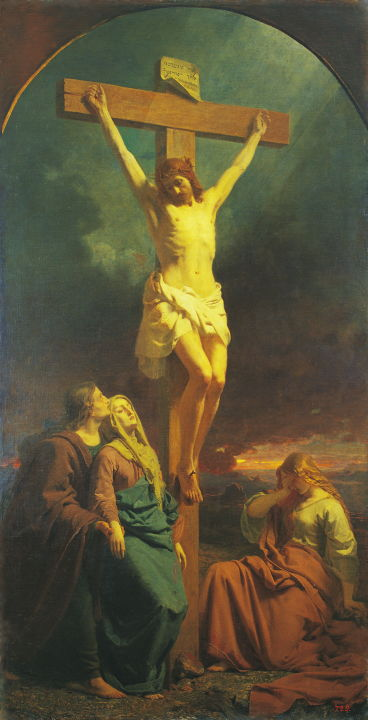
Johann Köler, Cristo in croce, 1857-1859, Tallinn, Kunstimuuseum
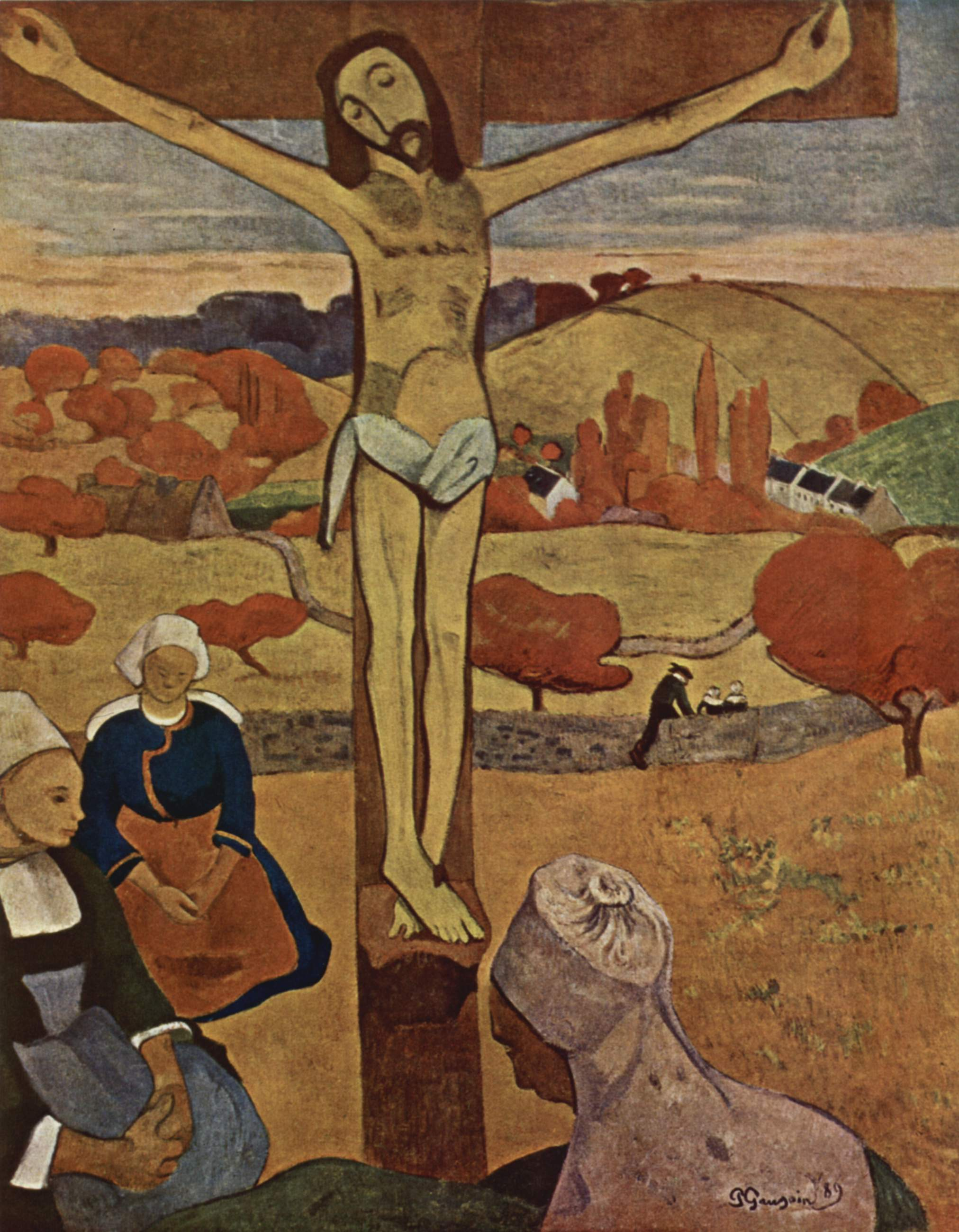
Paul Gauguin, Il Cristo giallo, 1889, Buffalo (N Y.), Albright-Knox Art Gallery
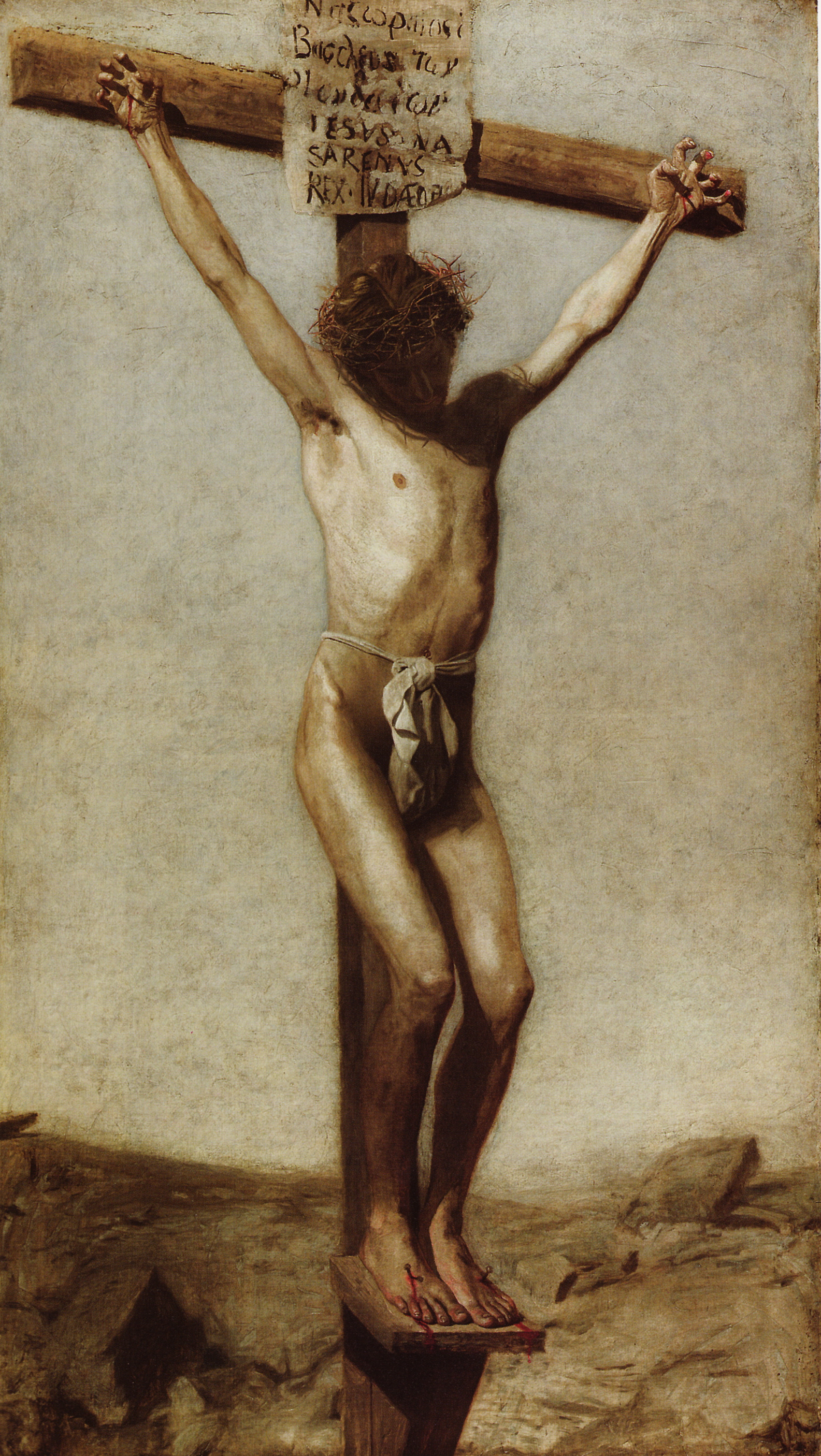
Thomas Eakins, La crocefissione,
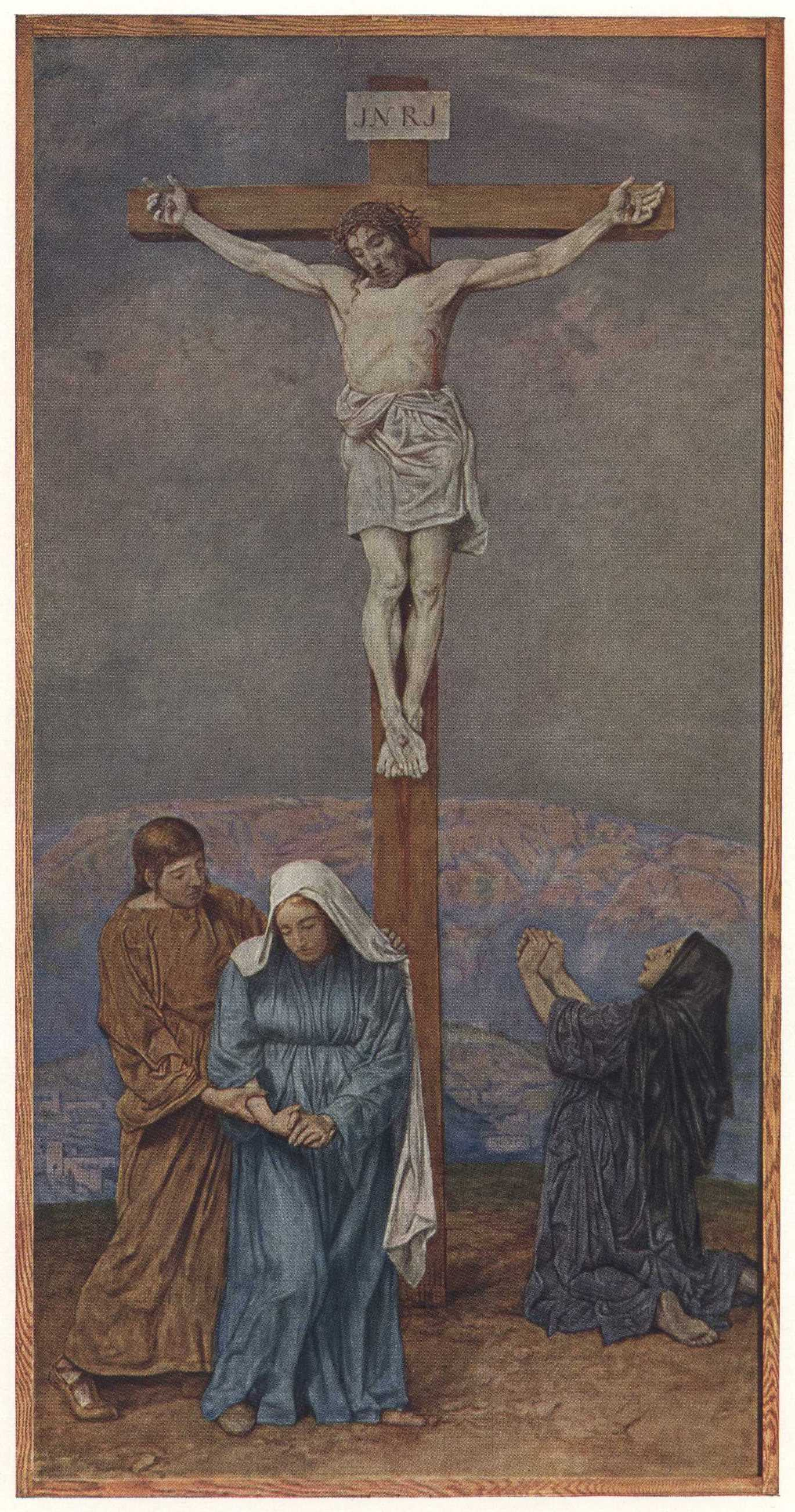
Hans Thoma, Crocifissione di Cristo
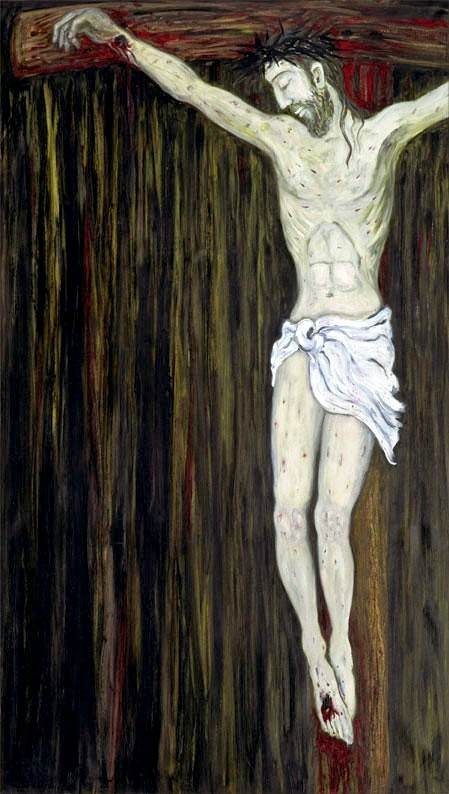
Jacek Andrzej Rossakiewicz, Crocifisso, 2000
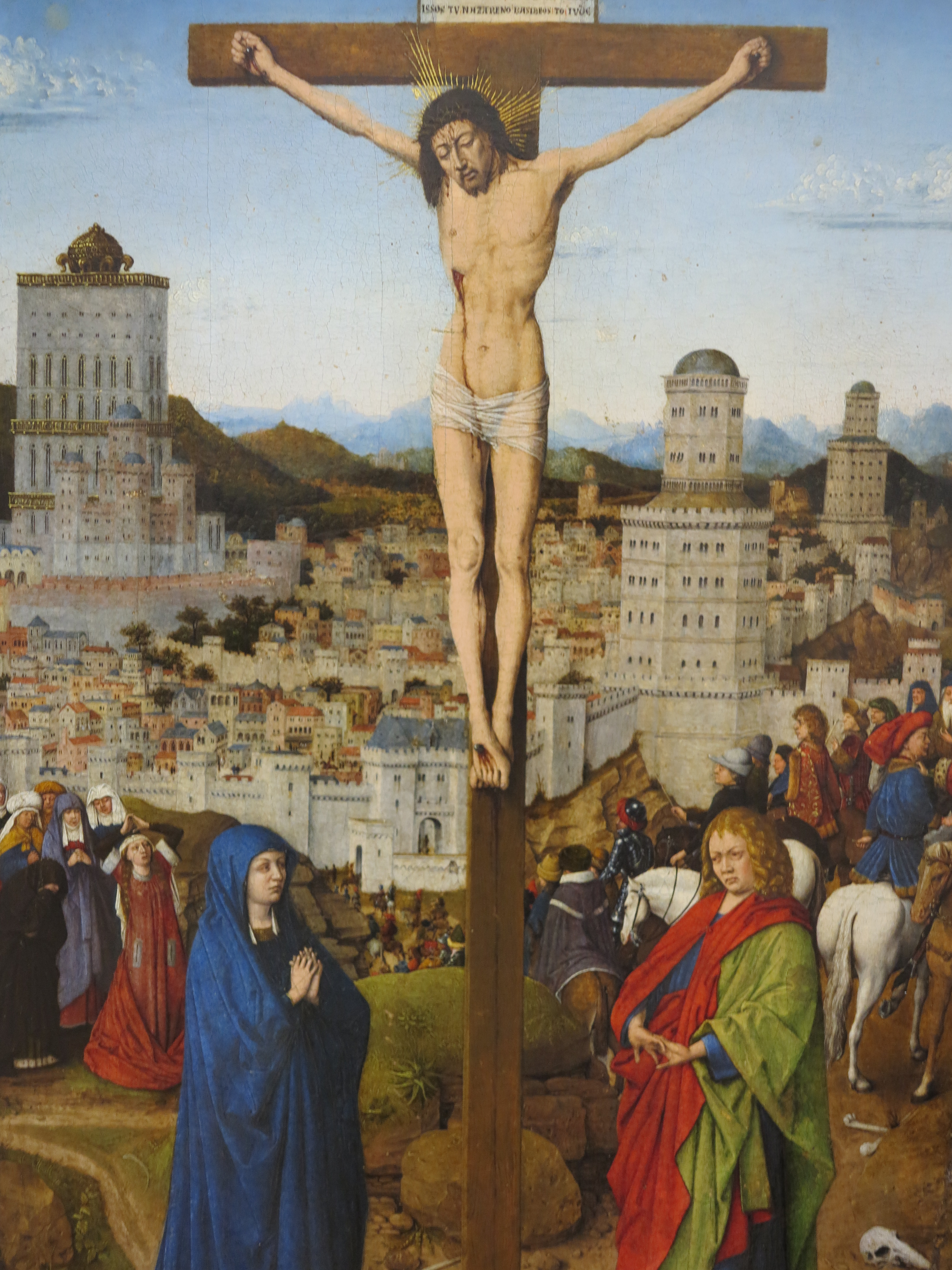
Jan van Eyck o bottega, Crocifissione, 1430-1450 circa, Ca' d'Oro, Venezia